# Greu errada (escacs)
En escacs, una greu errada és un moviment molt dolent. En la literatura especialitzada en anglès, el concepte és citat invariablement com a blunder, literalment, ficada de pota). Normalment és causat per una falta d'atenció tàctica, ja sigui per destret de temps, o per excés de confiança. Mentre que un error greu pot ser vist com un cop de sort per al jugador rival, i alguns jugadors d'escacs donen el seu oponent un munt d'oportunitats per a comètrer-lo.
Què diferencia una greu errada d'una errada normal és en certa manera subjectiu. Un moviment feble fet per un jugador novell pot ser explicat per la seva falta de capacitat o d'experiència, mentre que el mateix moviment fet per un mestre pot ser qualificat com a greu errada. En notació d'escacs, les errades greus es fan constar amb un doble interrogant "??", després del moviment.
Especialment entre els aficionats i jugadors novells les errades greus ocorren sovint a causa d'un procés de pensament defectuós en què no consideren els moviments forçats de l'adversari. En particular, xecs, captures, i amenaces han de ser considerades a cada moviment. Negligir aquestes possibilitats deixa el jugador molt vulnerable a errades tàctiques simples.
Una tècnica recomanada antigament per evitar les greus errades era escriure el moviment pensat a la planella, i després fer-hi una darrera ullada abans d'executar-lo. Aquesta pràctica no era infreqüent fins i tot a nivell de Grans Mestres. De tota manera, el 2005 la FIDE ho va prohibir, exigint en canvi que el moviment fos executat abans d'escriure'l.
|  |

## Exemples a nivell de Gran Mestre
Molt bons jugadors, i fins i tot Grans Mestres han comès greus errades.

### Mikhaïl Txigorin vs. Wilhelm Steinitz
|   | a | b | c | d | e | f | g | h |   |
| 8 | a7 negres peó · b7 negres peó · e7 blanques torre · h7 negres peó · d6 blanques alfil · e6 blanques cavall · f6 negres rei · g6 negres alfil · d5 blanques peó · f5 negres peó · h4 negres peó · a2 blanques peó · b2 blanques peó · d2 negres torre · e2 negres torre · h2 blanques peó · f1 blanques torre · h1 blanques rei | a7 negres peó · b7 negres peó · e7 blanques torre · h7 negres peó · d6 blanques alfil · e6 blanques cavall · f6 negres rei · g6 negres alfil · d5 blanques peó · f5 negres peó · h4 negres peó · a2 blanques peó · b2 blanques peó · d2 negres torre · e2 negres torre · h2 blanques peó · f1 blanques torre · h1 blanques rei | a7 negres peó · b7 negres peó · e7 blanques torre · h7 negres peó · d6 blanques alfil · e6 blanques cavall · f6 negres rei · g6 negres alfil · d5 blanques peó · f5 negres peó · h4 negres peó · a2 blanques peó · b2 blanques peó · d2 negres torre · e2 negres torre · h2 blanques peó · f1 blanques torre · h1 blanques rei | a7 negres peó · b7 negres peó · e7 blanques torre · h7 negres peó · d6 blanques alfil · e6 blanques cavall · f6 negres rei · g6 negres alfil · d5 blanques peó · f5 negres peó · h4 negres peó · a2 blanques peó · b2 blanques peó · d2 negres torre · e2 negres torre · h2 blanques peó · f1 blanques torre · h1 blanques rei | a7 negres peó · b7 negres peó · e7 blanques torre · h7 negres peó · d6 blanques alfil · e6 blanques cavall · f6 negres rei · g6 negres alfil · d5 blanques peó · f5 negres peó · h4 negres peó · a2 blanques peó · b2 blanques peó · d2 negres torre · e2 negres torre · h2 blanques peó · f1 blanques torre · h1 blanques rei | a7 negres peó · b7 negres peó · e7 blanques torre · h7 negres peó · d6 blanques alfil · e6 blanques cavall · f6 negres rei · g6 negres alfil · d5 blanques peó · f5 negres peó · h4 negres peó · a2 blanques peó · b2 blanques peó · d2 negres torre · e2 negres torre · h2 blanques peó · f1 blanques torre · h1 blanques rei | a7 negres peó · b7 negres peó · e7 blanques torre · h7 negres peó · d6 blanques alfil · e6 blanques cavall · f6 negres rei · g6 negres alfil · d5 blanques peó · f5 negres peó · h4 negres peó · a2 blanques peó · b2 blanques peó · d2 negres torre · e2 negres torre · h2 blanques peó · f1 blanques torre · h1 blanques rei | a7 negres peó · b7 negres peó · e7 blanques torre · h7 negres peó · d6 blanques alfil · e6 blanques cavall · f6 negres rei · g6 negres alfil · d5 blanques peó · f5 negres peó · h4 negres peó · a2 blanques peó · b2 blanques peó · d2 negres torre · e2 negres torre · h2 blanques peó · f1 blanques torre · h1 blanques rei | 8 |
| 7 | a7 negres peó · b7 negres peó · e7 blanques torre · h7 negres peó · d6 blanques alfil · e6 blanques cavall · f6 negres rei · g6 negres alfil · d5 blanques peó · f5 negres peó · h4 negres peó · a2 blanques peó · b2 blanques peó · d2 negres torre · e2 negres torre · h2 blanques peó · f1 blanques torre · h1 blanques rei | a7 negres peó · b7 negres peó · e7 blanques torre · h7 negres peó · d6 blanques alfil · e6 blanques cavall · f6 negres rei · g6 negres alfil · d5 blanques peó · f5 negres peó · h4 negres peó · a2 blanques peó · b2 blanques peó · d2 negres torre · e2 negres torre · h2 blanques peó · f1 blanques torre · h1 blanques rei | a7 negres peó · b7 negres peó · e7 blanques torre · h7 negres peó · d6 blanques alfil · e6 blanques cavall · f6 negres rei · g6 negres alfil · d5 blanques peó · f5 negres peó · h4 negres peó · a2 blanques peó · b2 blanques peó · d2 negres torre · e2 negres torre · h2 blanques peó · f1 blanques torre · h1 blanques rei | a7 negres peó · b7 negres peó · e7 blanques torre · h7 negres peó · d6 blanques alfil · e6 blanques cavall · f6 negres rei · g6 negres alfil · d5 blanques peó · f5 negres peó · h4 negres peó · a2 blanques peó · b2 blanques peó · d2 negres torre · e2 negres torre · h2 blanques peó · f1 blanques torre · h1 blanques rei | a7 negres peó · b7 negres peó · e7 blanques torre · h7 negres peó · d6 blanques alfil · e6 blanques cavall · f6 negres rei · g6 negres alfil · d5 blanques peó · f5 negres peó · h4 negres peó · a2 blanques peó · b2 blanques peó · d2 negres torre · e2 negres torre · h2 blanques peó · f1 blanques torre · h1 blanques rei | a7 negres peó · b7 negres peó · e7 blanques torre · h7 negres peó · d6 blanques alfil · e6 blanques cavall · f6 negres rei · g6 negres alfil · d5 blanques peó · f5 negres peó · h4 negres peó · a2 blanques peó · b2 blanques peó · d2 negres torre · e2 negres torre · h2 blanques peó · f1 blanques torre · h1 blanques rei | a7 negres peó · b7 negres peó · e7 blanques torre · h7 negres peó · d6 blanques alfil · e6 blanques cavall · f6 negres rei · g6 negres alfil · d5 blanques peó · f5 negres peó · h4 negres peó · a2 blanques peó · b2 blanques peó · d2 negres torre · e2 negres torre · h2 blanques peó · f1 blanques torre · h1 blanques rei | a7 negres peó · b7 negres peó · e7 blanques torre · h7 negres peó · d6 blanques alfil · e6 blanques cavall · f6 negres rei · g6 negres alfil · d5 blanques peó · f5 negres peó · h4 negres peó · a2 blanques peó · b2 blanques peó · d2 negres torre · e2 negres torre · h2 blanques peó · f1 blanques torre · h1 blanques rei | 7 |
| 6 | a7 negres peó · b7 negres peó · e7 blanques torre · h7 negres peó · d6 blanques alfil · e6 blanques cavall · f6 negres rei · g6 negres alfil · d5 blanques peó · f5 negres peó · h4 negres peó · a2 blanques peó · b2 blanques peó · d2 negres torre · e2 negres torre · h2 blanques peó · f1 blanques torre · h1 blanques rei | a7 negres peó · b7 negres peó · e7 blanques torre · h7 negres peó · d6 blanques alfil · e6 blanques cavall · f6 negres rei · g6 negres alfil · d5 blanques peó · f5 negres peó · h4 negres peó · a2 blanques peó · b2 blanques peó · d2 negres torre · e2 negres torre · h2 blanques peó · f1 blanques torre · h1 blanques rei | a7 negres peó · b7 negres peó · e7 blanques torre · h7 negres peó · d6 blanques alfil · e6 blanques cavall · f6 negres rei · g6 negres alfil · d5 blanques peó · f5 negres peó · h4 negres peó · a2 blanques peó · b2 blanques peó · d2 negres torre · e2 negres torre · h2 blanques peó · f1 blanques torre · h1 blanques rei | a7 negres peó · b7 negres peó · e7 blanques torre · h7 negres peó · d6 blanques alfil · e6 blanques cavall · f6 negres rei · g6 negres alfil · d5 blanques peó · f5 negres peó · h4 negres peó · a2 blanques peó · b2 blanques peó · d2 negres torre · e2 negres torre · h2 blanques peó · f1 blanques torre · h1 blanques rei | a7 negres peó · b7 negres peó · e7 blanques torre · h7 negres peó · d6 blanques alfil · e6 blanques cavall · f6 negres rei · g6 negres alfil · d5 blanques peó · f5 negres peó · h4 negres peó · a2 blanques peó · b2 blanques peó · d2 negres torre · e2 negres torre · h2 blanques peó · f1 blanques torre · h1 blanques rei | a7 negres peó · b7 negres peó · e7 blanques torre · h7 negres peó · d6 blanques alfil · e6 blanques cavall · f6 negres rei · g6 negres alfil · d5 blanques peó · f5 negres peó · h4 negres peó · a2 blanques peó · b2 blanques peó · d2 negres torre · e2 negres torre · h2 blanques peó · f1 blanques torre · h1 blanques rei | a7 negres peó · b7 negres peó · e7 blanques torre · h7 negres peó · d6 blanques alfil · e6 blanques cavall · f6 negres rei · g6 negres alfil · d5 blanques peó · f5 negres peó · h4 negres peó · a2 blanques peó · b2 blanques peó · d2 negres torre · e2 negres torre · h2 blanques peó · f1 blanques torre · h1 blanques rei | a7 negres peó · b7 negres peó · e7 blanques torre · h7 negres peó · d6 blanques alfil · e6 blanques cavall · f6 negres rei · g6 negres alfil · d5 blanques peó · f5 negres peó · h4 negres peó · a2 blanques peó · b2 blanques peó · d2 negres torre · e2 negres torre · h2 blanques peó · f1 blanques torre · h1 blanques rei | 6 |
| 5 | a7 negres peó · b7 negres peó · e7 blanques torre · h7 negres peó · d6 blanques alfil · e6 blanques cavall · f6 negres rei · g6 negres alfil · d5 blanques peó · f5 negres peó · h4 negres peó · a2 blanques peó · b2 blanques peó · d2 negres torre · e2 negres torre · h2 blanques peó · f1 blanques torre · h1 blanques rei | a7 negres peó · b7 negres peó · e7 blanques torre · h7 negres peó · d6 blanques alfil · e6 blanques cavall · f6 negres rei · g6 negres alfil · d5 blanques peó · f5 negres peó · h4 negres peó · a2 blanques peó · b2 blanques peó · d2 negres torre · e2 negres torre · h2 blanques peó · f1 blanques torre · h1 blanques rei | a7 negres peó · b7 negres peó · e7 blanques torre · h7 negres peó · d6 blanques alfil · e6 blanques cavall · f6 negres rei · g6 negres alfil · d5 blanques peó · f5 negres peó · h4 negres peó · a2 blanques peó · b2 blanques peó · d2 negres torre · e2 negres torre · h2 blanques peó · f1 blanques torre · h1 blanques rei | a7 negres peó · b7 negres peó · e7 blanques torre · h7 negres peó · d6 blanques alfil · e6 blanques cavall · f6 negres rei · g6 negres alfil · d5 blanques peó · f5 negres peó · h4 negres peó · a2 blanques peó · b2 blanques peó · d2 negres torre · e2 negres torre · h2 blanques peó · f1 blanques torre · h1 blanques rei | a7 negres peó · b7 negres peó · e7 blanques torre · h7 negres peó · d6 blanques alfil · e6 blanques cavall · f6 negres rei · g6 negres alfil · d5 blanques peó · f5 negres peó · h4 negres peó · a2 blanques peó · b2 blanques peó · d2 negres torre · e2 negres torre · h2 blanques peó · f1 blanques torre · h1 blanques rei | a7 negres peó · b7 negres peó · e7 blanques torre · h7 negres peó · d6 blanques alfil · e6 blanques cavall · f6 negres rei · g6 negres alfil · d5 blanques peó · f5 negres peó · h4 negres peó · a2 blanques peó · b2 blanques peó · d2 negres torre · e2 negres torre · h2 blanques peó · f1 blanques torre · h1 blanques rei | a7 negres peó · b7 negres peó · e7 blanques torre · h7 negres peó · d6 blanques alfil · e6 blanques cavall · f6 negres rei · g6 negres alfil · d5 blanques peó · f5 negres peó · h4 negres peó · a2 blanques peó · b2 blanques peó · d2 negres torre · e2 negres torre · h2 blanques peó · f1 blanques torre · h1 blanques rei | a7 negres peó · b7 negres peó · e7 blanques torre · h7 negres peó · d6 blanques alfil · e6 blanques cavall · f6 negres rei · g6 negres alfil · d5 blanques peó · f5 negres peó · h4 negres peó · a2 blanques peó · b2 blanques peó · d2 negres torre · e2 negres torre · h2 blanques peó · f1 blanques torre · h1 blanques rei | 5 |
| 4 | a7 negres peó · b7 negres peó · e7 blanques torre · h7 negres peó · d6 blanques alfil · e6 blanques cavall · f6 negres rei · g6 negres alfil · d5 blanques peó · f5 negres peó · h4 negres peó · a2 blanques peó · b2 blanques peó · d2 negres torre · e2 negres torre · h2 blanques peó · f1 blanques torre · h1 blanques rei | a7 negres peó · b7 negres peó · e7 blanques torre · h7 negres peó · d6 blanques alfil · e6 blanques cavall · f6 negres rei · g6 negres alfil · d5 blanques peó · f5 negres peó · h4 negres peó · a2 blanques peó · b2 blanques peó · d2 negres torre · e2 negres torre · h2 blanques peó · f1 blanques torre · h1 blanques rei | a7 negres peó · b7 negres peó · e7 blanques torre · h7 negres peó · d6 blanques alfil · e6 blanques cavall · f6 negres rei · g6 negres alfil · d5 blanques peó · f5 negres peó · h4 negres peó · a2 blanques peó · b2 blanques peó · d2 negres torre · e2 negres torre · h2 blanques peó · f1 blanques torre · h1 blanques rei | a7 negres peó · b7 negres peó · e7 blanques torre · h7 negres peó · d6 blanques alfil · e6 blanques cavall · f6 negres rei · g6 negres alfil · d5 blanques peó · f5 negres peó · h4 negres peó · a2 blanques peó · b2 blanques peó · d2 negres torre · e2 negres torre · h2 blanques peó · f1 blanques torre · h1 blanques rei | a7 negres peó · b7 negres peó · e7 blanques torre · h7 negres peó · d6 blanques alfil · e6 blanques cavall · f6 negres rei · g6 negres alfil · d5 blanques peó · f5 negres peó · h4 negres peó · a2 blanques peó · b2 blanques peó · d2 negres torre · e2 negres torre · h2 blanques peó · f1 blanques torre · h1 blanques rei | a7 negres peó · b7 negres peó · e7 blanques torre · h7 negres peó · d6 blanques alfil · e6 blanques cavall · f6 negres rei · g6 negres alfil · d5 blanques peó · f5 negres peó · h4 negres peó · a2 blanques peó · b2 blanques peó · d2 negres torre · e2 negres torre · h2 blanques peó · f1 blanques torre · h1 blanques rei | a7 negres peó · b7 negres peó · e7 blanques torre · h7 negres peó · d6 blanques alfil · e6 blanques cavall · f6 negres rei · g6 negres alfil · d5 blanques peó · f5 negres peó · h4 negres peó · a2 blanques peó · b2 blanques peó · d2 negres torre · e2 negres torre · h2 blanques peó · f1 blanques torre · h1 blanques rei | a7 negres peó · b7 negres peó · e7 blanques torre · h7 negres peó · d6 blanques alfil · e6 blanques cavall · f6 negres rei · g6 negres alfil · d5 blanques peó · f5 negres peó · h4 negres peó · a2 blanques peó · b2 blanques peó · d2 negres torre · e2 negres torre · h2 blanques peó · f1 blanques torre · h1 blanques rei | 4 |
| 3 | a7 negres peó · b7 negres peó · e7 blanques torre · h7 negres peó · d6 blanques alfil · e6 blanques cavall · f6 negres rei · g6 negres alfil · d5 blanques peó · f5 negres peó · h4 negres peó · a2 blanques peó · b2 blanques peó · d2 negres torre · e2 negres torre · h2 blanques peó · f1 blanques torre · h1 blanques rei | a7 negres peó · b7 negres peó · e7 blanques torre · h7 negres peó · d6 blanques alfil · e6 blanques cavall · f6 negres rei · g6 negres alfil · d5 blanques peó · f5 negres peó · h4 negres peó · a2 blanques peó · b2 blanques peó · d2 negres torre · e2 negres torre · h2 blanques peó · f1 blanques torre · h1 blanques rei | a7 negres peó · b7 negres peó · e7 blanques torre · h7 negres peó · d6 blanques alfil · e6 blanques cavall · f6 negres rei · g6 negres alfil · d5 blanques peó · f5 negres peó · h4 negres peó · a2 blanques peó · b2 blanques peó · d2 negres torre · e2 negres torre · h2 blanques peó · f1 blanques torre · h1 blanques rei | a7 negres peó · b7 negres peó · e7 blanques torre · h7 negres peó · d6 blanques alfil · e6 blanques cavall · f6 negres rei · g6 negres alfil · d5 blanques peó · f5 negres peó · h4 negres peó · a2 blanques peó · b2 blanques peó · d2 negres torre · e2 negres torre · h2 blanques peó · f1 blanques torre · h1 blanques rei | a7 negres peó · b7 negres peó · e7 blanques torre · h7 negres peó · d6 blanques alfil · e6 blanques cavall · f6 negres rei · g6 negres alfil · d5 blanques peó · f5 negres peó · h4 negres peó · a2 blanques peó · b2 blanques peó · d2 negres torre · e2 negres torre · h2 blanques peó · f1 blanques torre · h1 blanques rei | a7 negres peó · b7 negres peó · e7 blanques torre · h7 negres peó · d6 blanques alfil · e6 blanques cavall · f6 negres rei · g6 negres alfil · d5 blanques peó · f5 negres peó · h4 negres peó · a2 blanques peó · b2 blanques peó · d2 negres torre · e2 negres torre · h2 blanques peó · f1 blanques torre · h1 blanques rei | a7 negres peó · b7 negres peó · e7 blanques torre · h7 negres peó · d6 blanques alfil · e6 blanques cavall · f6 negres rei · g6 negres alfil · d5 blanques peó · f5 negres peó · h4 negres peó · a2 blanques peó · b2 blanques peó · d2 negres torre · e2 negres torre · h2 blanques peó · f1 blanques torre · h1 blanques rei | a7 negres peó · b7 negres peó · e7 blanques torre · h7 negres peó · d6 blanques alfil · e6 blanques cavall · f6 negres rei · g6 negres alfil · d5 blanques peó · f5 negres peó · h4 negres peó · a2 blanques peó · b2 blanques peó · d2 negres torre · e2 negres torre · h2 blanques peó · f1 blanques torre · h1 blanques rei | 3 |
| 2 | a7 negres peó · b7 negres peó · e7 blanques torre · h7 negres peó · d6 blanques alfil · e6 blanques cavall · f6 negres rei · g6 negres alfil · d5 blanques peó · f5 negres peó · h4 negres peó · a2 blanques peó · b2 blanques peó · d2 negres torre · e2 negres torre · h2 blanques peó · f1 blanques torre · h1 blanques rei | a7 negres peó · b7 negres peó · e7 blanques torre · h7 negres peó · d6 blanques alfil · e6 blanques cavall · f6 negres rei · g6 negres alfil · d5 blanques peó · f5 negres peó · h4 negres peó · a2 blanques peó · b2 blanques peó · d2 negres torre · e2 negres torre · h2 blanques peó · f1 blanques torre · h1 blanques rei | a7 negres peó · b7 negres peó · e7 blanques torre · h7 negres peó · d6 blanques alfil · e6 blanques cavall · f6 negres rei · g6 negres alfil · d5 blanques peó · f5 negres peó · h4 negres peó · a2 blanques peó · b2 blanques peó · d2 negres torre · e2 negres torre · h2 blanques peó · f1 blanques torre · h1 blanques rei | a7 negres peó · b7 negres peó · e7 blanques torre · h7 negres peó · d6 blanques alfil · e6 blanques cavall · f6 negres rei · g6 negres alfil · d5 blanques peó · f5 negres peó · h4 negres peó · a2 blanques peó · b2 blanques peó · d2 negres torre · e2 negres torre · h2 blanques peó · f1 blanques torre · h1 blanques rei | a7 negres peó · b7 negres peó · e7 blanques torre · h7 negres peó · d6 blanques alfil · e6 blanques cavall · f6 negres rei · g6 negres alfil · d5 blanques peó · f5 negres peó · h4 negres peó · a2 blanques peó · b2 blanques peó · d2 negres torre · e2 negres torre · h2 blanques peó · f1 blanques torre · h1 blanques rei | a7 negres peó · b7 negres peó · e7 blanques torre · h7 negres peó · d6 blanques alfil · e6 blanques cavall · f6 negres rei · g6 negres alfil · d5 blanques peó · f5 negres peó · h4 negres peó · a2 blanques peó · b2 blanques peó · d2 negres torre · e2 negres torre · h2 blanques peó · f1 blanques torre · h1 blanques rei | a7 negres peó · b7 negres peó · e7 blanques torre · h7 negres peó · d6 blanques alfil · e6 blanques cavall · f6 negres rei · g6 negres alfil · d5 blanques peó · f5 negres peó · h4 negres peó · a2 blanques peó · b2 blanques peó · d2 negres torre · e2 negres torre · h2 blanques peó · f1 blanques torre · h1 blanques rei | a7 negres peó · b7 negres peó · e7 blanques torre · h7 negres peó · d6 blanques alfil · e6 blanques cavall · f6 negres rei · g6 negres alfil · d5 blanques peó · f5 negres peó · h4 negres peó · a2 blanques peó · b2 blanques peó · d2 negres torre · e2 negres torre · h2 blanques peó · f1 blanques torre · h1 blanques rei | 2 |
| 1 | a7 negres peó · b7 negres peó · e7 blanques torre · h7 negres peó · d6 blanques alfil · e6 blanques cavall · f6 negres rei · g6 negres alfil · d5 blanques peó · f5 negres peó · h4 negres peó · a2 blanques peó · b2 blanques peó · d2 negres torre · e2 negres torre · h2 blanques peó · f1 blanques torre · h1 blanques rei | a7 negres peó · b7 negres peó · e7 blanques torre · h7 negres peó · d6 blanques alfil · e6 blanques cavall · f6 negres rei · g6 negres alfil · d5 blanques peó · f5 negres peó · h4 negres peó · a2 blanques peó · b2 blanques peó · d2 negres torre · e2 negres torre · h2 blanques peó · f1 blanques torre · h1 blanques rei | a7 negres peó · b7 negres peó · e7 blanques torre · h7 negres peó · d6 blanques alfil · e6 blanques cavall · f6 negres rei · g6 negres alfil · d5 blanques peó · f5 negres peó · h4 negres peó · a2 blanques peó · b2 blanques peó · d2 negres torre · e2 negres torre · h2 blanques peó · f1 blanques torre · h1 blanques rei | a7 negres peó · b7 negres peó · e7 blanques torre · h7 negres peó · d6 blanques alfil · e6 blanques cavall · f6 negres rei · g6 negres alfil · d5 blanques peó · f5 negres peó · h4 negres peó · a2 blanques peó · b2 blanques peó · d2 negres torre · e2 negres torre · h2 blanques peó · f1 blanques torre · h1 blanques rei | a7 negres peó · b7 negres peó · e7 blanques torre · h7 negres peó · d6 blanques alfil · e6 blanques cavall · f6 negres rei · g6 negres alfil · d5 blanques peó · f5 negres peó · h4 negres peó · a2 blanques peó · b2 blanques peó · d2 negres torre · e2 negres torre · h2 blanques peó · f1 blanques torre · h1 blanques rei | a7 negres peó · b7 negres peó · e7 blanques torre · h7 negres peó · d6 blanques alfil · e6 blanques cavall · f6 negres rei · g6 negres alfil · d5 blanques peó · f5 negres peó · h4 negres peó · a2 blanques peó · b2 blanques peó · d2 negres torre · e2 negres torre · h2 blanques peó · f1 blanques torre · h1 blanques rei | a7 negres peó · b7 negres peó · e7 blanques torre · h7 negres peó · d6 blanques alfil · e6 blanques cavall · f6 negres rei · g6 negres alfil · d5 blanques peó · f5 negres peó · h4 negres peó · a2 blanques peó · b2 blanques peó · d2 negres torre · e2 negres torre · h2 blanques peó · f1 blanques torre · h1 blanques rei | a7 negres peó · b7 negres peó · e7 blanques torre · h7 negres peó · d6 blanques alfil · e6 blanques cavall · f6 negres rei · g6 negres alfil · d5 blanques peó · f5 negres peó · h4 negres peó · a2 blanques peó · b2 blanques peó · d2 negres torre · e2 negres torre · h2 blanques peó · f1 blanques torre · h1 blanques rei | 1 |
|   | a | b | c | d | e | f | g | h |   |

Posició de la partida 23a del Campionat del món de 1892 a l'Havana, Cuba. Txigorin té una peça de més (Steinitz havia perdut un cavall molt aviat en la partida), encara que té un peó menys i el seu alfil és de moment forçat a mantenir-se a d6 per protegir tant la torre d'e7 com el peó d'h2 d'un possible mat. En cas de guanyar, empataria el matx i forçaria el desempat. Després de 31...Tcd2, Txigorin va fer 32.Ab4??, una greu errada considerada per molts com la pitjor de tots els temps en un Campionat del món. Steinitz contestà 32...Txh2+, i Txigorin va abandonar immediatament, i va perdre el matx. En cas contrari, després de 32...Txh2+, la partida acabaria amb 33.Rg1 Tdg2#.

### Tigran Petrossian vs. David Bronstein
|   | a | b | c | d | e | f | g | h |   |
| 8 | b8 negres torre · c8 negres alfil · f8 negres torre · h8 negres rei · b7 negres peó · d7 negres cavall · g7 negres dama · a6 negres peó · d6 blanques dama · g6 negres peó · a5 blanques peó · d5 blanques cavall · e5 negres peó · f5 negres cavall · h5 negres peó · c4 blanques peó · e4 blanques cavall · h4 blanques peó · g3 blanques peó · b2 blanques torre · f2 blanques peó · g2 blanques alfil · b1 blanques torre · h1 blanques rei | b8 negres torre · c8 negres alfil · f8 negres torre · h8 negres rei · b7 negres peó · d7 negres cavall · g7 negres dama · a6 negres peó · d6 blanques dama · g6 negres peó · a5 blanques peó · d5 blanques cavall · e5 negres peó · f5 negres cavall · h5 negres peó · c4 blanques peó · e4 blanques cavall · h4 blanques peó · g3 blanques peó · b2 blanques torre · f2 blanques peó · g2 blanques alfil · b1 blanques torre · h1 blanques rei | b8 negres torre · c8 negres alfil · f8 negres torre · h8 negres rei · b7 negres peó · d7 negres cavall · g7 negres dama · a6 negres peó · d6 blanques dama · g6 negres peó · a5 blanques peó · d5 blanques cavall · e5 negres peó · f5 negres cavall · h5 negres peó · c4 blanques peó · e4 blanques cavall · h4 blanques peó · g3 blanques peó · b2 blanques torre · f2 blanques peó · g2 blanques alfil · b1 blanques torre · h1 blanques rei | b8 negres torre · c8 negres alfil · f8 negres torre · h8 negres rei · b7 negres peó · d7 negres cavall · g7 negres dama · a6 negres peó · d6 blanques dama · g6 negres peó · a5 blanques peó · d5 blanques cavall · e5 negres peó · f5 negres cavall · h5 negres peó · c4 blanques peó · e4 blanques cavall · h4 blanques peó · g3 blanques peó · b2 blanques torre · f2 blanques peó · g2 blanques alfil · b1 blanques torre · h1 blanques rei | b8 negres torre · c8 negres alfil · f8 negres torre · h8 negres rei · b7 negres peó · d7 negres cavall · g7 negres dama · a6 negres peó · d6 blanques dama · g6 negres peó · a5 blanques peó · d5 blanques cavall · e5 negres peó · f5 negres cavall · h5 negres peó · c4 blanques peó · e4 blanques cavall · h4 blanques peó · g3 blanques peó · b2 blanques torre · f2 blanques peó · g2 blanques alfil · b1 blanques torre · h1 blanques rei | b8 negres torre · c8 negres alfil · f8 negres torre · h8 negres rei · b7 negres peó · d7 negres cavall · g7 negres dama · a6 negres peó · d6 blanques dama · g6 negres peó · a5 blanques peó · d5 blanques cavall · e5 negres peó · f5 negres cavall · h5 negres peó · c4 blanques peó · e4 blanques cavall · h4 blanques peó · g3 blanques peó · b2 blanques torre · f2 blanques peó · g2 blanques alfil · b1 blanques torre · h1 blanques rei | b8 negres torre · c8 negres alfil · f8 negres torre · h8 negres rei · b7 negres peó · d7 negres cavall · g7 negres dama · a6 negres peó · d6 blanques dama · g6 negres peó · a5 blanques peó · d5 blanques cavall · e5 negres peó · f5 negres cavall · h5 negres peó · c4 blanques peó · e4 blanques cavall · h4 blanques peó · g3 blanques peó · b2 blanques torre · f2 blanques peó · g2 blanques alfil · b1 blanques torre · h1 blanques rei | b8 negres torre · c8 negres alfil · f8 negres torre · h8 negres rei · b7 negres peó · d7 negres cavall · g7 negres dama · a6 negres peó · d6 blanques dama · g6 negres peó · a5 blanques peó · d5 blanques cavall · e5 negres peó · f5 negres cavall · h5 negres peó · c4 blanques peó · e4 blanques cavall · h4 blanques peó · g3 blanques peó · b2 blanques torre · f2 blanques peó · g2 blanques alfil · b1 blanques torre · h1 blanques rei | 8 |
| 7 | b8 negres torre · c8 negres alfil · f8 negres torre · h8 negres rei · b7 negres peó · d7 negres cavall · g7 negres dama · a6 negres peó · d6 blanques dama · g6 negres peó · a5 blanques peó · d5 blanques cavall · e5 negres peó · f5 negres cavall · h5 negres peó · c4 blanques peó · e4 blanques cavall · h4 blanques peó · g3 blanques peó · b2 blanques torre · f2 blanques peó · g2 blanques alfil · b1 blanques torre · h1 blanques rei | b8 negres torre · c8 negres alfil · f8 negres torre · h8 negres rei · b7 negres peó · d7 negres cavall · g7 negres dama · a6 negres peó · d6 blanques dama · g6 negres peó · a5 blanques peó · d5 blanques cavall · e5 negres peó · f5 negres cavall · h5 negres peó · c4 blanques peó · e4 blanques cavall · h4 blanques peó · g3 blanques peó · b2 blanques torre · f2 blanques peó · g2 blanques alfil · b1 blanques torre · h1 blanques rei | b8 negres torre · c8 negres alfil · f8 negres torre · h8 negres rei · b7 negres peó · d7 negres cavall · g7 negres dama · a6 negres peó · d6 blanques dama · g6 negres peó · a5 blanques peó · d5 blanques cavall · e5 negres peó · f5 negres cavall · h5 negres peó · c4 blanques peó · e4 blanques cavall · h4 blanques peó · g3 blanques peó · b2 blanques torre · f2 blanques peó · g2 blanques alfil · b1 blanques torre · h1 blanques rei | b8 negres torre · c8 negres alfil · f8 negres torre · h8 negres rei · b7 negres peó · d7 negres cavall · g7 negres dama · a6 negres peó · d6 blanques dama · g6 negres peó · a5 blanques peó · d5 blanques cavall · e5 negres peó · f5 negres cavall · h5 negres peó · c4 blanques peó · e4 blanques cavall · h4 blanques peó · g3 blanques peó · b2 blanques torre · f2 blanques peó · g2 blanques alfil · b1 blanques torre · h1 blanques rei | b8 negres torre · c8 negres alfil · f8 negres torre · h8 negres rei · b7 negres peó · d7 negres cavall · g7 negres dama · a6 negres peó · d6 blanques dama · g6 negres peó · a5 blanques peó · d5 blanques cavall · e5 negres peó · f5 negres cavall · h5 negres peó · c4 blanques peó · e4 blanques cavall · h4 blanques peó · g3 blanques peó · b2 blanques torre · f2 blanques peó · g2 blanques alfil · b1 blanques torre · h1 blanques rei | b8 negres torre · c8 negres alfil · f8 negres torre · h8 negres rei · b7 negres peó · d7 negres cavall · g7 negres dama · a6 negres peó · d6 blanques dama · g6 negres peó · a5 blanques peó · d5 blanques cavall · e5 negres peó · f5 negres cavall · h5 negres peó · c4 blanques peó · e4 blanques cavall · h4 blanques peó · g3 blanques peó · b2 blanques torre · f2 blanques peó · g2 blanques alfil · b1 blanques torre · h1 blanques rei | b8 negres torre · c8 negres alfil · f8 negres torre · h8 negres rei · b7 negres peó · d7 negres cavall · g7 negres dama · a6 negres peó · d6 blanques dama · g6 negres peó · a5 blanques peó · d5 blanques cavall · e5 negres peó · f5 negres cavall · h5 negres peó · c4 blanques peó · e4 blanques cavall · h4 blanques peó · g3 blanques peó · b2 blanques torre · f2 blanques peó · g2 blanques alfil · b1 blanques torre · h1 blanques rei | b8 negres torre · c8 negres alfil · f8 negres torre · h8 negres rei · b7 negres peó · d7 negres cavall · g7 negres dama · a6 negres peó · d6 blanques dama · g6 negres peó · a5 blanques peó · d5 blanques cavall · e5 negres peó · f5 negres cavall · h5 negres peó · c4 blanques peó · e4 blanques cavall · h4 blanques peó · g3 blanques peó · b2 blanques torre · f2 blanques peó · g2 blanques alfil · b1 blanques torre · h1 blanques rei | 7 |
| 6 | b8 negres torre · c8 negres alfil · f8 negres torre · h8 negres rei · b7 negres peó · d7 negres cavall · g7 negres dama · a6 negres peó · d6 blanques dama · g6 negres peó · a5 blanques peó · d5 blanques cavall · e5 negres peó · f5 negres cavall · h5 negres peó · c4 blanques peó · e4 blanques cavall · h4 blanques peó · g3 blanques peó · b2 blanques torre · f2 blanques peó · g2 blanques alfil · b1 blanques torre · h1 blanques rei | b8 negres torre · c8 negres alfil · f8 negres torre · h8 negres rei · b7 negres peó · d7 negres cavall · g7 negres dama · a6 negres peó · d6 blanques dama · g6 negres peó · a5 blanques peó · d5 blanques cavall · e5 negres peó · f5 negres cavall · h5 negres peó · c4 blanques peó · e4 blanques cavall · h4 blanques peó · g3 blanques peó · b2 blanques torre · f2 blanques peó · g2 blanques alfil · b1 blanques torre · h1 blanques rei | b8 negres torre · c8 negres alfil · f8 negres torre · h8 negres rei · b7 negres peó · d7 negres cavall · g7 negres dama · a6 negres peó · d6 blanques dama · g6 negres peó · a5 blanques peó · d5 blanques cavall · e5 negres peó · f5 negres cavall · h5 negres peó · c4 blanques peó · e4 blanques cavall · h4 blanques peó · g3 blanques peó · b2 blanques torre · f2 blanques peó · g2 blanques alfil · b1 blanques torre · h1 blanques rei | b8 negres torre · c8 negres alfil · f8 negres torre · h8 negres rei · b7 negres peó · d7 negres cavall · g7 negres dama · a6 negres peó · d6 blanques dama · g6 negres peó · a5 blanques peó · d5 blanques cavall · e5 negres peó · f5 negres cavall · h5 negres peó · c4 blanques peó · e4 blanques cavall · h4 blanques peó · g3 blanques peó · b2 blanques torre · f2 blanques peó · g2 blanques alfil · b1 blanques torre · h1 blanques rei | b8 negres torre · c8 negres alfil · f8 negres torre · h8 negres rei · b7 negres peó · d7 negres cavall · g7 negres dama · a6 negres peó · d6 blanques dama · g6 negres peó · a5 blanques peó · d5 blanques cavall · e5 negres peó · f5 negres cavall · h5 negres peó · c4 blanques peó · e4 blanques cavall · h4 blanques peó · g3 blanques peó · b2 blanques torre · f2 blanques peó · g2 blanques alfil · b1 blanques torre · h1 blanques rei | b8 negres torre · c8 negres alfil · f8 negres torre · h8 negres rei · b7 negres peó · d7 negres cavall · g7 negres dama · a6 negres peó · d6 blanques dama · g6 negres peó · a5 blanques peó · d5 blanques cavall · e5 negres peó · f5 negres cavall · h5 negres peó · c4 blanques peó · e4 blanques cavall · h4 blanques peó · g3 blanques peó · b2 blanques torre · f2 blanques peó · g2 blanques alfil · b1 blanques torre · h1 blanques rei | b8 negres torre · c8 negres alfil · f8 negres torre · h8 negres rei · b7 negres peó · d7 negres cavall · g7 negres dama · a6 negres peó · d6 blanques dama · g6 negres peó · a5 blanques peó · d5 blanques cavall · e5 negres peó · f5 negres cavall · h5 negres peó · c4 blanques peó · e4 blanques cavall · h4 blanques peó · g3 blanques peó · b2 blanques torre · f2 blanques peó · g2 blanques alfil · b1 blanques torre · h1 blanques rei | b8 negres torre · c8 negres alfil · f8 negres torre · h8 negres rei · b7 negres peó · d7 negres cavall · g7 negres dama · a6 negres peó · d6 blanques dama · g6 negres peó · a5 blanques peó · d5 blanques cavall · e5 negres peó · f5 negres cavall · h5 negres peó · c4 blanques peó · e4 blanques cavall · h4 blanques peó · g3 blanques peó · b2 blanques torre · f2 blanques peó · g2 blanques alfil · b1 blanques torre · h1 blanques rei | 6 |
| 5 | b8 negres torre · c8 negres alfil · f8 negres torre · h8 negres rei · b7 negres peó · d7 negres cavall · g7 negres dama · a6 negres peó · d6 blanques dama · g6 negres peó · a5 blanques peó · d5 blanques cavall · e5 negres peó · f5 negres cavall · h5 negres peó · c4 blanques peó · e4 blanques cavall · h4 blanques peó · g3 blanques peó · b2 blanques torre · f2 blanques peó · g2 blanques alfil · b1 blanques torre · h1 blanques rei | b8 negres torre · c8 negres alfil · f8 negres torre · h8 negres rei · b7 negres peó · d7 negres cavall · g7 negres dama · a6 negres peó · d6 blanques dama · g6 negres peó · a5 blanques peó · d5 blanques cavall · e5 negres peó · f5 negres cavall · h5 negres peó · c4 blanques peó · e4 blanques cavall · h4 blanques peó · g3 blanques peó · b2 blanques torre · f2 blanques peó · g2 blanques alfil · b1 blanques torre · h1 blanques rei | b8 negres torre · c8 negres alfil · f8 negres torre · h8 negres rei · b7 negres peó · d7 negres cavall · g7 negres dama · a6 negres peó · d6 blanques dama · g6 negres peó · a5 blanques peó · d5 blanques cavall · e5 negres peó · f5 negres cavall · h5 negres peó · c4 blanques peó · e4 blanques cavall · h4 blanques peó · g3 blanques peó · b2 blanques torre · f2 blanques peó · g2 blanques alfil · b1 blanques torre · h1 blanques rei | b8 negres torre · c8 negres alfil · f8 negres torre · h8 negres rei · b7 negres peó · d7 negres cavall · g7 negres dama · a6 negres peó · d6 blanques dama · g6 negres peó · a5 blanques peó · d5 blanques cavall · e5 negres peó · f5 negres cavall · h5 negres peó · c4 blanques peó · e4 blanques cavall · h4 blanques peó · g3 blanques peó · b2 blanques torre · f2 blanques peó · g2 blanques alfil · b1 blanques torre · h1 blanques rei | b8 negres torre · c8 negres alfil · f8 negres torre · h8 negres rei · b7 negres peó · d7 negres cavall · g7 negres dama · a6 negres peó · d6 blanques dama · g6 negres peó · a5 blanques peó · d5 blanques cavall · e5 negres peó · f5 negres cavall · h5 negres peó · c4 blanques peó · e4 blanques cavall · h4 blanques peó · g3 blanques peó · b2 blanques torre · f2 blanques peó · g2 blanques alfil · b1 blanques torre · h1 blanques rei | b8 negres torre · c8 negres alfil · f8 negres torre · h8 negres rei · b7 negres peó · d7 negres cavall · g7 negres dama · a6 negres peó · d6 blanques dama · g6 negres peó · a5 blanques peó · d5 blanques cavall · e5 negres peó · f5 negres cavall · h5 negres peó · c4 blanques peó · e4 blanques cavall · h4 blanques peó · g3 blanques peó · b2 blanques torre · f2 blanques peó · g2 blanques alfil · b1 blanques torre · h1 blanques rei | b8 negres torre · c8 negres alfil · f8 negres torre · h8 negres rei · b7 negres peó · d7 negres cavall · g7 negres dama · a6 negres peó · d6 blanques dama · g6 negres peó · a5 blanques peó · d5 blanques cavall · e5 negres peó · f5 negres cavall · h5 negres peó · c4 blanques peó · e4 blanques cavall · h4 blanques peó · g3 blanques peó · b2 blanques torre · f2 blanques peó · g2 blanques alfil · b1 blanques torre · h1 blanques rei | b8 negres torre · c8 negres alfil · f8 negres torre · h8 negres rei · b7 negres peó · d7 negres cavall · g7 negres dama · a6 negres peó · d6 blanques dama · g6 negres peó · a5 blanques peó · d5 blanques cavall · e5 negres peó · f5 negres cavall · h5 negres peó · c4 blanques peó · e4 blanques cavall · h4 blanques peó · g3 blanques peó · b2 blanques torre · f2 blanques peó · g2 blanques alfil · b1 blanques torre · h1 blanques rei | 5 |
| 4 | b8 negres torre · c8 negres alfil · f8 negres torre · h8 negres rei · b7 negres peó · d7 negres cavall · g7 negres dama · a6 negres peó · d6 blanques dama · g6 negres peó · a5 blanques peó · d5 blanques cavall · e5 negres peó · f5 negres cavall · h5 negres peó · c4 blanques peó · e4 blanques cavall · h4 blanques peó · g3 blanques peó · b2 blanques torre · f2 blanques peó · g2 blanques alfil · b1 blanques torre · h1 blanques rei | b8 negres torre · c8 negres alfil · f8 negres torre · h8 negres rei · b7 negres peó · d7 negres cavall · g7 negres dama · a6 negres peó · d6 blanques dama · g6 negres peó · a5 blanques peó · d5 blanques cavall · e5 negres peó · f5 negres cavall · h5 negres peó · c4 blanques peó · e4 blanques cavall · h4 blanques peó · g3 blanques peó · b2 blanques torre · f2 blanques peó · g2 blanques alfil · b1 blanques torre · h1 blanques rei | b8 negres torre · c8 negres alfil · f8 negres torre · h8 negres rei · b7 negres peó · d7 negres cavall · g7 negres dama · a6 negres peó · d6 blanques dama · g6 negres peó · a5 blanques peó · d5 blanques cavall · e5 negres peó · f5 negres cavall · h5 negres peó · c4 blanques peó · e4 blanques cavall · h4 blanques peó · g3 blanques peó · b2 blanques torre · f2 blanques peó · g2 blanques alfil · b1 blanques torre · h1 blanques rei | b8 negres torre · c8 negres alfil · f8 negres torre · h8 negres rei · b7 negres peó · d7 negres cavall · g7 negres dama · a6 negres peó · d6 blanques dama · g6 negres peó · a5 blanques peó · d5 blanques cavall · e5 negres peó · f5 negres cavall · h5 negres peó · c4 blanques peó · e4 blanques cavall · h4 blanques peó · g3 blanques peó · b2 blanques torre · f2 blanques peó · g2 blanques alfil · b1 blanques torre · h1 blanques rei | b8 negres torre · c8 negres alfil · f8 negres torre · h8 negres rei · b7 negres peó · d7 negres cavall · g7 negres dama · a6 negres peó · d6 blanques dama · g6 negres peó · a5 blanques peó · d5 blanques cavall · e5 negres peó · f5 negres cavall · h5 negres peó · c4 blanques peó · e4 blanques cavall · h4 blanques peó · g3 blanques peó · b2 blanques torre · f2 blanques peó · g2 blanques alfil · b1 blanques torre · h1 blanques rei | b8 negres torre · c8 negres alfil · f8 negres torre · h8 negres rei · b7 negres peó · d7 negres cavall · g7 negres dama · a6 negres peó · d6 blanques dama · g6 negres peó · a5 blanques peó · d5 blanques cavall · e5 negres peó · f5 negres cavall · h5 negres peó · c4 blanques peó · e4 blanques cavall · h4 blanques peó · g3 blanques peó · b2 blanques torre · f2 blanques peó · g2 blanques alfil · b1 blanques torre · h1 blanques rei | b8 negres torre · c8 negres alfil · f8 negres torre · h8 negres rei · b7 negres peó · d7 negres cavall · g7 negres dama · a6 negres peó · d6 blanques dama · g6 negres peó · a5 blanques peó · d5 blanques cavall · e5 negres peó · f5 negres cavall · h5 negres peó · c4 blanques peó · e4 blanques cavall · h4 blanques peó · g3 blanques peó · b2 blanques torre · f2 blanques peó · g2 blanques alfil · b1 blanques torre · h1 blanques rei | b8 negres torre · c8 negres alfil · f8 negres torre · h8 negres rei · b7 negres peó · d7 negres cavall · g7 negres dama · a6 negres peó · d6 blanques dama · g6 negres peó · a5 blanques peó · d5 blanques cavall · e5 negres peó · f5 negres cavall · h5 negres peó · c4 blanques peó · e4 blanques cavall · h4 blanques peó · g3 blanques peó · b2 blanques torre · f2 blanques peó · g2 blanques alfil · b1 blanques torre · h1 blanques rei | 4 |
| 3 | b8 negres torre · c8 negres alfil · f8 negres torre · h8 negres rei · b7 negres peó · d7 negres cavall · g7 negres dama · a6 negres peó · d6 blanques dama · g6 negres peó · a5 blanques peó · d5 blanques cavall · e5 negres peó · f5 negres cavall · h5 negres peó · c4 blanques peó · e4 blanques cavall · h4 blanques peó · g3 blanques peó · b2 blanques torre · f2 blanques peó · g2 blanques alfil · b1 blanques torre · h1 blanques rei | b8 negres torre · c8 negres alfil · f8 negres torre · h8 negres rei · b7 negres peó · d7 negres cavall · g7 negres dama · a6 negres peó · d6 blanques dama · g6 negres peó · a5 blanques peó · d5 blanques cavall · e5 negres peó · f5 negres cavall · h5 negres peó · c4 blanques peó · e4 blanques cavall · h4 blanques peó · g3 blanques peó · b2 blanques torre · f2 blanques peó · g2 blanques alfil · b1 blanques torre · h1 blanques rei | b8 negres torre · c8 negres alfil · f8 negres torre · h8 negres rei · b7 negres peó · d7 negres cavall · g7 negres dama · a6 negres peó · d6 blanques dama · g6 negres peó · a5 blanques peó · d5 blanques cavall · e5 negres peó · f5 negres cavall · h5 negres peó · c4 blanques peó · e4 blanques cavall · h4 blanques peó · g3 blanques peó · b2 blanques torre · f2 blanques peó · g2 blanques alfil · b1 blanques torre · h1 blanques rei | b8 negres torre · c8 negres alfil · f8 negres torre · h8 negres rei · b7 negres peó · d7 negres cavall · g7 negres dama · a6 negres peó · d6 blanques dama · g6 negres peó · a5 blanques peó · d5 blanques cavall · e5 negres peó · f5 negres cavall · h5 negres peó · c4 blanques peó · e4 blanques cavall · h4 blanques peó · g3 blanques peó · b2 blanques torre · f2 blanques peó · g2 blanques alfil · b1 blanques torre · h1 blanques rei | b8 negres torre · c8 negres alfil · f8 negres torre · h8 negres rei · b7 negres peó · d7 negres cavall · g7 negres dama · a6 negres peó · d6 blanques dama · g6 negres peó · a5 blanques peó · d5 blanques cavall · e5 negres peó · f5 negres cavall · h5 negres peó · c4 blanques peó · e4 blanques cavall · h4 blanques peó · g3 blanques peó · b2 blanques torre · f2 blanques peó · g2 blanques alfil · b1 blanques torre · h1 blanques rei | b8 negres torre · c8 negres alfil · f8 negres torre · h8 negres rei · b7 negres peó · d7 negres cavall · g7 negres dama · a6 negres peó · d6 blanques dama · g6 negres peó · a5 blanques peó · d5 blanques cavall · e5 negres peó · f5 negres cavall · h5 negres peó · c4 blanques peó · e4 blanques cavall · h4 blanques peó · g3 blanques peó · b2 blanques torre · f2 blanques peó · g2 blanques alfil · b1 blanques torre · h1 blanques rei | b8 negres torre · c8 negres alfil · f8 negres torre · h8 negres rei · b7 negres peó · d7 negres cavall · g7 negres dama · a6 negres peó · d6 blanques dama · g6 negres peó · a5 blanques peó · d5 blanques cavall · e5 negres peó · f5 negres cavall · h5 negres peó · c4 blanques peó · e4 blanques cavall · h4 blanques peó · g3 blanques peó · b2 blanques torre · f2 blanques peó · g2 blanques alfil · b1 blanques torre · h1 blanques rei | b8 negres torre · c8 negres alfil · f8 negres torre · h8 negres rei · b7 negres peó · d7 negres cavall · g7 negres dama · a6 negres peó · d6 blanques dama · g6 negres peó · a5 blanques peó · d5 blanques cavall · e5 negres peó · f5 negres cavall · h5 negres peó · c4 blanques peó · e4 blanques cavall · h4 blanques peó · g3 blanques peó · b2 blanques torre · f2 blanques peó · g2 blanques alfil · b1 blanques torre · h1 blanques rei | 3 |
| 2 | b8 negres torre · c8 negres alfil · f8 negres torre · h8 negres rei · b7 negres peó · d7 negres cavall · g7 negres dama · a6 negres peó · d6 blanques dama · g6 negres peó · a5 blanques peó · d5 blanques cavall · e5 negres peó · f5 negres cavall · h5 negres peó · c4 blanques peó · e4 blanques cavall · h4 blanques peó · g3 blanques peó · b2 blanques torre · f2 blanques peó · g2 blanques alfil · b1 blanques torre · h1 blanques rei | b8 negres torre · c8 negres alfil · f8 negres torre · h8 negres rei · b7 negres peó · d7 negres cavall · g7 negres dama · a6 negres peó · d6 blanques dama · g6 negres peó · a5 blanques peó · d5 blanques cavall · e5 negres peó · f5 negres cavall · h5 negres peó · c4 blanques peó · e4 blanques cavall · h4 blanques peó · g3 blanques peó · b2 blanques torre · f2 blanques peó · g2 blanques alfil · b1 blanques torre · h1 blanques rei | b8 negres torre · c8 negres alfil · f8 negres torre · h8 negres rei · b7 negres peó · d7 negres cavall · g7 negres dama · a6 negres peó · d6 blanques dama · g6 negres peó · a5 blanques peó · d5 blanques cavall · e5 negres peó · f5 negres cavall · h5 negres peó · c4 blanques peó · e4 blanques cavall · h4 blanques peó · g3 blanques peó · b2 blanques torre · f2 blanques peó · g2 blanques alfil · b1 blanques torre · h1 blanques rei | b8 negres torre · c8 negres alfil · f8 negres torre · h8 negres rei · b7 negres peó · d7 negres cavall · g7 negres dama · a6 negres peó · d6 blanques dama · g6 negres peó · a5 blanques peó · d5 blanques cavall · e5 negres peó · f5 negres cavall · h5 negres peó · c4 blanques peó · e4 blanques cavall · h4 blanques peó · g3 blanques peó · b2 blanques torre · f2 blanques peó · g2 blanques alfil · b1 blanques torre · h1 blanques rei | b8 negres torre · c8 negres alfil · f8 negres torre · h8 negres rei · b7 negres peó · d7 negres cavall · g7 negres dama · a6 negres peó · d6 blanques dama · g6 negres peó · a5 blanques peó · d5 blanques cavall · e5 negres peó · f5 negres cavall · h5 negres peó · c4 blanques peó · e4 blanques cavall · h4 blanques peó · g3 blanques peó · b2 blanques torre · f2 blanques peó · g2 blanques alfil · b1 blanques torre · h1 blanques rei | b8 negres torre · c8 negres alfil · f8 negres torre · h8 negres rei · b7 negres peó · d7 negres cavall · g7 negres dama · a6 negres peó · d6 blanques dama · g6 negres peó · a5 blanques peó · d5 blanques cavall · e5 negres peó · f5 negres cavall · h5 negres peó · c4 blanques peó · e4 blanques cavall · h4 blanques peó · g3 blanques peó · b2 blanques torre · f2 blanques peó · g2 blanques alfil · b1 blanques torre · h1 blanques rei | b8 negres torre · c8 negres alfil · f8 negres torre · h8 negres rei · b7 negres peó · d7 negres cavall · g7 negres dama · a6 negres peó · d6 blanques dama · g6 negres peó · a5 blanques peó · d5 blanques cavall · e5 negres peó · f5 negres cavall · h5 negres peó · c4 blanques peó · e4 blanques cavall · h4 blanques peó · g3 blanques peó · b2 blanques torre · f2 blanques peó · g2 blanques alfil · b1 blanques torre · h1 blanques rei | b8 negres torre · c8 negres alfil · f8 negres torre · h8 negres rei · b7 negres peó · d7 negres cavall · g7 negres dama · a6 negres peó · d6 blanques dama · g6 negres peó · a5 blanques peó · d5 blanques cavall · e5 negres peó · f5 negres cavall · h5 negres peó · c4 blanques peó · e4 blanques cavall · h4 blanques peó · g3 blanques peó · b2 blanques torre · f2 blanques peó · g2 blanques alfil · b1 blanques torre · h1 blanques rei | 2 |
| 1 | b8 negres torre · c8 negres alfil · f8 negres torre · h8 negres rei · b7 negres peó · d7 negres cavall · g7 negres dama · a6 negres peó · d6 blanques dama · g6 negres peó · a5 blanques peó · d5 blanques cavall · e5 negres peó · f5 negres cavall · h5 negres peó · c4 blanques peó · e4 blanques cavall · h4 blanques peó · g3 blanques peó · b2 blanques torre · f2 blanques peó · g2 blanques alfil · b1 blanques torre · h1 blanques rei | b8 negres torre · c8 negres alfil · f8 negres torre · h8 negres rei · b7 negres peó · d7 negres cavall · g7 negres dama · a6 negres peó · d6 blanques dama · g6 negres peó · a5 blanques peó · d5 blanques cavall · e5 negres peó · f5 negres cavall · h5 negres peó · c4 blanques peó · e4 blanques cavall · h4 blanques peó · g3 blanques peó · b2 blanques torre · f2 blanques peó · g2 blanques alfil · b1 blanques torre · h1 blanques rei | b8 negres torre · c8 negres alfil · f8 negres torre · h8 negres rei · b7 negres peó · d7 negres cavall · g7 negres dama · a6 negres peó · d6 blanques dama · g6 negres peó · a5 blanques peó · d5 blanques cavall · e5 negres peó · f5 negres cavall · h5 negres peó · c4 blanques peó · e4 blanques cavall · h4 blanques peó · g3 blanques peó · b2 blanques torre · f2 blanques peó · g2 blanques alfil · b1 blanques torre · h1 blanques rei | b8 negres torre · c8 negres alfil · f8 negres torre · h8 negres rei · b7 negres peó · d7 negres cavall · g7 negres dama · a6 negres peó · d6 blanques dama · g6 negres peó · a5 blanques peó · d5 blanques cavall · e5 negres peó · f5 negres cavall · h5 negres peó · c4 blanques peó · e4 blanques cavall · h4 blanques peó · g3 blanques peó · b2 blanques torre · f2 blanques peó · g2 blanques alfil · b1 blanques torre · h1 blanques rei | b8 negres torre · c8 negres alfil · f8 negres torre · h8 negres rei · b7 negres peó · d7 negres cavall · g7 negres dama · a6 negres peó · d6 blanques dama · g6 negres peó · a5 blanques peó · d5 blanques cavall · e5 negres peó · f5 negres cavall · h5 negres peó · c4 blanques peó · e4 blanques cavall · h4 blanques peó · g3 blanques peó · b2 blanques torre · f2 blanques peó · g2 blanques alfil · b1 blanques torre · h1 blanques rei | b8 negres torre · c8 negres alfil · f8 negres torre · h8 negres rei · b7 negres peó · d7 negres cavall · g7 negres dama · a6 negres peó · d6 blanques dama · g6 negres peó · a5 blanques peó · d5 blanques cavall · e5 negres peó · f5 negres cavall · h5 negres peó · c4 blanques peó · e4 blanques cavall · h4 blanques peó · g3 blanques peó · b2 blanques torre · f2 blanques peó · g2 blanques alfil · b1 blanques torre · h1 blanques rei | b8 negres torre · c8 negres alfil · f8 negres torre · h8 negres rei · b7 negres peó · d7 negres cavall · g7 negres dama · a6 negres peó · d6 blanques dama · g6 negres peó · a5 blanques peó · d5 blanques cavall · e5 negres peó · f5 negres cavall · h5 negres peó · c4 blanques peó · e4 blanques cavall · h4 blanques peó · g3 blanques peó · b2 blanques torre · f2 blanques peó · g2 blanques alfil · b1 blanques torre · h1 blanques rei | b8 negres torre · c8 negres alfil · f8 negres torre · h8 negres rei · b7 negres peó · d7 negres cavall · g7 negres dama · a6 negres peó · d6 blanques dama · g6 negres peó · a5 blanques peó · d5 blanques cavall · e5 negres peó · f5 negres cavall · h5 negres peó · c4 blanques peó · e4 blanques cavall · h4 blanques peó · g3 blanques peó · b2 blanques torre · f2 blanques peó · g2 blanques alfil · b1 blanques torre · h1 blanques rei | 1 |
|   | a | b | c | d | e | f | g | h |   |

La posició del diagrama sorgí al Torneig de Candidats de 1956 a Amsterdam. Petrossian, amb blanques, tenia un clar avantatge, amb forts cavalls, torres actives, i molta mobilitat, mentre que la posició negra és restringida, amb moltes dificultats per a moure's. De fet Bronstein, amb negre, duia ja les set darreres jugades fent moviments de cavall sense cap perspectiva, Cc6–d4–c6–d4, i ara acabava de jugar ...Cd4–f5, amenaçant la dama blanca, mentre que les blanques havien anat a poc a poc reforçant la seva posició. Ara les blanques poden mantenir el seu enorme avantatge posicional fent algun moviment com ara 36.Dc7, però oblidant que tenien la dama en prise, van jugar 36.Cg5?? i van abandonar després de 36...Cxd6.

### Miguel Najdorf vs. Bobby Fischer
|   | a | b | c | d | e | f | g | h |   |
| 8 | b8 negres torre · e8 negres cavall · f8 negres dama · g8 negres rei · b7 negres alfil · f7 negres peó · g7 negres alfil · a6 negres peó · h6 negres peó · a5 blanques cavall · c5 negres peó · d5 blanques peó · f5 blanques dama · a4 blanques peó · b4 negres peó · c4 blanques cavall · f4 negres peó · f3 blanques alfil · h3 blanques peó · b2 blanques peó · f2 blanques peó · g2 blanques peó · d1 blanques torre · g1 blanques rei | b8 negres torre · e8 negres cavall · f8 negres dama · g8 negres rei · b7 negres alfil · f7 negres peó · g7 negres alfil · a6 negres peó · h6 negres peó · a5 blanques cavall · c5 negres peó · d5 blanques peó · f5 blanques dama · a4 blanques peó · b4 negres peó · c4 blanques cavall · f4 negres peó · f3 blanques alfil · h3 blanques peó · b2 blanques peó · f2 blanques peó · g2 blanques peó · d1 blanques torre · g1 blanques rei | b8 negres torre · e8 negres cavall · f8 negres dama · g8 negres rei · b7 negres alfil · f7 negres peó · g7 negres alfil · a6 negres peó · h6 negres peó · a5 blanques cavall · c5 negres peó · d5 blanques peó · f5 blanques dama · a4 blanques peó · b4 negres peó · c4 blanques cavall · f4 negres peó · f3 blanques alfil · h3 blanques peó · b2 blanques peó · f2 blanques peó · g2 blanques peó · d1 blanques torre · g1 blanques rei | b8 negres torre · e8 negres cavall · f8 negres dama · g8 negres rei · b7 negres alfil · f7 negres peó · g7 negres alfil · a6 negres peó · h6 negres peó · a5 blanques cavall · c5 negres peó · d5 blanques peó · f5 blanques dama · a4 blanques peó · b4 negres peó · c4 blanques cavall · f4 negres peó · f3 blanques alfil · h3 blanques peó · b2 blanques peó · f2 blanques peó · g2 blanques peó · d1 blanques torre · g1 blanques rei | b8 negres torre · e8 negres cavall · f8 negres dama · g8 negres rei · b7 negres alfil · f7 negres peó · g7 negres alfil · a6 negres peó · h6 negres peó · a5 blanques cavall · c5 negres peó · d5 blanques peó · f5 blanques dama · a4 blanques peó · b4 negres peó · c4 blanques cavall · f4 negres peó · f3 blanques alfil · h3 blanques peó · b2 blanques peó · f2 blanques peó · g2 blanques peó · d1 blanques torre · g1 blanques rei | b8 negres torre · e8 negres cavall · f8 negres dama · g8 negres rei · b7 negres alfil · f7 negres peó · g7 negres alfil · a6 negres peó · h6 negres peó · a5 blanques cavall · c5 negres peó · d5 blanques peó · f5 blanques dama · a4 blanques peó · b4 negres peó · c4 blanques cavall · f4 negres peó · f3 blanques alfil · h3 blanques peó · b2 blanques peó · f2 blanques peó · g2 blanques peó · d1 blanques torre · g1 blanques rei | b8 negres torre · e8 negres cavall · f8 negres dama · g8 negres rei · b7 negres alfil · f7 negres peó · g7 negres alfil · a6 negres peó · h6 negres peó · a5 blanques cavall · c5 negres peó · d5 blanques peó · f5 blanques dama · a4 blanques peó · b4 negres peó · c4 blanques cavall · f4 negres peó · f3 blanques alfil · h3 blanques peó · b2 blanques peó · f2 blanques peó · g2 blanques peó · d1 blanques torre · g1 blanques rei | b8 negres torre · e8 negres cavall · f8 negres dama · g8 negres rei · b7 negres alfil · f7 negres peó · g7 negres alfil · a6 negres peó · h6 negres peó · a5 blanques cavall · c5 negres peó · d5 blanques peó · f5 blanques dama · a4 blanques peó · b4 negres peó · c4 blanques cavall · f4 negres peó · f3 blanques alfil · h3 blanques peó · b2 blanques peó · f2 blanques peó · g2 blanques peó · d1 blanques torre · g1 blanques rei | 8 |
| 7 | b8 negres torre · e8 negres cavall · f8 negres dama · g8 negres rei · b7 negres alfil · f7 negres peó · g7 negres alfil · a6 negres peó · h6 negres peó · a5 blanques cavall · c5 negres peó · d5 blanques peó · f5 blanques dama · a4 blanques peó · b4 negres peó · c4 blanques cavall · f4 negres peó · f3 blanques alfil · h3 blanques peó · b2 blanques peó · f2 blanques peó · g2 blanques peó · d1 blanques torre · g1 blanques rei | b8 negres torre · e8 negres cavall · f8 negres dama · g8 negres rei · b7 negres alfil · f7 negres peó · g7 negres alfil · a6 negres peó · h6 negres peó · a5 blanques cavall · c5 negres peó · d5 blanques peó · f5 blanques dama · a4 blanques peó · b4 negres peó · c4 blanques cavall · f4 negres peó · f3 blanques alfil · h3 blanques peó · b2 blanques peó · f2 blanques peó · g2 blanques peó · d1 blanques torre · g1 blanques rei | b8 negres torre · e8 negres cavall · f8 negres dama · g8 negres rei · b7 negres alfil · f7 negres peó · g7 negres alfil · a6 negres peó · h6 negres peó · a5 blanques cavall · c5 negres peó · d5 blanques peó · f5 blanques dama · a4 blanques peó · b4 negres peó · c4 blanques cavall · f4 negres peó · f3 blanques alfil · h3 blanques peó · b2 blanques peó · f2 blanques peó · g2 blanques peó · d1 blanques torre · g1 blanques rei | b8 negres torre · e8 negres cavall · f8 negres dama · g8 negres rei · b7 negres alfil · f7 negres peó · g7 negres alfil · a6 negres peó · h6 negres peó · a5 blanques cavall · c5 negres peó · d5 blanques peó · f5 blanques dama · a4 blanques peó · b4 negres peó · c4 blanques cavall · f4 negres peó · f3 blanques alfil · h3 blanques peó · b2 blanques peó · f2 blanques peó · g2 blanques peó · d1 blanques torre · g1 blanques rei | b8 negres torre · e8 negres cavall · f8 negres dama · g8 negres rei · b7 negres alfil · f7 negres peó · g7 negres alfil · a6 negres peó · h6 negres peó · a5 blanques cavall · c5 negres peó · d5 blanques peó · f5 blanques dama · a4 blanques peó · b4 negres peó · c4 blanques cavall · f4 negres peó · f3 blanques alfil · h3 blanques peó · b2 blanques peó · f2 blanques peó · g2 blanques peó · d1 blanques torre · g1 blanques rei | b8 negres torre · e8 negres cavall · f8 negres dama · g8 negres rei · b7 negres alfil · f7 negres peó · g7 negres alfil · a6 negres peó · h6 negres peó · a5 blanques cavall · c5 negres peó · d5 blanques peó · f5 blanques dama · a4 blanques peó · b4 negres peó · c4 blanques cavall · f4 negres peó · f3 blanques alfil · h3 blanques peó · b2 blanques peó · f2 blanques peó · g2 blanques peó · d1 blanques torre · g1 blanques rei | b8 negres torre · e8 negres cavall · f8 negres dama · g8 negres rei · b7 negres alfil · f7 negres peó · g7 negres alfil · a6 negres peó · h6 negres peó · a5 blanques cavall · c5 negres peó · d5 blanques peó · f5 blanques dama · a4 blanques peó · b4 negres peó · c4 blanques cavall · f4 negres peó · f3 blanques alfil · h3 blanques peó · b2 blanques peó · f2 blanques peó · g2 blanques peó · d1 blanques torre · g1 blanques rei | b8 negres torre · e8 negres cavall · f8 negres dama · g8 negres rei · b7 negres alfil · f7 negres peó · g7 negres alfil · a6 negres peó · h6 negres peó · a5 blanques cavall · c5 negres peó · d5 blanques peó · f5 blanques dama · a4 blanques peó · b4 negres peó · c4 blanques cavall · f4 negres peó · f3 blanques alfil · h3 blanques peó · b2 blanques peó · f2 blanques peó · g2 blanques peó · d1 blanques torre · g1 blanques rei | 7 |
| 6 | b8 negres torre · e8 negres cavall · f8 negres dama · g8 negres rei · b7 negres alfil · f7 negres peó · g7 negres alfil · a6 negres peó · h6 negres peó · a5 blanques cavall · c5 negres peó · d5 blanques peó · f5 blanques dama · a4 blanques peó · b4 negres peó · c4 blanques cavall · f4 negres peó · f3 blanques alfil · h3 blanques peó · b2 blanques peó · f2 blanques peó · g2 blanques peó · d1 blanques torre · g1 blanques rei | b8 negres torre · e8 negres cavall · f8 negres dama · g8 negres rei · b7 negres alfil · f7 negres peó · g7 negres alfil · a6 negres peó · h6 negres peó · a5 blanques cavall · c5 negres peó · d5 blanques peó · f5 blanques dama · a4 blanques peó · b4 negres peó · c4 blanques cavall · f4 negres peó · f3 blanques alfil · h3 blanques peó · b2 blanques peó · f2 blanques peó · g2 blanques peó · d1 blanques torre · g1 blanques rei | b8 negres torre · e8 negres cavall · f8 negres dama · g8 negres rei · b7 negres alfil · f7 negres peó · g7 negres alfil · a6 negres peó · h6 negres peó · a5 blanques cavall · c5 negres peó · d5 blanques peó · f5 blanques dama · a4 blanques peó · b4 negres peó · c4 blanques cavall · f4 negres peó · f3 blanques alfil · h3 blanques peó · b2 blanques peó · f2 blanques peó · g2 blanques peó · d1 blanques torre · g1 blanques rei | b8 negres torre · e8 negres cavall · f8 negres dama · g8 negres rei · b7 negres alfil · f7 negres peó · g7 negres alfil · a6 negres peó · h6 negres peó · a5 blanques cavall · c5 negres peó · d5 blanques peó · f5 blanques dama · a4 blanques peó · b4 negres peó · c4 blanques cavall · f4 negres peó · f3 blanques alfil · h3 blanques peó · b2 blanques peó · f2 blanques peó · g2 blanques peó · d1 blanques torre · g1 blanques rei | b8 negres torre · e8 negres cavall · f8 negres dama · g8 negres rei · b7 negres alfil · f7 negres peó · g7 negres alfil · a6 negres peó · h6 negres peó · a5 blanques cavall · c5 negres peó · d5 blanques peó · f5 blanques dama · a4 blanques peó · b4 negres peó · c4 blanques cavall · f4 negres peó · f3 blanques alfil · h3 blanques peó · b2 blanques peó · f2 blanques peó · g2 blanques peó · d1 blanques torre · g1 blanques rei | b8 negres torre · e8 negres cavall · f8 negres dama · g8 negres rei · b7 negres alfil · f7 negres peó · g7 negres alfil · a6 negres peó · h6 negres peó · a5 blanques cavall · c5 negres peó · d5 blanques peó · f5 blanques dama · a4 blanques peó · b4 negres peó · c4 blanques cavall · f4 negres peó · f3 blanques alfil · h3 blanques peó · b2 blanques peó · f2 blanques peó · g2 blanques peó · d1 blanques torre · g1 blanques rei | b8 negres torre · e8 negres cavall · f8 negres dama · g8 negres rei · b7 negres alfil · f7 negres peó · g7 negres alfil · a6 negres peó · h6 negres peó · a5 blanques cavall · c5 negres peó · d5 blanques peó · f5 blanques dama · a4 blanques peó · b4 negres peó · c4 blanques cavall · f4 negres peó · f3 blanques alfil · h3 blanques peó · b2 blanques peó · f2 blanques peó · g2 blanques peó · d1 blanques torre · g1 blanques rei | b8 negres torre · e8 negres cavall · f8 negres dama · g8 negres rei · b7 negres alfil · f7 negres peó · g7 negres alfil · a6 negres peó · h6 negres peó · a5 blanques cavall · c5 negres peó · d5 blanques peó · f5 blanques dama · a4 blanques peó · b4 negres peó · c4 blanques cavall · f4 negres peó · f3 blanques alfil · h3 blanques peó · b2 blanques peó · f2 blanques peó · g2 blanques peó · d1 blanques torre · g1 blanques rei | 6 |
| 5 | b8 negres torre · e8 negres cavall · f8 negres dama · g8 negres rei · b7 negres alfil · f7 negres peó · g7 negres alfil · a6 negres peó · h6 negres peó · a5 blanques cavall · c5 negres peó · d5 blanques peó · f5 blanques dama · a4 blanques peó · b4 negres peó · c4 blanques cavall · f4 negres peó · f3 blanques alfil · h3 blanques peó · b2 blanques peó · f2 blanques peó · g2 blanques peó · d1 blanques torre · g1 blanques rei | b8 negres torre · e8 negres cavall · f8 negres dama · g8 negres rei · b7 negres alfil · f7 negres peó · g7 negres alfil · a6 negres peó · h6 negres peó · a5 blanques cavall · c5 negres peó · d5 blanques peó · f5 blanques dama · a4 blanques peó · b4 negres peó · c4 blanques cavall · f4 negres peó · f3 blanques alfil · h3 blanques peó · b2 blanques peó · f2 blanques peó · g2 blanques peó · d1 blanques torre · g1 blanques rei | b8 negres torre · e8 negres cavall · f8 negres dama · g8 negres rei · b7 negres alfil · f7 negres peó · g7 negres alfil · a6 negres peó · h6 negres peó · a5 blanques cavall · c5 negres peó · d5 blanques peó · f5 blanques dama · a4 blanques peó · b4 negres peó · c4 blanques cavall · f4 negres peó · f3 blanques alfil · h3 blanques peó · b2 blanques peó · f2 blanques peó · g2 blanques peó · d1 blanques torre · g1 blanques rei | b8 negres torre · e8 negres cavall · f8 negres dama · g8 negres rei · b7 negres alfil · f7 negres peó · g7 negres alfil · a6 negres peó · h6 negres peó · a5 blanques cavall · c5 negres peó · d5 blanques peó · f5 blanques dama · a4 blanques peó · b4 negres peó · c4 blanques cavall · f4 negres peó · f3 blanques alfil · h3 blanques peó · b2 blanques peó · f2 blanques peó · g2 blanques peó · d1 blanques torre · g1 blanques rei | b8 negres torre · e8 negres cavall · f8 negres dama · g8 negres rei · b7 negres alfil · f7 negres peó · g7 negres alfil · a6 negres peó · h6 negres peó · a5 blanques cavall · c5 negres peó · d5 blanques peó · f5 blanques dama · a4 blanques peó · b4 negres peó · c4 blanques cavall · f4 negres peó · f3 blanques alfil · h3 blanques peó · b2 blanques peó · f2 blanques peó · g2 blanques peó · d1 blanques torre · g1 blanques rei | b8 negres torre · e8 negres cavall · f8 negres dama · g8 negres rei · b7 negres alfil · f7 negres peó · g7 negres alfil · a6 negres peó · h6 negres peó · a5 blanques cavall · c5 negres peó · d5 blanques peó · f5 blanques dama · a4 blanques peó · b4 negres peó · c4 blanques cavall · f4 negres peó · f3 blanques alfil · h3 blanques peó · b2 blanques peó · f2 blanques peó · g2 blanques peó · d1 blanques torre · g1 blanques rei | b8 negres torre · e8 negres cavall · f8 negres dama · g8 negres rei · b7 negres alfil · f7 negres peó · g7 negres alfil · a6 negres peó · h6 negres peó · a5 blanques cavall · c5 negres peó · d5 blanques peó · f5 blanques dama · a4 blanques peó · b4 negres peó · c4 blanques cavall · f4 negres peó · f3 blanques alfil · h3 blanques peó · b2 blanques peó · f2 blanques peó · g2 blanques peó · d1 blanques torre · g1 blanques rei | b8 negres torre · e8 negres cavall · f8 negres dama · g8 negres rei · b7 negres alfil · f7 negres peó · g7 negres alfil · a6 negres peó · h6 negres peó · a5 blanques cavall · c5 negres peó · d5 blanques peó · f5 blanques dama · a4 blanques peó · b4 negres peó · c4 blanques cavall · f4 negres peó · f3 blanques alfil · h3 blanques peó · b2 blanques peó · f2 blanques peó · g2 blanques peó · d1 blanques torre · g1 blanques rei | 5 |
| 4 | b8 negres torre · e8 negres cavall · f8 negres dama · g8 negres rei · b7 negres alfil · f7 negres peó · g7 negres alfil · a6 negres peó · h6 negres peó · a5 blanques cavall · c5 negres peó · d5 blanques peó · f5 blanques dama · a4 blanques peó · b4 negres peó · c4 blanques cavall · f4 negres peó · f3 blanques alfil · h3 blanques peó · b2 blanques peó · f2 blanques peó · g2 blanques peó · d1 blanques torre · g1 blanques rei | b8 negres torre · e8 negres cavall · f8 negres dama · g8 negres rei · b7 negres alfil · f7 negres peó · g7 negres alfil · a6 negres peó · h6 negres peó · a5 blanques cavall · c5 negres peó · d5 blanques peó · f5 blanques dama · a4 blanques peó · b4 negres peó · c4 blanques cavall · f4 negres peó · f3 blanques alfil · h3 blanques peó · b2 blanques peó · f2 blanques peó · g2 blanques peó · d1 blanques torre · g1 blanques rei | b8 negres torre · e8 negres cavall · f8 negres dama · g8 negres rei · b7 negres alfil · f7 negres peó · g7 negres alfil · a6 negres peó · h6 negres peó · a5 blanques cavall · c5 negres peó · d5 blanques peó · f5 blanques dama · a4 blanques peó · b4 negres peó · c4 blanques cavall · f4 negres peó · f3 blanques alfil · h3 blanques peó · b2 blanques peó · f2 blanques peó · g2 blanques peó · d1 blanques torre · g1 blanques rei | b8 negres torre · e8 negres cavall · f8 negres dama · g8 negres rei · b7 negres alfil · f7 negres peó · g7 negres alfil · a6 negres peó · h6 negres peó · a5 blanques cavall · c5 negres peó · d5 blanques peó · f5 blanques dama · a4 blanques peó · b4 negres peó · c4 blanques cavall · f4 negres peó · f3 blanques alfil · h3 blanques peó · b2 blanques peó · f2 blanques peó · g2 blanques peó · d1 blanques torre · g1 blanques rei | b8 negres torre · e8 negres cavall · f8 negres dama · g8 negres rei · b7 negres alfil · f7 negres peó · g7 negres alfil · a6 negres peó · h6 negres peó · a5 blanques cavall · c5 negres peó · d5 blanques peó · f5 blanques dama · a4 blanques peó · b4 negres peó · c4 blanques cavall · f4 negres peó · f3 blanques alfil · h3 blanques peó · b2 blanques peó · f2 blanques peó · g2 blanques peó · d1 blanques torre · g1 blanques rei | b8 negres torre · e8 negres cavall · f8 negres dama · g8 negres rei · b7 negres alfil · f7 negres peó · g7 negres alfil · a6 negres peó · h6 negres peó · a5 blanques cavall · c5 negres peó · d5 blanques peó · f5 blanques dama · a4 blanques peó · b4 negres peó · c4 blanques cavall · f4 negres peó · f3 blanques alfil · h3 blanques peó · b2 blanques peó · f2 blanques peó · g2 blanques peó · d1 blanques torre · g1 blanques rei | b8 negres torre · e8 negres cavall · f8 negres dama · g8 negres rei · b7 negres alfil · f7 negres peó · g7 negres alfil · a6 negres peó · h6 negres peó · a5 blanques cavall · c5 negres peó · d5 blanques peó · f5 blanques dama · a4 blanques peó · b4 negres peó · c4 blanques cavall · f4 negres peó · f3 blanques alfil · h3 blanques peó · b2 blanques peó · f2 blanques peó · g2 blanques peó · d1 blanques torre · g1 blanques rei | b8 negres torre · e8 negres cavall · f8 negres dama · g8 negres rei · b7 negres alfil · f7 negres peó · g7 negres alfil · a6 negres peó · h6 negres peó · a5 blanques cavall · c5 negres peó · d5 blanques peó · f5 blanques dama · a4 blanques peó · b4 negres peó · c4 blanques cavall · f4 negres peó · f3 blanques alfil · h3 blanques peó · b2 blanques peó · f2 blanques peó · g2 blanques peó · d1 blanques torre · g1 blanques rei | 4 |
| 3 | b8 negres torre · e8 negres cavall · f8 negres dama · g8 negres rei · b7 negres alfil · f7 negres peó · g7 negres alfil · a6 negres peó · h6 negres peó · a5 blanques cavall · c5 negres peó · d5 blanques peó · f5 blanques dama · a4 blanques peó · b4 negres peó · c4 blanques cavall · f4 negres peó · f3 blanques alfil · h3 blanques peó · b2 blanques peó · f2 blanques peó · g2 blanques peó · d1 blanques torre · g1 blanques rei | b8 negres torre · e8 negres cavall · f8 negres dama · g8 negres rei · b7 negres alfil · f7 negres peó · g7 negres alfil · a6 negres peó · h6 negres peó · a5 blanques cavall · c5 negres peó · d5 blanques peó · f5 blanques dama · a4 blanques peó · b4 negres peó · c4 blanques cavall · f4 negres peó · f3 blanques alfil · h3 blanques peó · b2 blanques peó · f2 blanques peó · g2 blanques peó · d1 blanques torre · g1 blanques rei | b8 negres torre · e8 negres cavall · f8 negres dama · g8 negres rei · b7 negres alfil · f7 negres peó · g7 negres alfil · a6 negres peó · h6 negres peó · a5 blanques cavall · c5 negres peó · d5 blanques peó · f5 blanques dama · a4 blanques peó · b4 negres peó · c4 blanques cavall · f4 negres peó · f3 blanques alfil · h3 blanques peó · b2 blanques peó · f2 blanques peó · g2 blanques peó · d1 blanques torre · g1 blanques rei | b8 negres torre · e8 negres cavall · f8 negres dama · g8 negres rei · b7 negres alfil · f7 negres peó · g7 negres alfil · a6 negres peó · h6 negres peó · a5 blanques cavall · c5 negres peó · d5 blanques peó · f5 blanques dama · a4 blanques peó · b4 negres peó · c4 blanques cavall · f4 negres peó · f3 blanques alfil · h3 blanques peó · b2 blanques peó · f2 blanques peó · g2 blanques peó · d1 blanques torre · g1 blanques rei | b8 negres torre · e8 negres cavall · f8 negres dama · g8 negres rei · b7 negres alfil · f7 negres peó · g7 negres alfil · a6 negres peó · h6 negres peó · a5 blanques cavall · c5 negres peó · d5 blanques peó · f5 blanques dama · a4 blanques peó · b4 negres peó · c4 blanques cavall · f4 negres peó · f3 blanques alfil · h3 blanques peó · b2 blanques peó · f2 blanques peó · g2 blanques peó · d1 blanques torre · g1 blanques rei | b8 negres torre · e8 negres cavall · f8 negres dama · g8 negres rei · b7 negres alfil · f7 negres peó · g7 negres alfil · a6 negres peó · h6 negres peó · a5 blanques cavall · c5 negres peó · d5 blanques peó · f5 blanques dama · a4 blanques peó · b4 negres peó · c4 blanques cavall · f4 negres peó · f3 blanques alfil · h3 blanques peó · b2 blanques peó · f2 blanques peó · g2 blanques peó · d1 blanques torre · g1 blanques rei | b8 negres torre · e8 negres cavall · f8 negres dama · g8 negres rei · b7 negres alfil · f7 negres peó · g7 negres alfil · a6 negres peó · h6 negres peó · a5 blanques cavall · c5 negres peó · d5 blanques peó · f5 blanques dama · a4 blanques peó · b4 negres peó · c4 blanques cavall · f4 negres peó · f3 blanques alfil · h3 blanques peó · b2 blanques peó · f2 blanques peó · g2 blanques peó · d1 blanques torre · g1 blanques rei | b8 negres torre · e8 negres cavall · f8 negres dama · g8 negres rei · b7 negres alfil · f7 negres peó · g7 negres alfil · a6 negres peó · h6 negres peó · a5 blanques cavall · c5 negres peó · d5 blanques peó · f5 blanques dama · a4 blanques peó · b4 negres peó · c4 blanques cavall · f4 negres peó · f3 blanques alfil · h3 blanques peó · b2 blanques peó · f2 blanques peó · g2 blanques peó · d1 blanques torre · g1 blanques rei | 3 |
| 2 | b8 negres torre · e8 negres cavall · f8 negres dama · g8 negres rei · b7 negres alfil · f7 negres peó · g7 negres alfil · a6 negres peó · h6 negres peó · a5 blanques cavall · c5 negres peó · d5 blanques peó · f5 blanques dama · a4 blanques peó · b4 negres peó · c4 blanques cavall · f4 negres peó · f3 blanques alfil · h3 blanques peó · b2 blanques peó · f2 blanques peó · g2 blanques peó · d1 blanques torre · g1 blanques rei | b8 negres torre · e8 negres cavall · f8 negres dama · g8 negres rei · b7 negres alfil · f7 negres peó · g7 negres alfil · a6 negres peó · h6 negres peó · a5 blanques cavall · c5 negres peó · d5 blanques peó · f5 blanques dama · a4 blanques peó · b4 negres peó · c4 blanques cavall · f4 negres peó · f3 blanques alfil · h3 blanques peó · b2 blanques peó · f2 blanques peó · g2 blanques peó · d1 blanques torre · g1 blanques rei | b8 negres torre · e8 negres cavall · f8 negres dama · g8 negres rei · b7 negres alfil · f7 negres peó · g7 negres alfil · a6 negres peó · h6 negres peó · a5 blanques cavall · c5 negres peó · d5 blanques peó · f5 blanques dama · a4 blanques peó · b4 negres peó · c4 blanques cavall · f4 negres peó · f3 blanques alfil · h3 blanques peó · b2 blanques peó · f2 blanques peó · g2 blanques peó · d1 blanques torre · g1 blanques rei | b8 negres torre · e8 negres cavall · f8 negres dama · g8 negres rei · b7 negres alfil · f7 negres peó · g7 negres alfil · a6 negres peó · h6 negres peó · a5 blanques cavall · c5 negres peó · d5 blanques peó · f5 blanques dama · a4 blanques peó · b4 negres peó · c4 blanques cavall · f4 negres peó · f3 blanques alfil · h3 blanques peó · b2 blanques peó · f2 blanques peó · g2 blanques peó · d1 blanques torre · g1 blanques rei | b8 negres torre · e8 negres cavall · f8 negres dama · g8 negres rei · b7 negres alfil · f7 negres peó · g7 negres alfil · a6 negres peó · h6 negres peó · a5 blanques cavall · c5 negres peó · d5 blanques peó · f5 blanques dama · a4 blanques peó · b4 negres peó · c4 blanques cavall · f4 negres peó · f3 blanques alfil · h3 blanques peó · b2 blanques peó · f2 blanques peó · g2 blanques peó · d1 blanques torre · g1 blanques rei | b8 negres torre · e8 negres cavall · f8 negres dama · g8 negres rei · b7 negres alfil · f7 negres peó · g7 negres alfil · a6 negres peó · h6 negres peó · a5 blanques cavall · c5 negres peó · d5 blanques peó · f5 blanques dama · a4 blanques peó · b4 negres peó · c4 blanques cavall · f4 negres peó · f3 blanques alfil · h3 blanques peó · b2 blanques peó · f2 blanques peó · g2 blanques peó · d1 blanques torre · g1 blanques rei | b8 negres torre · e8 negres cavall · f8 negres dama · g8 negres rei · b7 negres alfil · f7 negres peó · g7 negres alfil · a6 negres peó · h6 negres peó · a5 blanques cavall · c5 negres peó · d5 blanques peó · f5 blanques dama · a4 blanques peó · b4 negres peó · c4 blanques cavall · f4 negres peó · f3 blanques alfil · h3 blanques peó · b2 blanques peó · f2 blanques peó · g2 blanques peó · d1 blanques torre · g1 blanques rei | b8 negres torre · e8 negres cavall · f8 negres dama · g8 negres rei · b7 negres alfil · f7 negres peó · g7 negres alfil · a6 negres peó · h6 negres peó · a5 blanques cavall · c5 negres peó · d5 blanques peó · f5 blanques dama · a4 blanques peó · b4 negres peó · c4 blanques cavall · f4 negres peó · f3 blanques alfil · h3 blanques peó · b2 blanques peó · f2 blanques peó · g2 blanques peó · d1 blanques torre · g1 blanques rei | 2 |
| 1 | b8 negres torre · e8 negres cavall · f8 negres dama · g8 negres rei · b7 negres alfil · f7 negres peó · g7 negres alfil · a6 negres peó · h6 negres peó · a5 blanques cavall · c5 negres peó · d5 blanques peó · f5 blanques dama · a4 blanques peó · b4 negres peó · c4 blanques cavall · f4 negres peó · f3 blanques alfil · h3 blanques peó · b2 blanques peó · f2 blanques peó · g2 blanques peó · d1 blanques torre · g1 blanques rei | b8 negres torre · e8 negres cavall · f8 negres dama · g8 negres rei · b7 negres alfil · f7 negres peó · g7 negres alfil · a6 negres peó · h6 negres peó · a5 blanques cavall · c5 negres peó · d5 blanques peó · f5 blanques dama · a4 blanques peó · b4 negres peó · c4 blanques cavall · f4 negres peó · f3 blanques alfil · h3 blanques peó · b2 blanques peó · f2 blanques peó · g2 blanques peó · d1 blanques torre · g1 blanques rei | b8 negres torre · e8 negres cavall · f8 negres dama · g8 negres rei · b7 negres alfil · f7 negres peó · g7 negres alfil · a6 negres peó · h6 negres peó · a5 blanques cavall · c5 negres peó · d5 blanques peó · f5 blanques dama · a4 blanques peó · b4 negres peó · c4 blanques cavall · f4 negres peó · f3 blanques alfil · h3 blanques peó · b2 blanques peó · f2 blanques peó · g2 blanques peó · d1 blanques torre · g1 blanques rei | b8 negres torre · e8 negres cavall · f8 negres dama · g8 negres rei · b7 negres alfil · f7 negres peó · g7 negres alfil · a6 negres peó · h6 negres peó · a5 blanques cavall · c5 negres peó · d5 blanques peó · f5 blanques dama · a4 blanques peó · b4 negres peó · c4 blanques cavall · f4 negres peó · f3 blanques alfil · h3 blanques peó · b2 blanques peó · f2 blanques peó · g2 blanques peó · d1 blanques torre · g1 blanques rei | b8 negres torre · e8 negres cavall · f8 negres dama · g8 negres rei · b7 negres alfil · f7 negres peó · g7 negres alfil · a6 negres peó · h6 negres peó · a5 blanques cavall · c5 negres peó · d5 blanques peó · f5 blanques dama · a4 blanques peó · b4 negres peó · c4 blanques cavall · f4 negres peó · f3 blanques alfil · h3 blanques peó · b2 blanques peó · f2 blanques peó · g2 blanques peó · d1 blanques torre · g1 blanques rei | b8 negres torre · e8 negres cavall · f8 negres dama · g8 negres rei · b7 negres alfil · f7 negres peó · g7 negres alfil · a6 negres peó · h6 negres peó · a5 blanques cavall · c5 negres peó · d5 blanques peó · f5 blanques dama · a4 blanques peó · b4 negres peó · c4 blanques cavall · f4 negres peó · f3 blanques alfil · h3 blanques peó · b2 blanques peó · f2 blanques peó · g2 blanques peó · d1 blanques torre · g1 blanques rei | b8 negres torre · e8 negres cavall · f8 negres dama · g8 negres rei · b7 negres alfil · f7 negres peó · g7 negres alfil · a6 negres peó · h6 negres peó · a5 blanques cavall · c5 negres peó · d5 blanques peó · f5 blanques dama · a4 blanques peó · b4 negres peó · c4 blanques cavall · f4 negres peó · f3 blanques alfil · h3 blanques peó · b2 blanques peó · f2 blanques peó · g2 blanques peó · d1 blanques torre · g1 blanques rei | b8 negres torre · e8 negres cavall · f8 negres dama · g8 negres rei · b7 negres alfil · f7 negres peó · g7 negres alfil · a6 negres peó · h6 negres peó · a5 blanques cavall · c5 negres peó · d5 blanques peó · f5 blanques dama · a4 blanques peó · b4 negres peó · c4 blanques cavall · f4 negres peó · f3 blanques alfil · h3 blanques peó · b2 blanques peó · f2 blanques peó · g2 blanques peó · d1 blanques torre · g1 blanques rei | 1 |
|   | a | b | c | d | e | f | g | h |   |

Aquesta partida entre Miguel Najdorf i Bobby Fischer de la Copa Piatigorsky de 1966 és un exemple de com un jugador en una mala posició falla davant la pressió. Segons Mednis, l'error decisiu de Fischer es va produir abans en la partida, i en aquesta posició el peó negre de f4 està a punt de caure. Fischer ara comet la greu errada 30...Cd6?? que fa acabar la partida ràpidament. Després que Najdorf fes 31. Cxd6, Fischer va abandonar en adonar-se que després de la resposta 31...Dxd6 32.Cxb7 guanya una peça, 32...Txb7 33.Dc8+ és una forquilla que guanya la torre de b7, així que les blanques guanyen, com a mínim, una peça menor.
Najdorf va comentar sobre el moviment negre 29...Tb8: "No hi ha defensa satisfactòria. Si 29... Aa8 llavors 30. Cb6 o 30. Df5 haurien de guanyar. ... Jo hagués guanyat una mica de material (el peó de f5) però aquest [30... Cd6?] decideix la partida immediatament. Fischer, desmoralitzat degut a la seva posició inferior, no es va adonar d'una combinació simple."

### Víktor Kortxnoi vs. Anatoli Kàrpov
|   | a | b | c | d | e | f | g | h |   |
| 8 | h7 blanques torre · c6 negres torre · a4 blanques peó · e4 negres cavall · a3 blanques torre · d2 negres cavall · e2 negres rei · g2 blanques peó · h2 blanques peó · g1 blanques rei | h7 blanques torre · c6 negres torre · a4 blanques peó · e4 negres cavall · a3 blanques torre · d2 negres cavall · e2 negres rei · g2 blanques peó · h2 blanques peó · g1 blanques rei | h7 blanques torre · c6 negres torre · a4 blanques peó · e4 negres cavall · a3 blanques torre · d2 negres cavall · e2 negres rei · g2 blanques peó · h2 blanques peó · g1 blanques rei | h7 blanques torre · c6 negres torre · a4 blanques peó · e4 negres cavall · a3 blanques torre · d2 negres cavall · e2 negres rei · g2 blanques peó · h2 blanques peó · g1 blanques rei | h7 blanques torre · c6 negres torre · a4 blanques peó · e4 negres cavall · a3 blanques torre · d2 negres cavall · e2 negres rei · g2 blanques peó · h2 blanques peó · g1 blanques rei | h7 blanques torre · c6 negres torre · a4 blanques peó · e4 negres cavall · a3 blanques torre · d2 negres cavall · e2 negres rei · g2 blanques peó · h2 blanques peó · g1 blanques rei | h7 blanques torre · c6 negres torre · a4 blanques peó · e4 negres cavall · a3 blanques torre · d2 negres cavall · e2 negres rei · g2 blanques peó · h2 blanques peó · g1 blanques rei | h7 blanques torre · c6 negres torre · a4 blanques peó · e4 negres cavall · a3 blanques torre · d2 negres cavall · e2 negres rei · g2 blanques peó · h2 blanques peó · g1 blanques rei | 8 |
| 7 | h7 blanques torre · c6 negres torre · a4 blanques peó · e4 negres cavall · a3 blanques torre · d2 negres cavall · e2 negres rei · g2 blanques peó · h2 blanques peó · g1 blanques rei | h7 blanques torre · c6 negres torre · a4 blanques peó · e4 negres cavall · a3 blanques torre · d2 negres cavall · e2 negres rei · g2 blanques peó · h2 blanques peó · g1 blanques rei | h7 blanques torre · c6 negres torre · a4 blanques peó · e4 negres cavall · a3 blanques torre · d2 negres cavall · e2 negres rei · g2 blanques peó · h2 blanques peó · g1 blanques rei | h7 blanques torre · c6 negres torre · a4 blanques peó · e4 negres cavall · a3 blanques torre · d2 negres cavall · e2 negres rei · g2 blanques peó · h2 blanques peó · g1 blanques rei | h7 blanques torre · c6 negres torre · a4 blanques peó · e4 negres cavall · a3 blanques torre · d2 negres cavall · e2 negres rei · g2 blanques peó · h2 blanques peó · g1 blanques rei | h7 blanques torre · c6 negres torre · a4 blanques peó · e4 negres cavall · a3 blanques torre · d2 negres cavall · e2 negres rei · g2 blanques peó · h2 blanques peó · g1 blanques rei | h7 blanques torre · c6 negres torre · a4 blanques peó · e4 negres cavall · a3 blanques torre · d2 negres cavall · e2 negres rei · g2 blanques peó · h2 blanques peó · g1 blanques rei | h7 blanques torre · c6 negres torre · a4 blanques peó · e4 negres cavall · a3 blanques torre · d2 negres cavall · e2 negres rei · g2 blanques peó · h2 blanques peó · g1 blanques rei | 7 |
| 6 | h7 blanques torre · c6 negres torre · a4 blanques peó · e4 negres cavall · a3 blanques torre · d2 negres cavall · e2 negres rei · g2 blanques peó · h2 blanques peó · g1 blanques rei | h7 blanques torre · c6 negres torre · a4 blanques peó · e4 negres cavall · a3 blanques torre · d2 negres cavall · e2 negres rei · g2 blanques peó · h2 blanques peó · g1 blanques rei | h7 blanques torre · c6 negres torre · a4 blanques peó · e4 negres cavall · a3 blanques torre · d2 negres cavall · e2 negres rei · g2 blanques peó · h2 blanques peó · g1 blanques rei | h7 blanques torre · c6 negres torre · a4 blanques peó · e4 negres cavall · a3 blanques torre · d2 negres cavall · e2 negres rei · g2 blanques peó · h2 blanques peó · g1 blanques rei | h7 blanques torre · c6 negres torre · a4 blanques peó · e4 negres cavall · a3 blanques torre · d2 negres cavall · e2 negres rei · g2 blanques peó · h2 blanques peó · g1 blanques rei | h7 blanques torre · c6 negres torre · a4 blanques peó · e4 negres cavall · a3 blanques torre · d2 negres cavall · e2 negres rei · g2 blanques peó · h2 blanques peó · g1 blanques rei | h7 blanques torre · c6 negres torre · a4 blanques peó · e4 negres cavall · a3 blanques torre · d2 negres cavall · e2 negres rei · g2 blanques peó · h2 blanques peó · g1 blanques rei | h7 blanques torre · c6 negres torre · a4 blanques peó · e4 negres cavall · a3 blanques torre · d2 negres cavall · e2 negres rei · g2 blanques peó · h2 blanques peó · g1 blanques rei | 6 |
| 5 | h7 blanques torre · c6 negres torre · a4 blanques peó · e4 negres cavall · a3 blanques torre · d2 negres cavall · e2 negres rei · g2 blanques peó · h2 blanques peó · g1 blanques rei | h7 blanques torre · c6 negres torre · a4 blanques peó · e4 negres cavall · a3 blanques torre · d2 negres cavall · e2 negres rei · g2 blanques peó · h2 blanques peó · g1 blanques rei | h7 blanques torre · c6 negres torre · a4 blanques peó · e4 negres cavall · a3 blanques torre · d2 negres cavall · e2 negres rei · g2 blanques peó · h2 blanques peó · g1 blanques rei | h7 blanques torre · c6 negres torre · a4 blanques peó · e4 negres cavall · a3 blanques torre · d2 negres cavall · e2 negres rei · g2 blanques peó · h2 blanques peó · g1 blanques rei | h7 blanques torre · c6 negres torre · a4 blanques peó · e4 negres cavall · a3 blanques torre · d2 negres cavall · e2 negres rei · g2 blanques peó · h2 blanques peó · g1 blanques rei | h7 blanques torre · c6 negres torre · a4 blanques peó · e4 negres cavall · a3 blanques torre · d2 negres cavall · e2 negres rei · g2 blanques peó · h2 blanques peó · g1 blanques rei | h7 blanques torre · c6 negres torre · a4 blanques peó · e4 negres cavall · a3 blanques torre · d2 negres cavall · e2 negres rei · g2 blanques peó · h2 blanques peó · g1 blanques rei | h7 blanques torre · c6 negres torre · a4 blanques peó · e4 negres cavall · a3 blanques torre · d2 negres cavall · e2 negres rei · g2 blanques peó · h2 blanques peó · g1 blanques rei | 5 |
| 4 | h7 blanques torre · c6 negres torre · a4 blanques peó · e4 negres cavall · a3 blanques torre · d2 negres cavall · e2 negres rei · g2 blanques peó · h2 blanques peó · g1 blanques rei | h7 blanques torre · c6 negres torre · a4 blanques peó · e4 negres cavall · a3 blanques torre · d2 negres cavall · e2 negres rei · g2 blanques peó · h2 blanques peó · g1 blanques rei | h7 blanques torre · c6 negres torre · a4 blanques peó · e4 negres cavall · a3 blanques torre · d2 negres cavall · e2 negres rei · g2 blanques peó · h2 blanques peó · g1 blanques rei | h7 blanques torre · c6 negres torre · a4 blanques peó · e4 negres cavall · a3 blanques torre · d2 negres cavall · e2 negres rei · g2 blanques peó · h2 blanques peó · g1 blanques rei | h7 blanques torre · c6 negres torre · a4 blanques peó · e4 negres cavall · a3 blanques torre · d2 negres cavall · e2 negres rei · g2 blanques peó · h2 blanques peó · g1 blanques rei | h7 blanques torre · c6 negres torre · a4 blanques peó · e4 negres cavall · a3 blanques torre · d2 negres cavall · e2 negres rei · g2 blanques peó · h2 blanques peó · g1 blanques rei | h7 blanques torre · c6 negres torre · a4 blanques peó · e4 negres cavall · a3 blanques torre · d2 negres cavall · e2 negres rei · g2 blanques peó · h2 blanques peó · g1 blanques rei | h7 blanques torre · c6 negres torre · a4 blanques peó · e4 negres cavall · a3 blanques torre · d2 negres cavall · e2 negres rei · g2 blanques peó · h2 blanques peó · g1 blanques rei | 4 |
| 3 | h7 blanques torre · c6 negres torre · a4 blanques peó · e4 negres cavall · a3 blanques torre · d2 negres cavall · e2 negres rei · g2 blanques peó · h2 blanques peó · g1 blanques rei | h7 blanques torre · c6 negres torre · a4 blanques peó · e4 negres cavall · a3 blanques torre · d2 negres cavall · e2 negres rei · g2 blanques peó · h2 blanques peó · g1 blanques rei | h7 blanques torre · c6 negres torre · a4 blanques peó · e4 negres cavall · a3 blanques torre · d2 negres cavall · e2 negres rei · g2 blanques peó · h2 blanques peó · g1 blanques rei | h7 blanques torre · c6 negres torre · a4 blanques peó · e4 negres cavall · a3 blanques torre · d2 negres cavall · e2 negres rei · g2 blanques peó · h2 blanques peó · g1 blanques rei | h7 blanques torre · c6 negres torre · a4 blanques peó · e4 negres cavall · a3 blanques torre · d2 negres cavall · e2 negres rei · g2 blanques peó · h2 blanques peó · g1 blanques rei | h7 blanques torre · c6 negres torre · a4 blanques peó · e4 negres cavall · a3 blanques torre · d2 negres cavall · e2 negres rei · g2 blanques peó · h2 blanques peó · g1 blanques rei | h7 blanques torre · c6 negres torre · a4 blanques peó · e4 negres cavall · a3 blanques torre · d2 negres cavall · e2 negres rei · g2 blanques peó · h2 blanques peó · g1 blanques rei | h7 blanques torre · c6 negres torre · a4 blanques peó · e4 negres cavall · a3 blanques torre · d2 negres cavall · e2 negres rei · g2 blanques peó · h2 blanques peó · g1 blanques rei | 3 |
| 2 | h7 blanques torre · c6 negres torre · a4 blanques peó · e4 negres cavall · a3 blanques torre · d2 negres cavall · e2 negres rei · g2 blanques peó · h2 blanques peó · g1 blanques rei | h7 blanques torre · c6 negres torre · a4 blanques peó · e4 negres cavall · a3 blanques torre · d2 negres cavall · e2 negres rei · g2 blanques peó · h2 blanques peó · g1 blanques rei | h7 blanques torre · c6 negres torre · a4 blanques peó · e4 negres cavall · a3 blanques torre · d2 negres cavall · e2 negres rei · g2 blanques peó · h2 blanques peó · g1 blanques rei | h7 blanques torre · c6 negres torre · a4 blanques peó · e4 negres cavall · a3 blanques torre · d2 negres cavall · e2 negres rei · g2 blanques peó · h2 blanques peó · g1 blanques rei | h7 blanques torre · c6 negres torre · a4 blanques peó · e4 negres cavall · a3 blanques torre · d2 negres cavall · e2 negres rei · g2 blanques peó · h2 blanques peó · g1 blanques rei | h7 blanques torre · c6 negres torre · a4 blanques peó · e4 negres cavall · a3 blanques torre · d2 negres cavall · e2 negres rei · g2 blanques peó · h2 blanques peó · g1 blanques rei | h7 blanques torre · c6 negres torre · a4 blanques peó · e4 negres cavall · a3 blanques torre · d2 negres cavall · e2 negres rei · g2 blanques peó · h2 blanques peó · g1 blanques rei | h7 blanques torre · c6 negres torre · a4 blanques peó · e4 negres cavall · a3 blanques torre · d2 negres cavall · e2 negres rei · g2 blanques peó · h2 blanques peó · g1 blanques rei | 2 |
| 1 | h7 blanques torre · c6 negres torre · a4 blanques peó · e4 negres cavall · a3 blanques torre · d2 negres cavall · e2 negres rei · g2 blanques peó · h2 blanques peó · g1 blanques rei | h7 blanques torre · c6 negres torre · a4 blanques peó · e4 negres cavall · a3 blanques torre · d2 negres cavall · e2 negres rei · g2 blanques peó · h2 blanques peó · g1 blanques rei | h7 blanques torre · c6 negres torre · a4 blanques peó · e4 negres cavall · a3 blanques torre · d2 negres cavall · e2 negres rei · g2 blanques peó · h2 blanques peó · g1 blanques rei | h7 blanques torre · c6 negres torre · a4 blanques peó · e4 negres cavall · a3 blanques torre · d2 negres cavall · e2 negres rei · g2 blanques peó · h2 blanques peó · g1 blanques rei | h7 blanques torre · c6 negres torre · a4 blanques peó · e4 negres cavall · a3 blanques torre · d2 negres cavall · e2 negres rei · g2 blanques peó · h2 blanques peó · g1 blanques rei | h7 blanques torre · c6 negres torre · a4 blanques peó · e4 negres cavall · a3 blanques torre · d2 negres cavall · e2 negres rei · g2 blanques peó · h2 blanques peó · g1 blanques rei | h7 blanques torre · c6 negres torre · a4 blanques peó · e4 negres cavall · a3 blanques torre · d2 negres cavall · e2 negres rei · g2 blanques peó · h2 blanques peó · g1 blanques rei | h7 blanques torre · c6 negres torre · a4 blanques peó · e4 negres cavall · a3 blanques torre · d2 negres cavall · e2 negres rei · g2 blanques peó · h2 blanques peó · g1 blanques rei | 1 |
|   | a | b | c | d | e | f | g | h |   |

Aquesta posició és de la partida 17 del Campionat del món de 1978 entre Víktor Kortxnoi, l'aspirant, i el campió del món, Anatoli Kàrpov. Kàrpov, amb negres, està amenaçant el mat de la primera fila amb la seva torre, amb el possible moviment 39...Tc1#. Kortxnoi ho podria haver evitat movent el seu peó-g (però no el peó-h, ja que 39.h3 o h4 condueix a 39...Tc1+ 40.Rh2 Cf1+ 41.Rg1 Cfg3+ 42.Rh2 Th1#), donant una casella d'escapament al seu rei. Kortxnoi no es va adonar que Kàrpov tenia també un pla de mat amb els cavalls, i va fer 39. Ta1??. Això va donar a Kàrpov un agradable final, 39...Cf3!+, i Kortxnoi va abandonar. En cas contrari, les negres rebrien mat després de 40. gxf3 Tg6+ 41. Rh1 Cf2# o 40.Rh1 Cf2#. Kàrpov va guanyar el matx, i posteriorment va batre Kòrtxnoi novament el 1981 en el que seria coneguda com a «Massacre de Merano».

### Murray Chandler vs. Susan Polgar
|   | a | b | c | d | e | f | g | h |   |
| 8 | g7 negres rei · e6 blanques rei · h6 negres cavall · g5 blanques peó · e4 blanques alfil · h2 blanques peó | g7 negres rei · e6 blanques rei · h6 negres cavall · g5 blanques peó · e4 blanques alfil · h2 blanques peó | g7 negres rei · e6 blanques rei · h6 negres cavall · g5 blanques peó · e4 blanques alfil · h2 blanques peó | g7 negres rei · e6 blanques rei · h6 negres cavall · g5 blanques peó · e4 blanques alfil · h2 blanques peó | g7 negres rei · e6 blanques rei · h6 negres cavall · g5 blanques peó · e4 blanques alfil · h2 blanques peó | g7 negres rei · e6 blanques rei · h6 negres cavall · g5 blanques peó · e4 blanques alfil · h2 blanques peó | g7 negres rei · e6 blanques rei · h6 negres cavall · g5 blanques peó · e4 blanques alfil · h2 blanques peó | g7 negres rei · e6 blanques rei · h6 negres cavall · g5 blanques peó · e4 blanques alfil · h2 blanques peó | 8 |
| 7 | g7 negres rei · e6 blanques rei · h6 negres cavall · g5 blanques peó · e4 blanques alfil · h2 blanques peó | g7 negres rei · e6 blanques rei · h6 negres cavall · g5 blanques peó · e4 blanques alfil · h2 blanques peó | g7 negres rei · e6 blanques rei · h6 negres cavall · g5 blanques peó · e4 blanques alfil · h2 blanques peó | g7 negres rei · e6 blanques rei · h6 negres cavall · g5 blanques peó · e4 blanques alfil · h2 blanques peó | g7 negres rei · e6 blanques rei · h6 negres cavall · g5 blanques peó · e4 blanques alfil · h2 blanques peó | g7 negres rei · e6 blanques rei · h6 negres cavall · g5 blanques peó · e4 blanques alfil · h2 blanques peó | g7 negres rei · e6 blanques rei · h6 negres cavall · g5 blanques peó · e4 blanques alfil · h2 blanques peó | g7 negres rei · e6 blanques rei · h6 negres cavall · g5 blanques peó · e4 blanques alfil · h2 blanques peó | 7 |
| 6 | g7 negres rei · e6 blanques rei · h6 negres cavall · g5 blanques peó · e4 blanques alfil · h2 blanques peó | g7 negres rei · e6 blanques rei · h6 negres cavall · g5 blanques peó · e4 blanques alfil · h2 blanques peó | g7 negres rei · e6 blanques rei · h6 negres cavall · g5 blanques peó · e4 blanques alfil · h2 blanques peó | g7 negres rei · e6 blanques rei · h6 negres cavall · g5 blanques peó · e4 blanques alfil · h2 blanques peó | g7 negres rei · e6 blanques rei · h6 negres cavall · g5 blanques peó · e4 blanques alfil · h2 blanques peó | g7 negres rei · e6 blanques rei · h6 negres cavall · g5 blanques peó · e4 blanques alfil · h2 blanques peó | g7 negres rei · e6 blanques rei · h6 negres cavall · g5 blanques peó · e4 blanques alfil · h2 blanques peó | g7 negres rei · e6 blanques rei · h6 negres cavall · g5 blanques peó · e4 blanques alfil · h2 blanques peó | 6 |
| 5 | g7 negres rei · e6 blanques rei · h6 negres cavall · g5 blanques peó · e4 blanques alfil · h2 blanques peó | g7 negres rei · e6 blanques rei · h6 negres cavall · g5 blanques peó · e4 blanques alfil · h2 blanques peó | g7 negres rei · e6 blanques rei · h6 negres cavall · g5 blanques peó · e4 blanques alfil · h2 blanques peó | g7 negres rei · e6 blanques rei · h6 negres cavall · g5 blanques peó · e4 blanques alfil · h2 blanques peó | g7 negres rei · e6 blanques rei · h6 negres cavall · g5 blanques peó · e4 blanques alfil · h2 blanques peó | g7 negres rei · e6 blanques rei · h6 negres cavall · g5 blanques peó · e4 blanques alfil · h2 blanques peó | g7 negres rei · e6 blanques rei · h6 negres cavall · g5 blanques peó · e4 blanques alfil · h2 blanques peó | g7 negres rei · e6 blanques rei · h6 negres cavall · g5 blanques peó · e4 blanques alfil · h2 blanques peó | 5 |
| 4 | g7 negres rei · e6 blanques rei · h6 negres cavall · g5 blanques peó · e4 blanques alfil · h2 blanques peó | g7 negres rei · e6 blanques rei · h6 negres cavall · g5 blanques peó · e4 blanques alfil · h2 blanques peó | g7 negres rei · e6 blanques rei · h6 negres cavall · g5 blanques peó · e4 blanques alfil · h2 blanques peó | g7 negres rei · e6 blanques rei · h6 negres cavall · g5 blanques peó · e4 blanques alfil · h2 blanques peó | g7 negres rei · e6 blanques rei · h6 negres cavall · g5 blanques peó · e4 blanques alfil · h2 blanques peó | g7 negres rei · e6 blanques rei · h6 negres cavall · g5 blanques peó · e4 blanques alfil · h2 blanques peó | g7 negres rei · e6 blanques rei · h6 negres cavall · g5 blanques peó · e4 blanques alfil · h2 blanques peó | g7 negres rei · e6 blanques rei · h6 negres cavall · g5 blanques peó · e4 blanques alfil · h2 blanques peó | 4 |
| 3 | g7 negres rei · e6 blanques rei · h6 negres cavall · g5 blanques peó · e4 blanques alfil · h2 blanques peó | g7 negres rei · e6 blanques rei · h6 negres cavall · g5 blanques peó · e4 blanques alfil · h2 blanques peó | g7 negres rei · e6 blanques rei · h6 negres cavall · g5 blanques peó · e4 blanques alfil · h2 blanques peó | g7 negres rei · e6 blanques rei · h6 negres cavall · g5 blanques peó · e4 blanques alfil · h2 blanques peó | g7 negres rei · e6 blanques rei · h6 negres cavall · g5 blanques peó · e4 blanques alfil · h2 blanques peó | g7 negres rei · e6 blanques rei · h6 negres cavall · g5 blanques peó · e4 blanques alfil · h2 blanques peó | g7 negres rei · e6 blanques rei · h6 negres cavall · g5 blanques peó · e4 blanques alfil · h2 blanques peó | g7 negres rei · e6 blanques rei · h6 negres cavall · g5 blanques peó · e4 blanques alfil · h2 blanques peó | 3 |
| 2 | g7 negres rei · e6 blanques rei · h6 negres cavall · g5 blanques peó · e4 blanques alfil · h2 blanques peó | g7 negres rei · e6 blanques rei · h6 negres cavall · g5 blanques peó · e4 blanques alfil · h2 blanques peó | g7 negres rei · e6 blanques rei · h6 negres cavall · g5 blanques peó · e4 blanques alfil · h2 blanques peó | g7 negres rei · e6 blanques rei · h6 negres cavall · g5 blanques peó · e4 blanques alfil · h2 blanques peó | g7 negres rei · e6 blanques rei · h6 negres cavall · g5 blanques peó · e4 blanques alfil · h2 blanques peó | g7 negres rei · e6 blanques rei · h6 negres cavall · g5 blanques peó · e4 blanques alfil · h2 blanques peó | g7 negres rei · e6 blanques rei · h6 negres cavall · g5 blanques peó · e4 blanques alfil · h2 blanques peó | g7 negres rei · e6 blanques rei · h6 negres cavall · g5 blanques peó · e4 blanques alfil · h2 blanques peó | 2 |
| 1 | g7 negres rei · e6 blanques rei · h6 negres cavall · g5 blanques peó · e4 blanques alfil · h2 blanques peó | g7 negres rei · e6 blanques rei · h6 negres cavall · g5 blanques peó · e4 blanques alfil · h2 blanques peó | g7 negres rei · e6 blanques rei · h6 negres cavall · g5 blanques peó · e4 blanques alfil · h2 blanques peó | g7 negres rei · e6 blanques rei · h6 negres cavall · g5 blanques peó · e4 blanques alfil · h2 blanques peó | g7 negres rei · e6 blanques rei · h6 negres cavall · g5 blanques peó · e4 blanques alfil · h2 blanques peó | g7 negres rei · e6 blanques rei · h6 negres cavall · g5 blanques peó · e4 blanques alfil · h2 blanques peó | g7 negres rei · e6 blanques rei · h6 negres cavall · g5 blanques peó · e4 blanques alfil · h2 blanques peó | g7 negres rei · e6 blanques rei · h6 negres cavall · g5 blanques peó · e4 blanques alfil · h2 blanques peó | 1 |
|   | a | b | c | d | e | f | g | h |   |

En aquest exemple, del Torneig de Biel de 1987, la partida no acabaria en derrota per qui cometé la greu errada, però sí en unes desagradables taules pel GM britànic Chandler. Susan Polgar acabava de jugar el parany 53...Cg8–h6!?, intentant de mantenir-se a la partida. Chandler es va adonar de seguida que després de 54.gxh6+ Rxh6 quedaria amb un considerable avantatge material de peó de torre i alfil contra un rei solitari. Malgrat tot, com que l'alfil no pot controlar la casella de coronació h8, les negres entaularan si poden portar el seu rei a controlar h8 a causa de la fortalesa del peó de torre equivocat. Però Chandler va seguir calculant, i va concloure que era ell qui guanyaria el control de la casella h8 després de 55.Rf6, i així guanyaria la partida.
Així que Chandler va fer 54.gxh6+??, però en lloc de l'esperada 54...Rxh6 va venir 54...Rh8! Aquest és de fet pràcticament el mateix final de rei, alfil, i peó de torre contra rei que Chandler havia calculat i volia evitar, amb la petita diferència que les blanques tenen dos peons de torre en lloc d'un, però això no té influència en el resultat. Les negres controlen la casella h8 i no en poden ser expulsades, de manera que les blanques no poden promocionar el seu peó. Després de 55.Ad5 Rh7 56.Rf7 Rh8 els jugadors acordaren taules.
Chandler disposava de diferents moviments per mantenir la seva posició guanyadora, i les més ràpides per guanyar, segons la tablebase de Shredder eren 54.h4 i 54.Af5.

### Viswanathan Anand vs. Garri Kaspàrov
|   | a | b | c | d | e | f | g | h |   |
| 8 | c8 negres torre · e8 negres rei · h8 negres torre · b7 negres peó · f7 negres peó · g7 negres alfil · a6 negres peó · d6 negres peó · d5 negres cavall · e5 negres peó · e4 negres dama · g4 negres peó · b3 blanques peó · d3 blanques cavall · e3 blanques alfil · g3 blanques peó · h3 negres peó · a2 blanques peó · c2 blanques peó · e2 blanques dama · f2 blanques torre · h2 blanques peó · e1 blanques torre · g1 blanques rei | c8 negres torre · e8 negres rei · h8 negres torre · b7 negres peó · f7 negres peó · g7 negres alfil · a6 negres peó · d6 negres peó · d5 negres cavall · e5 negres peó · e4 negres dama · g4 negres peó · b3 blanques peó · d3 blanques cavall · e3 blanques alfil · g3 blanques peó · h3 negres peó · a2 blanques peó · c2 blanques peó · e2 blanques dama · f2 blanques torre · h2 blanques peó · e1 blanques torre · g1 blanques rei | c8 negres torre · e8 negres rei · h8 negres torre · b7 negres peó · f7 negres peó · g7 negres alfil · a6 negres peó · d6 negres peó · d5 negres cavall · e5 negres peó · e4 negres dama · g4 negres peó · b3 blanques peó · d3 blanques cavall · e3 blanques alfil · g3 blanques peó · h3 negres peó · a2 blanques peó · c2 blanques peó · e2 blanques dama · f2 blanques torre · h2 blanques peó · e1 blanques torre · g1 blanques rei | c8 negres torre · e8 negres rei · h8 negres torre · b7 negres peó · f7 negres peó · g7 negres alfil · a6 negres peó · d6 negres peó · d5 negres cavall · e5 negres peó · e4 negres dama · g4 negres peó · b3 blanques peó · d3 blanques cavall · e3 blanques alfil · g3 blanques peó · h3 negres peó · a2 blanques peó · c2 blanques peó · e2 blanques dama · f2 blanques torre · h2 blanques peó · e1 blanques torre · g1 blanques rei | c8 negres torre · e8 negres rei · h8 negres torre · b7 negres peó · f7 negres peó · g7 negres alfil · a6 negres peó · d6 negres peó · d5 negres cavall · e5 negres peó · e4 negres dama · g4 negres peó · b3 blanques peó · d3 blanques cavall · e3 blanques alfil · g3 blanques peó · h3 negres peó · a2 blanques peó · c2 blanques peó · e2 blanques dama · f2 blanques torre · h2 blanques peó · e1 blanques torre · g1 blanques rei | c8 negres torre · e8 negres rei · h8 negres torre · b7 negres peó · f7 negres peó · g7 negres alfil · a6 negres peó · d6 negres peó · d5 negres cavall · e5 negres peó · e4 negres dama · g4 negres peó · b3 blanques peó · d3 blanques cavall · e3 blanques alfil · g3 blanques peó · h3 negres peó · a2 blanques peó · c2 blanques peó · e2 blanques dama · f2 blanques torre · h2 blanques peó · e1 blanques torre · g1 blanques rei | c8 negres torre · e8 negres rei · h8 negres torre · b7 negres peó · f7 negres peó · g7 negres alfil · a6 negres peó · d6 negres peó · d5 negres cavall · e5 negres peó · e4 negres dama · g4 negres peó · b3 blanques peó · d3 blanques cavall · e3 blanques alfil · g3 blanques peó · h3 negres peó · a2 blanques peó · c2 blanques peó · e2 blanques dama · f2 blanques torre · h2 blanques peó · e1 blanques torre · g1 blanques rei | c8 negres torre · e8 negres rei · h8 negres torre · b7 negres peó · f7 negres peó · g7 negres alfil · a6 negres peó · d6 negres peó · d5 negres cavall · e5 negres peó · e4 negres dama · g4 negres peó · b3 blanques peó · d3 blanques cavall · e3 blanques alfil · g3 blanques peó · h3 negres peó · a2 blanques peó · c2 blanques peó · e2 blanques dama · f2 blanques torre · h2 blanques peó · e1 blanques torre · g1 blanques rei | 8 |
| 7 | c8 negres torre · e8 negres rei · h8 negres torre · b7 negres peó · f7 negres peó · g7 negres alfil · a6 negres peó · d6 negres peó · d5 negres cavall · e5 negres peó · e4 negres dama · g4 negres peó · b3 blanques peó · d3 blanques cavall · e3 blanques alfil · g3 blanques peó · h3 negres peó · a2 blanques peó · c2 blanques peó · e2 blanques dama · f2 blanques torre · h2 blanques peó · e1 blanques torre · g1 blanques rei | c8 negres torre · e8 negres rei · h8 negres torre · b7 negres peó · f7 negres peó · g7 negres alfil · a6 negres peó · d6 negres peó · d5 negres cavall · e5 negres peó · e4 negres dama · g4 negres peó · b3 blanques peó · d3 blanques cavall · e3 blanques alfil · g3 blanques peó · h3 negres peó · a2 blanques peó · c2 blanques peó · e2 blanques dama · f2 blanques torre · h2 blanques peó · e1 blanques torre · g1 blanques rei | c8 negres torre · e8 negres rei · h8 negres torre · b7 negres peó · f7 negres peó · g7 negres alfil · a6 negres peó · d6 negres peó · d5 negres cavall · e5 negres peó · e4 negres dama · g4 negres peó · b3 blanques peó · d3 blanques cavall · e3 blanques alfil · g3 blanques peó · h3 negres peó · a2 blanques peó · c2 blanques peó · e2 blanques dama · f2 blanques torre · h2 blanques peó · e1 blanques torre · g1 blanques rei | c8 negres torre · e8 negres rei · h8 negres torre · b7 negres peó · f7 negres peó · g7 negres alfil · a6 negres peó · d6 negres peó · d5 negres cavall · e5 negres peó · e4 negres dama · g4 negres peó · b3 blanques peó · d3 blanques cavall · e3 blanques alfil · g3 blanques peó · h3 negres peó · a2 blanques peó · c2 blanques peó · e2 blanques dama · f2 blanques torre · h2 blanques peó · e1 blanques torre · g1 blanques rei | c8 negres torre · e8 negres rei · h8 negres torre · b7 negres peó · f7 negres peó · g7 negres alfil · a6 negres peó · d6 negres peó · d5 negres cavall · e5 negres peó · e4 negres dama · g4 negres peó · b3 blanques peó · d3 blanques cavall · e3 blanques alfil · g3 blanques peó · h3 negres peó · a2 blanques peó · c2 blanques peó · e2 blanques dama · f2 blanques torre · h2 blanques peó · e1 blanques torre · g1 blanques rei | c8 negres torre · e8 negres rei · h8 negres torre · b7 negres peó · f7 negres peó · g7 negres alfil · a6 negres peó · d6 negres peó · d5 negres cavall · e5 negres peó · e4 negres dama · g4 negres peó · b3 blanques peó · d3 blanques cavall · e3 blanques alfil · g3 blanques peó · h3 negres peó · a2 blanques peó · c2 blanques peó · e2 blanques dama · f2 blanques torre · h2 blanques peó · e1 blanques torre · g1 blanques rei | c8 negres torre · e8 negres rei · h8 negres torre · b7 negres peó · f7 negres peó · g7 negres alfil · a6 negres peó · d6 negres peó · d5 negres cavall · e5 negres peó · e4 negres dama · g4 negres peó · b3 blanques peó · d3 blanques cavall · e3 blanques alfil · g3 blanques peó · h3 negres peó · a2 blanques peó · c2 blanques peó · e2 blanques dama · f2 blanques torre · h2 blanques peó · e1 blanques torre · g1 blanques rei | c8 negres torre · e8 negres rei · h8 negres torre · b7 negres peó · f7 negres peó · g7 negres alfil · a6 negres peó · d6 negres peó · d5 negres cavall · e5 negres peó · e4 negres dama · g4 negres peó · b3 blanques peó · d3 blanques cavall · e3 blanques alfil · g3 blanques peó · h3 negres peó · a2 blanques peó · c2 blanques peó · e2 blanques dama · f2 blanques torre · h2 blanques peó · e1 blanques torre · g1 blanques rei | 7 |
| 6 | c8 negres torre · e8 negres rei · h8 negres torre · b7 negres peó · f7 negres peó · g7 negres alfil · a6 negres peó · d6 negres peó · d5 negres cavall · e5 negres peó · e4 negres dama · g4 negres peó · b3 blanques peó · d3 blanques cavall · e3 blanques alfil · g3 blanques peó · h3 negres peó · a2 blanques peó · c2 blanques peó · e2 blanques dama · f2 blanques torre · h2 blanques peó · e1 blanques torre · g1 blanques rei | c8 negres torre · e8 negres rei · h8 negres torre · b7 negres peó · f7 negres peó · g7 negres alfil · a6 negres peó · d6 negres peó · d5 negres cavall · e5 negres peó · e4 negres dama · g4 negres peó · b3 blanques peó · d3 blanques cavall · e3 blanques alfil · g3 blanques peó · h3 negres peó · a2 blanques peó · c2 blanques peó · e2 blanques dama · f2 blanques torre · h2 blanques peó · e1 blanques torre · g1 blanques rei | c8 negres torre · e8 negres rei · h8 negres torre · b7 negres peó · f7 negres peó · g7 negres alfil · a6 negres peó · d6 negres peó · d5 negres cavall · e5 negres peó · e4 negres dama · g4 negres peó · b3 blanques peó · d3 blanques cavall · e3 blanques alfil · g3 blanques peó · h3 negres peó · a2 blanques peó · c2 blanques peó · e2 blanques dama · f2 blanques torre · h2 blanques peó · e1 blanques torre · g1 blanques rei | c8 negres torre · e8 negres rei · h8 negres torre · b7 negres peó · f7 negres peó · g7 negres alfil · a6 negres peó · d6 negres peó · d5 negres cavall · e5 negres peó · e4 negres dama · g4 negres peó · b3 blanques peó · d3 blanques cavall · e3 blanques alfil · g3 blanques peó · h3 negres peó · a2 blanques peó · c2 blanques peó · e2 blanques dama · f2 blanques torre · h2 blanques peó · e1 blanques torre · g1 blanques rei | c8 negres torre · e8 negres rei · h8 negres torre · b7 negres peó · f7 negres peó · g7 negres alfil · a6 negres peó · d6 negres peó · d5 negres cavall · e5 negres peó · e4 negres dama · g4 negres peó · b3 blanques peó · d3 blanques cavall · e3 blanques alfil · g3 blanques peó · h3 negres peó · a2 blanques peó · c2 blanques peó · e2 blanques dama · f2 blanques torre · h2 blanques peó · e1 blanques torre · g1 blanques rei | c8 negres torre · e8 negres rei · h8 negres torre · b7 negres peó · f7 negres peó · g7 negres alfil · a6 negres peó · d6 negres peó · d5 negres cavall · e5 negres peó · e4 negres dama · g4 negres peó · b3 blanques peó · d3 blanques cavall · e3 blanques alfil · g3 blanques peó · h3 negres peó · a2 blanques peó · c2 blanques peó · e2 blanques dama · f2 blanques torre · h2 blanques peó · e1 blanques torre · g1 blanques rei | c8 negres torre · e8 negres rei · h8 negres torre · b7 negres peó · f7 negres peó · g7 negres alfil · a6 negres peó · d6 negres peó · d5 negres cavall · e5 negres peó · e4 negres dama · g4 negres peó · b3 blanques peó · d3 blanques cavall · e3 blanques alfil · g3 blanques peó · h3 negres peó · a2 blanques peó · c2 blanques peó · e2 blanques dama · f2 blanques torre · h2 blanques peó · e1 blanques torre · g1 blanques rei | c8 negres torre · e8 negres rei · h8 negres torre · b7 negres peó · f7 negres peó · g7 negres alfil · a6 negres peó · d6 negres peó · d5 negres cavall · e5 negres peó · e4 negres dama · g4 negres peó · b3 blanques peó · d3 blanques cavall · e3 blanques alfil · g3 blanques peó · h3 negres peó · a2 blanques peó · c2 blanques peó · e2 blanques dama · f2 blanques torre · h2 blanques peó · e1 blanques torre · g1 blanques rei | 6 |
| 5 | c8 negres torre · e8 negres rei · h8 negres torre · b7 negres peó · f7 negres peó · g7 negres alfil · a6 negres peó · d6 negres peó · d5 negres cavall · e5 negres peó · e4 negres dama · g4 negres peó · b3 blanques peó · d3 blanques cavall · e3 blanques alfil · g3 blanques peó · h3 negres peó · a2 blanques peó · c2 blanques peó · e2 blanques dama · f2 blanques torre · h2 blanques peó · e1 blanques torre · g1 blanques rei | c8 negres torre · e8 negres rei · h8 negres torre · b7 negres peó · f7 negres peó · g7 negres alfil · a6 negres peó · d6 negres peó · d5 negres cavall · e5 negres peó · e4 negres dama · g4 negres peó · b3 blanques peó · d3 blanques cavall · e3 blanques alfil · g3 blanques peó · h3 negres peó · a2 blanques peó · c2 blanques peó · e2 blanques dama · f2 blanques torre · h2 blanques peó · e1 blanques torre · g1 blanques rei | c8 negres torre · e8 negres rei · h8 negres torre · b7 negres peó · f7 negres peó · g7 negres alfil · a6 negres peó · d6 negres peó · d5 negres cavall · e5 negres peó · e4 negres dama · g4 negres peó · b3 blanques peó · d3 blanques cavall · e3 blanques alfil · g3 blanques peó · h3 negres peó · a2 blanques peó · c2 blanques peó · e2 blanques dama · f2 blanques torre · h2 blanques peó · e1 blanques torre · g1 blanques rei | c8 negres torre · e8 negres rei · h8 negres torre · b7 negres peó · f7 negres peó · g7 negres alfil · a6 negres peó · d6 negres peó · d5 negres cavall · e5 negres peó · e4 negres dama · g4 negres peó · b3 blanques peó · d3 blanques cavall · e3 blanques alfil · g3 blanques peó · h3 negres peó · a2 blanques peó · c2 blanques peó · e2 blanques dama · f2 blanques torre · h2 blanques peó · e1 blanques torre · g1 blanques rei | c8 negres torre · e8 negres rei · h8 negres torre · b7 negres peó · f7 negres peó · g7 negres alfil · a6 negres peó · d6 negres peó · d5 negres cavall · e5 negres peó · e4 negres dama · g4 negres peó · b3 blanques peó · d3 blanques cavall · e3 blanques alfil · g3 blanques peó · h3 negres peó · a2 blanques peó · c2 blanques peó · e2 blanques dama · f2 blanques torre · h2 blanques peó · e1 blanques torre · g1 blanques rei | c8 negres torre · e8 negres rei · h8 negres torre · b7 negres peó · f7 negres peó · g7 negres alfil · a6 negres peó · d6 negres peó · d5 negres cavall · e5 negres peó · e4 negres dama · g4 negres peó · b3 blanques peó · d3 blanques cavall · e3 blanques alfil · g3 blanques peó · h3 negres peó · a2 blanques peó · c2 blanques peó · e2 blanques dama · f2 blanques torre · h2 blanques peó · e1 blanques torre · g1 blanques rei | c8 negres torre · e8 negres rei · h8 negres torre · b7 negres peó · f7 negres peó · g7 negres alfil · a6 negres peó · d6 negres peó · d5 negres cavall · e5 negres peó · e4 negres dama · g4 negres peó · b3 blanques peó · d3 blanques cavall · e3 blanques alfil · g3 blanques peó · h3 negres peó · a2 blanques peó · c2 blanques peó · e2 blanques dama · f2 blanques torre · h2 blanques peó · e1 blanques torre · g1 blanques rei | c8 negres torre · e8 negres rei · h8 negres torre · b7 negres peó · f7 negres peó · g7 negres alfil · a6 negres peó · d6 negres peó · d5 negres cavall · e5 negres peó · e4 negres dama · g4 negres peó · b3 blanques peó · d3 blanques cavall · e3 blanques alfil · g3 blanques peó · h3 negres peó · a2 blanques peó · c2 blanques peó · e2 blanques dama · f2 blanques torre · h2 blanques peó · e1 blanques torre · g1 blanques rei | 5 |
| 4 | c8 negres torre · e8 negres rei · h8 negres torre · b7 negres peó · f7 negres peó · g7 negres alfil · a6 negres peó · d6 negres peó · d5 negres cavall · e5 negres peó · e4 negres dama · g4 negres peó · b3 blanques peó · d3 blanques cavall · e3 blanques alfil · g3 blanques peó · h3 negres peó · a2 blanques peó · c2 blanques peó · e2 blanques dama · f2 blanques torre · h2 blanques peó · e1 blanques torre · g1 blanques rei | c8 negres torre · e8 negres rei · h8 negres torre · b7 negres peó · f7 negres peó · g7 negres alfil · a6 negres peó · d6 negres peó · d5 negres cavall · e5 negres peó · e4 negres dama · g4 negres peó · b3 blanques peó · d3 blanques cavall · e3 blanques alfil · g3 blanques peó · h3 negres peó · a2 blanques peó · c2 blanques peó · e2 blanques dama · f2 blanques torre · h2 blanques peó · e1 blanques torre · g1 blanques rei | c8 negres torre · e8 negres rei · h8 negres torre · b7 negres peó · f7 negres peó · g7 negres alfil · a6 negres peó · d6 negres peó · d5 negres cavall · e5 negres peó · e4 negres dama · g4 negres peó · b3 blanques peó · d3 blanques cavall · e3 blanques alfil · g3 blanques peó · h3 negres peó · a2 blanques peó · c2 blanques peó · e2 blanques dama · f2 blanques torre · h2 blanques peó · e1 blanques torre · g1 blanques rei | c8 negres torre · e8 negres rei · h8 negres torre · b7 negres peó · f7 negres peó · g7 negres alfil · a6 negres peó · d6 negres peó · d5 negres cavall · e5 negres peó · e4 negres dama · g4 negres peó · b3 blanques peó · d3 blanques cavall · e3 blanques alfil · g3 blanques peó · h3 negres peó · a2 blanques peó · c2 blanques peó · e2 blanques dama · f2 blanques torre · h2 blanques peó · e1 blanques torre · g1 blanques rei | c8 negres torre · e8 negres rei · h8 negres torre · b7 negres peó · f7 negres peó · g7 negres alfil · a6 negres peó · d6 negres peó · d5 negres cavall · e5 negres peó · e4 negres dama · g4 negres peó · b3 blanques peó · d3 blanques cavall · e3 blanques alfil · g3 blanques peó · h3 negres peó · a2 blanques peó · c2 blanques peó · e2 blanques dama · f2 blanques torre · h2 blanques peó · e1 blanques torre · g1 blanques rei | c8 negres torre · e8 negres rei · h8 negres torre · b7 negres peó · f7 negres peó · g7 negres alfil · a6 negres peó · d6 negres peó · d5 negres cavall · e5 negres peó · e4 negres dama · g4 negres peó · b3 blanques peó · d3 blanques cavall · e3 blanques alfil · g3 blanques peó · h3 negres peó · a2 blanques peó · c2 blanques peó · e2 blanques dama · f2 blanques torre · h2 blanques peó · e1 blanques torre · g1 blanques rei | c8 negres torre · e8 negres rei · h8 negres torre · b7 negres peó · f7 negres peó · g7 negres alfil · a6 negres peó · d6 negres peó · d5 negres cavall · e5 negres peó · e4 negres dama · g4 negres peó · b3 blanques peó · d3 blanques cavall · e3 blanques alfil · g3 blanques peó · h3 negres peó · a2 blanques peó · c2 blanques peó · e2 blanques dama · f2 blanques torre · h2 blanques peó · e1 blanques torre · g1 blanques rei | c8 negres torre · e8 negres rei · h8 negres torre · b7 negres peó · f7 negres peó · g7 negres alfil · a6 negres peó · d6 negres peó · d5 negres cavall · e5 negres peó · e4 negres dama · g4 negres peó · b3 blanques peó · d3 blanques cavall · e3 blanques alfil · g3 blanques peó · h3 negres peó · a2 blanques peó · c2 blanques peó · e2 blanques dama · f2 blanques torre · h2 blanques peó · e1 blanques torre · g1 blanques rei | 4 |
| 3 | c8 negres torre · e8 negres rei · h8 negres torre · b7 negres peó · f7 negres peó · g7 negres alfil · a6 negres peó · d6 negres peó · d5 negres cavall · e5 negres peó · e4 negres dama · g4 negres peó · b3 blanques peó · d3 blanques cavall · e3 blanques alfil · g3 blanques peó · h3 negres peó · a2 blanques peó · c2 blanques peó · e2 blanques dama · f2 blanques torre · h2 blanques peó · e1 blanques torre · g1 blanques rei | c8 negres torre · e8 negres rei · h8 negres torre · b7 negres peó · f7 negres peó · g7 negres alfil · a6 negres peó · d6 negres peó · d5 negres cavall · e5 negres peó · e4 negres dama · g4 negres peó · b3 blanques peó · d3 blanques cavall · e3 blanques alfil · g3 blanques peó · h3 negres peó · a2 blanques peó · c2 blanques peó · e2 blanques dama · f2 blanques torre · h2 blanques peó · e1 blanques torre · g1 blanques rei | c8 negres torre · e8 negres rei · h8 negres torre · b7 negres peó · f7 negres peó · g7 negres alfil · a6 negres peó · d6 negres peó · d5 negres cavall · e5 negres peó · e4 negres dama · g4 negres peó · b3 blanques peó · d3 blanques cavall · e3 blanques alfil · g3 blanques peó · h3 negres peó · a2 blanques peó · c2 blanques peó · e2 blanques dama · f2 blanques torre · h2 blanques peó · e1 blanques torre · g1 blanques rei | c8 negres torre · e8 negres rei · h8 negres torre · b7 negres peó · f7 negres peó · g7 negres alfil · a6 negres peó · d6 negres peó · d5 negres cavall · e5 negres peó · e4 negres dama · g4 negres peó · b3 blanques peó · d3 blanques cavall · e3 blanques alfil · g3 blanques peó · h3 negres peó · a2 blanques peó · c2 blanques peó · e2 blanques dama · f2 blanques torre · h2 blanques peó · e1 blanques torre · g1 blanques rei | c8 negres torre · e8 negres rei · h8 negres torre · b7 negres peó · f7 negres peó · g7 negres alfil · a6 negres peó · d6 negres peó · d5 negres cavall · e5 negres peó · e4 negres dama · g4 negres peó · b3 blanques peó · d3 blanques cavall · e3 blanques alfil · g3 blanques peó · h3 negres peó · a2 blanques peó · c2 blanques peó · e2 blanques dama · f2 blanques torre · h2 blanques peó · e1 blanques torre · g1 blanques rei | c8 negres torre · e8 negres rei · h8 negres torre · b7 negres peó · f7 negres peó · g7 negres alfil · a6 negres peó · d6 negres peó · d5 negres cavall · e5 negres peó · e4 negres dama · g4 negres peó · b3 blanques peó · d3 blanques cavall · e3 blanques alfil · g3 blanques peó · h3 negres peó · a2 blanques peó · c2 blanques peó · e2 blanques dama · f2 blanques torre · h2 blanques peó · e1 blanques torre · g1 blanques rei | c8 negres torre · e8 negres rei · h8 negres torre · b7 negres peó · f7 negres peó · g7 negres alfil · a6 negres peó · d6 negres peó · d5 negres cavall · e5 negres peó · e4 negres dama · g4 negres peó · b3 blanques peó · d3 blanques cavall · e3 blanques alfil · g3 blanques peó · h3 negres peó · a2 blanques peó · c2 blanques peó · e2 blanques dama · f2 blanques torre · h2 blanques peó · e1 blanques torre · g1 blanques rei | c8 negres torre · e8 negres rei · h8 negres torre · b7 negres peó · f7 negres peó · g7 negres alfil · a6 negres peó · d6 negres peó · d5 negres cavall · e5 negres peó · e4 negres dama · g4 negres peó · b3 blanques peó · d3 blanques cavall · e3 blanques alfil · g3 blanques peó · h3 negres peó · a2 blanques peó · c2 blanques peó · e2 blanques dama · f2 blanques torre · h2 blanques peó · e1 blanques torre · g1 blanques rei | 3 |
| 2 | c8 negres torre · e8 negres rei · h8 negres torre · b7 negres peó · f7 negres peó · g7 negres alfil · a6 negres peó · d6 negres peó · d5 negres cavall · e5 negres peó · e4 negres dama · g4 negres peó · b3 blanques peó · d3 blanques cavall · e3 blanques alfil · g3 blanques peó · h3 negres peó · a2 blanques peó · c2 blanques peó · e2 blanques dama · f2 blanques torre · h2 blanques peó · e1 blanques torre · g1 blanques rei | c8 negres torre · e8 negres rei · h8 negres torre · b7 negres peó · f7 negres peó · g7 negres alfil · a6 negres peó · d6 negres peó · d5 negres cavall · e5 negres peó · e4 negres dama · g4 negres peó · b3 blanques peó · d3 blanques cavall · e3 blanques alfil · g3 blanques peó · h3 negres peó · a2 blanques peó · c2 blanques peó · e2 blanques dama · f2 blanques torre · h2 blanques peó · e1 blanques torre · g1 blanques rei | c8 negres torre · e8 negres rei · h8 negres torre · b7 negres peó · f7 negres peó · g7 negres alfil · a6 negres peó · d6 negres peó · d5 negres cavall · e5 negres peó · e4 negres dama · g4 negres peó · b3 blanques peó · d3 blanques cavall · e3 blanques alfil · g3 blanques peó · h3 negres peó · a2 blanques peó · c2 blanques peó · e2 blanques dama · f2 blanques torre · h2 blanques peó · e1 blanques torre · g1 blanques rei | c8 negres torre · e8 negres rei · h8 negres torre · b7 negres peó · f7 negres peó · g7 negres alfil · a6 negres peó · d6 negres peó · d5 negres cavall · e5 negres peó · e4 negres dama · g4 negres peó · b3 blanques peó · d3 blanques cavall · e3 blanques alfil · g3 blanques peó · h3 negres peó · a2 blanques peó · c2 blanques peó · e2 blanques dama · f2 blanques torre · h2 blanques peó · e1 blanques torre · g1 blanques rei | c8 negres torre · e8 negres rei · h8 negres torre · b7 negres peó · f7 negres peó · g7 negres alfil · a6 negres peó · d6 negres peó · d5 negres cavall · e5 negres peó · e4 negres dama · g4 negres peó · b3 blanques peó · d3 blanques cavall · e3 blanques alfil · g3 blanques peó · h3 negres peó · a2 blanques peó · c2 blanques peó · e2 blanques dama · f2 blanques torre · h2 blanques peó · e1 blanques torre · g1 blanques rei | c8 negres torre · e8 negres rei · h8 negres torre · b7 negres peó · f7 negres peó · g7 negres alfil · a6 negres peó · d6 negres peó · d5 negres cavall · e5 negres peó · e4 negres dama · g4 negres peó · b3 blanques peó · d3 blanques cavall · e3 blanques alfil · g3 blanques peó · h3 negres peó · a2 blanques peó · c2 blanques peó · e2 blanques dama · f2 blanques torre · h2 blanques peó · e1 blanques torre · g1 blanques rei | c8 negres torre · e8 negres rei · h8 negres torre · b7 negres peó · f7 negres peó · g7 negres alfil · a6 negres peó · d6 negres peó · d5 negres cavall · e5 negres peó · e4 negres dama · g4 negres peó · b3 blanques peó · d3 blanques cavall · e3 blanques alfil · g3 blanques peó · h3 negres peó · a2 blanques peó · c2 blanques peó · e2 blanques dama · f2 blanques torre · h2 blanques peó · e1 blanques torre · g1 blanques rei | c8 negres torre · e8 negres rei · h8 negres torre · b7 negres peó · f7 negres peó · g7 negres alfil · a6 negres peó · d6 negres peó · d5 negres cavall · e5 negres peó · e4 negres dama · g4 negres peó · b3 blanques peó · d3 blanques cavall · e3 blanques alfil · g3 blanques peó · h3 negres peó · a2 blanques peó · c2 blanques peó · e2 blanques dama · f2 blanques torre · h2 blanques peó · e1 blanques torre · g1 blanques rei | 2 |
| 1 | c8 negres torre · e8 negres rei · h8 negres torre · b7 negres peó · f7 negres peó · g7 negres alfil · a6 negres peó · d6 negres peó · d5 negres cavall · e5 negres peó · e4 negres dama · g4 negres peó · b3 blanques peó · d3 blanques cavall · e3 blanques alfil · g3 blanques peó · h3 negres peó · a2 blanques peó · c2 blanques peó · e2 blanques dama · f2 blanques torre · h2 blanques peó · e1 blanques torre · g1 blanques rei | c8 negres torre · e8 negres rei · h8 negres torre · b7 negres peó · f7 negres peó · g7 negres alfil · a6 negres peó · d6 negres peó · d5 negres cavall · e5 negres peó · e4 negres dama · g4 negres peó · b3 blanques peó · d3 blanques cavall · e3 blanques alfil · g3 blanques peó · h3 negres peó · a2 blanques peó · c2 blanques peó · e2 blanques dama · f2 blanques torre · h2 blanques peó · e1 blanques torre · g1 blanques rei | c8 negres torre · e8 negres rei · h8 negres torre · b7 negres peó · f7 negres peó · g7 negres alfil · a6 negres peó · d6 negres peó · d5 negres cavall · e5 negres peó · e4 negres dama · g4 negres peó · b3 blanques peó · d3 blanques cavall · e3 blanques alfil · g3 blanques peó · h3 negres peó · a2 blanques peó · c2 blanques peó · e2 blanques dama · f2 blanques torre · h2 blanques peó · e1 blanques torre · g1 blanques rei | c8 negres torre · e8 negres rei · h8 negres torre · b7 negres peó · f7 negres peó · g7 negres alfil · a6 negres peó · d6 negres peó · d5 negres cavall · e5 negres peó · e4 negres dama · g4 negres peó · b3 blanques peó · d3 blanques cavall · e3 blanques alfil · g3 blanques peó · h3 negres peó · a2 blanques peó · c2 blanques peó · e2 blanques dama · f2 blanques torre · h2 blanques peó · e1 blanques torre · g1 blanques rei | c8 negres torre · e8 negres rei · h8 negres torre · b7 negres peó · f7 negres peó · g7 negres alfil · a6 negres peó · d6 negres peó · d5 negres cavall · e5 negres peó · e4 negres dama · g4 negres peó · b3 blanques peó · d3 blanques cavall · e3 blanques alfil · g3 blanques peó · h3 negres peó · a2 blanques peó · c2 blanques peó · e2 blanques dama · f2 blanques torre · h2 blanques peó · e1 blanques torre · g1 blanques rei | c8 negres torre · e8 negres rei · h8 negres torre · b7 negres peó · f7 negres peó · g7 negres alfil · a6 negres peó · d6 negres peó · d5 negres cavall · e5 negres peó · e4 negres dama · g4 negres peó · b3 blanques peó · d3 blanques cavall · e3 blanques alfil · g3 blanques peó · h3 negres peó · a2 blanques peó · c2 blanques peó · e2 blanques dama · f2 blanques torre · h2 blanques peó · e1 blanques torre · g1 blanques rei | c8 negres torre · e8 negres rei · h8 negres torre · b7 negres peó · f7 negres peó · g7 negres alfil · a6 negres peó · d6 negres peó · d5 negres cavall · e5 negres peó · e4 negres dama · g4 negres peó · b3 blanques peó · d3 blanques cavall · e3 blanques alfil · g3 blanques peó · h3 negres peó · a2 blanques peó · c2 blanques peó · e2 blanques dama · f2 blanques torre · h2 blanques peó · e1 blanques torre · g1 blanques rei | c8 negres torre · e8 negres rei · h8 negres torre · b7 negres peó · f7 negres peó · g7 negres alfil · a6 negres peó · d6 negres peó · d5 negres cavall · e5 negres peó · e4 negres dama · g4 negres peó · b3 blanques peó · d3 blanques cavall · e3 blanques alfil · g3 blanques peó · h3 negres peó · a2 blanques peó · c2 blanques peó · e2 blanques dama · f2 blanques torre · h2 blanques peó · e1 blanques torre · g1 blanques rei | 1 |
|   | a | b | c | d | e | f | g | h |   |

Anand i Kaspàrov estaven jugant a la final del Màsters Credit Suisse de 1996. Després d'haver plantejat una Defensa siciliana, variant Najdorf, Kaspàrov, amb negres, havia obtingut gradualment un avantatge posicional. En el moment que reflecteix el diagrama, Kaspàrov va cometre una greu errada amb 33...Dxe3??, sense veure la subsegüent jugada d'Anand 34.Dxg4! que ataca a la descoberta la dama de Kaspàrov i enforquilla una torre i un alfil. Tot i que Kaspàrov va seguir jugant, entregant la dama, finalment es va haver de rendir al moviment 54.

### Aleksandr Beliavski vs. Leif Erlend Johannessen
|   | a | b | c | d | e | f | g | h |   |
| 8 | f7 negres peó · h7 negres rei · c6 negres peó · g6 negres peó · d5 negres peó · f5 blanques peó · g5 blanques dama · h5 negres peó · d4 blanques peó · h4 blanques peó · e3 blanques peó · f3 blanques peó · g3 blanques rei · b1 negres dama | f7 negres peó · h7 negres rei · c6 negres peó · g6 negres peó · d5 negres peó · f5 blanques peó · g5 blanques dama · h5 negres peó · d4 blanques peó · h4 blanques peó · e3 blanques peó · f3 blanques peó · g3 blanques rei · b1 negres dama | f7 negres peó · h7 negres rei · c6 negres peó · g6 negres peó · d5 negres peó · f5 blanques peó · g5 blanques dama · h5 negres peó · d4 blanques peó · h4 blanques peó · e3 blanques peó · f3 blanques peó · g3 blanques rei · b1 negres dama | f7 negres peó · h7 negres rei · c6 negres peó · g6 negres peó · d5 negres peó · f5 blanques peó · g5 blanques dama · h5 negres peó · d4 blanques peó · h4 blanques peó · e3 blanques peó · f3 blanques peó · g3 blanques rei · b1 negres dama | f7 negres peó · h7 negres rei · c6 negres peó · g6 negres peó · d5 negres peó · f5 blanques peó · g5 blanques dama · h5 negres peó · d4 blanques peó · h4 blanques peó · e3 blanques peó · f3 blanques peó · g3 blanques rei · b1 negres dama | f7 negres peó · h7 negres rei · c6 negres peó · g6 negres peó · d5 negres peó · f5 blanques peó · g5 blanques dama · h5 negres peó · d4 blanques peó · h4 blanques peó · e3 blanques peó · f3 blanques peó · g3 blanques rei · b1 negres dama | f7 negres peó · h7 negres rei · c6 negres peó · g6 negres peó · d5 negres peó · f5 blanques peó · g5 blanques dama · h5 negres peó · d4 blanques peó · h4 blanques peó · e3 blanques peó · f3 blanques peó · g3 blanques rei · b1 negres dama | f7 negres peó · h7 negres rei · c6 negres peó · g6 negres peó · d5 negres peó · f5 blanques peó · g5 blanques dama · h5 negres peó · d4 blanques peó · h4 blanques peó · e3 blanques peó · f3 blanques peó · g3 blanques rei · b1 negres dama | 8 |
| 7 | f7 negres peó · h7 negres rei · c6 negres peó · g6 negres peó · d5 negres peó · f5 blanques peó · g5 blanques dama · h5 negres peó · d4 blanques peó · h4 blanques peó · e3 blanques peó · f3 blanques peó · g3 blanques rei · b1 negres dama | f7 negres peó · h7 negres rei · c6 negres peó · g6 negres peó · d5 negres peó · f5 blanques peó · g5 blanques dama · h5 negres peó · d4 blanques peó · h4 blanques peó · e3 blanques peó · f3 blanques peó · g3 blanques rei · b1 negres dama | f7 negres peó · h7 negres rei · c6 negres peó · g6 negres peó · d5 negres peó · f5 blanques peó · g5 blanques dama · h5 negres peó · d4 blanques peó · h4 blanques peó · e3 blanques peó · f3 blanques peó · g3 blanques rei · b1 negres dama | f7 negres peó · h7 negres rei · c6 negres peó · g6 negres peó · d5 negres peó · f5 blanques peó · g5 blanques dama · h5 negres peó · d4 blanques peó · h4 blanques peó · e3 blanques peó · f3 blanques peó · g3 blanques rei · b1 negres dama | f7 negres peó · h7 negres rei · c6 negres peó · g6 negres peó · d5 negres peó · f5 blanques peó · g5 blanques dama · h5 negres peó · d4 blanques peó · h4 blanques peó · e3 blanques peó · f3 blanques peó · g3 blanques rei · b1 negres dama | f7 negres peó · h7 negres rei · c6 negres peó · g6 negres peó · d5 negres peó · f5 blanques peó · g5 blanques dama · h5 negres peó · d4 blanques peó · h4 blanques peó · e3 blanques peó · f3 blanques peó · g3 blanques rei · b1 negres dama | f7 negres peó · h7 negres rei · c6 negres peó · g6 negres peó · d5 negres peó · f5 blanques peó · g5 blanques dama · h5 negres peó · d4 blanques peó · h4 blanques peó · e3 blanques peó · f3 blanques peó · g3 blanques rei · b1 negres dama | f7 negres peó · h7 negres rei · c6 negres peó · g6 negres peó · d5 negres peó · f5 blanques peó · g5 blanques dama · h5 negres peó · d4 blanques peó · h4 blanques peó · e3 blanques peó · f3 blanques peó · g3 blanques rei · b1 negres dama | 7 |
| 6 | f7 negres peó · h7 negres rei · c6 negres peó · g6 negres peó · d5 negres peó · f5 blanques peó · g5 blanques dama · h5 negres peó · d4 blanques peó · h4 blanques peó · e3 blanques peó · f3 blanques peó · g3 blanques rei · b1 negres dama | f7 negres peó · h7 negres rei · c6 negres peó · g6 negres peó · d5 negres peó · f5 blanques peó · g5 blanques dama · h5 negres peó · d4 blanques peó · h4 blanques peó · e3 blanques peó · f3 blanques peó · g3 blanques rei · b1 negres dama | f7 negres peó · h7 negres rei · c6 negres peó · g6 negres peó · d5 negres peó · f5 blanques peó · g5 blanques dama · h5 negres peó · d4 blanques peó · h4 blanques peó · e3 blanques peó · f3 blanques peó · g3 blanques rei · b1 negres dama | f7 negres peó · h7 negres rei · c6 negres peó · g6 negres peó · d5 negres peó · f5 blanques peó · g5 blanques dama · h5 negres peó · d4 blanques peó · h4 blanques peó · e3 blanques peó · f3 blanques peó · g3 blanques rei · b1 negres dama | f7 negres peó · h7 negres rei · c6 negres peó · g6 negres peó · d5 negres peó · f5 blanques peó · g5 blanques dama · h5 negres peó · d4 blanques peó · h4 blanques peó · e3 blanques peó · f3 blanques peó · g3 blanques rei · b1 negres dama | f7 negres peó · h7 negres rei · c6 negres peó · g6 negres peó · d5 negres peó · f5 blanques peó · g5 blanques dama · h5 negres peó · d4 blanques peó · h4 blanques peó · e3 blanques peó · f3 blanques peó · g3 blanques rei · b1 negres dama | f7 negres peó · h7 negres rei · c6 negres peó · g6 negres peó · d5 negres peó · f5 blanques peó · g5 blanques dama · h5 negres peó · d4 blanques peó · h4 blanques peó · e3 blanques peó · f3 blanques peó · g3 blanques rei · b1 negres dama | f7 negres peó · h7 negres rei · c6 negres peó · g6 negres peó · d5 negres peó · f5 blanques peó · g5 blanques dama · h5 negres peó · d4 blanques peó · h4 blanques peó · e3 blanques peó · f3 blanques peó · g3 blanques rei · b1 negres dama | 6 |
| 5 | f7 negres peó · h7 negres rei · c6 negres peó · g6 negres peó · d5 negres peó · f5 blanques peó · g5 blanques dama · h5 negres peó · d4 blanques peó · h4 blanques peó · e3 blanques peó · f3 blanques peó · g3 blanques rei · b1 negres dama | f7 negres peó · h7 negres rei · c6 negres peó · g6 negres peó · d5 negres peó · f5 blanques peó · g5 blanques dama · h5 negres peó · d4 blanques peó · h4 blanques peó · e3 blanques peó · f3 blanques peó · g3 blanques rei · b1 negres dama | f7 negres peó · h7 negres rei · c6 negres peó · g6 negres peó · d5 negres peó · f5 blanques peó · g5 blanques dama · h5 negres peó · d4 blanques peó · h4 blanques peó · e3 blanques peó · f3 blanques peó · g3 blanques rei · b1 negres dama | f7 negres peó · h7 negres rei · c6 negres peó · g6 negres peó · d5 negres peó · f5 blanques peó · g5 blanques dama · h5 negres peó · d4 blanques peó · h4 blanques peó · e3 blanques peó · f3 blanques peó · g3 blanques rei · b1 negres dama | f7 negres peó · h7 negres rei · c6 negres peó · g6 negres peó · d5 negres peó · f5 blanques peó · g5 blanques dama · h5 negres peó · d4 blanques peó · h4 blanques peó · e3 blanques peó · f3 blanques peó · g3 blanques rei · b1 negres dama | f7 negres peó · h7 negres rei · c6 negres peó · g6 negres peó · d5 negres peó · f5 blanques peó · g5 blanques dama · h5 negres peó · d4 blanques peó · h4 blanques peó · e3 blanques peó · f3 blanques peó · g3 blanques rei · b1 negres dama | f7 negres peó · h7 negres rei · c6 negres peó · g6 negres peó · d5 negres peó · f5 blanques peó · g5 blanques dama · h5 negres peó · d4 blanques peó · h4 blanques peó · e3 blanques peó · f3 blanques peó · g3 blanques rei · b1 negres dama | f7 negres peó · h7 negres rei · c6 negres peó · g6 negres peó · d5 negres peó · f5 blanques peó · g5 blanques dama · h5 negres peó · d4 blanques peó · h4 blanques peó · e3 blanques peó · f3 blanques peó · g3 blanques rei · b1 negres dama | 5 |
| 4 | f7 negres peó · h7 negres rei · c6 negres peó · g6 negres peó · d5 negres peó · f5 blanques peó · g5 blanques dama · h5 negres peó · d4 blanques peó · h4 blanques peó · e3 blanques peó · f3 blanques peó · g3 blanques rei · b1 negres dama | f7 negres peó · h7 negres rei · c6 negres peó · g6 negres peó · d5 negres peó · f5 blanques peó · g5 blanques dama · h5 negres peó · d4 blanques peó · h4 blanques peó · e3 blanques peó · f3 blanques peó · g3 blanques rei · b1 negres dama | f7 negres peó · h7 negres rei · c6 negres peó · g6 negres peó · d5 negres peó · f5 blanques peó · g5 blanques dama · h5 negres peó · d4 blanques peó · h4 blanques peó · e3 blanques peó · f3 blanques peó · g3 blanques rei · b1 negres dama | f7 negres peó · h7 negres rei · c6 negres peó · g6 negres peó · d5 negres peó · f5 blanques peó · g5 blanques dama · h5 negres peó · d4 blanques peó · h4 blanques peó · e3 blanques peó · f3 blanques peó · g3 blanques rei · b1 negres dama | f7 negres peó · h7 negres rei · c6 negres peó · g6 negres peó · d5 negres peó · f5 blanques peó · g5 blanques dama · h5 negres peó · d4 blanques peó · h4 blanques peó · e3 blanques peó · f3 blanques peó · g3 blanques rei · b1 negres dama | f7 negres peó · h7 negres rei · c6 negres peó · g6 negres peó · d5 negres peó · f5 blanques peó · g5 blanques dama · h5 negres peó · d4 blanques peó · h4 blanques peó · e3 blanques peó · f3 blanques peó · g3 blanques rei · b1 negres dama | f7 negres peó · h7 negres rei · c6 negres peó · g6 negres peó · d5 negres peó · f5 blanques peó · g5 blanques dama · h5 negres peó · d4 blanques peó · h4 blanques peó · e3 blanques peó · f3 blanques peó · g3 blanques rei · b1 negres dama | f7 negres peó · h7 negres rei · c6 negres peó · g6 negres peó · d5 negres peó · f5 blanques peó · g5 blanques dama · h5 negres peó · d4 blanques peó · h4 blanques peó · e3 blanques peó · f3 blanques peó · g3 blanques rei · b1 negres dama | 4 |
| 3 | f7 negres peó · h7 negres rei · c6 negres peó · g6 negres peó · d5 negres peó · f5 blanques peó · g5 blanques dama · h5 negres peó · d4 blanques peó · h4 blanques peó · e3 blanques peó · f3 blanques peó · g3 blanques rei · b1 negres dama | f7 negres peó · h7 negres rei · c6 negres peó · g6 negres peó · d5 negres peó · f5 blanques peó · g5 blanques dama · h5 negres peó · d4 blanques peó · h4 blanques peó · e3 blanques peó · f3 blanques peó · g3 blanques rei · b1 negres dama | f7 negres peó · h7 negres rei · c6 negres peó · g6 negres peó · d5 negres peó · f5 blanques peó · g5 blanques dama · h5 negres peó · d4 blanques peó · h4 blanques peó · e3 blanques peó · f3 blanques peó · g3 blanques rei · b1 negres dama | f7 negres peó · h7 negres rei · c6 negres peó · g6 negres peó · d5 negres peó · f5 blanques peó · g5 blanques dama · h5 negres peó · d4 blanques peó · h4 blanques peó · e3 blanques peó · f3 blanques peó · g3 blanques rei · b1 negres dama | f7 negres peó · h7 negres rei · c6 negres peó · g6 negres peó · d5 negres peó · f5 blanques peó · g5 blanques dama · h5 negres peó · d4 blanques peó · h4 blanques peó · e3 blanques peó · f3 blanques peó · g3 blanques rei · b1 negres dama | f7 negres peó · h7 negres rei · c6 negres peó · g6 negres peó · d5 negres peó · f5 blanques peó · g5 blanques dama · h5 negres peó · d4 blanques peó · h4 blanques peó · e3 blanques peó · f3 blanques peó · g3 blanques rei · b1 negres dama | f7 negres peó · h7 negres rei · c6 negres peó · g6 negres peó · d5 negres peó · f5 blanques peó · g5 blanques dama · h5 negres peó · d4 blanques peó · h4 blanques peó · e3 blanques peó · f3 blanques peó · g3 blanques rei · b1 negres dama | f7 negres peó · h7 negres rei · c6 negres peó · g6 negres peó · d5 negres peó · f5 blanques peó · g5 blanques dama · h5 negres peó · d4 blanques peó · h4 blanques peó · e3 blanques peó · f3 blanques peó · g3 blanques rei · b1 negres dama | 3 |
| 2 | f7 negres peó · h7 negres rei · c6 negres peó · g6 negres peó · d5 negres peó · f5 blanques peó · g5 blanques dama · h5 negres peó · d4 blanques peó · h4 blanques peó · e3 blanques peó · f3 blanques peó · g3 blanques rei · b1 negres dama | f7 negres peó · h7 negres rei · c6 negres peó · g6 negres peó · d5 negres peó · f5 blanques peó · g5 blanques dama · h5 negres peó · d4 blanques peó · h4 blanques peó · e3 blanques peó · f3 blanques peó · g3 blanques rei · b1 negres dama | f7 negres peó · h7 negres rei · c6 negres peó · g6 negres peó · d5 negres peó · f5 blanques peó · g5 blanques dama · h5 negres peó · d4 blanques peó · h4 blanques peó · e3 blanques peó · f3 blanques peó · g3 blanques rei · b1 negres dama | f7 negres peó · h7 negres rei · c6 negres peó · g6 negres peó · d5 negres peó · f5 blanques peó · g5 blanques dama · h5 negres peó · d4 blanques peó · h4 blanques peó · e3 blanques peó · f3 blanques peó · g3 blanques rei · b1 negres dama | f7 negres peó · h7 negres rei · c6 negres peó · g6 negres peó · d5 negres peó · f5 blanques peó · g5 blanques dama · h5 negres peó · d4 blanques peó · h4 blanques peó · e3 blanques peó · f3 blanques peó · g3 blanques rei · b1 negres dama | f7 negres peó · h7 negres rei · c6 negres peó · g6 negres peó · d5 negres peó · f5 blanques peó · g5 blanques dama · h5 negres peó · d4 blanques peó · h4 blanques peó · e3 blanques peó · f3 blanques peó · g3 blanques rei · b1 negres dama | f7 negres peó · h7 negres rei · c6 negres peó · g6 negres peó · d5 negres peó · f5 blanques peó · g5 blanques dama · h5 negres peó · d4 blanques peó · h4 blanques peó · e3 blanques peó · f3 blanques peó · g3 blanques rei · b1 negres dama | f7 negres peó · h7 negres rei · c6 negres peó · g6 negres peó · d5 negres peó · f5 blanques peó · g5 blanques dama · h5 negres peó · d4 blanques peó · h4 blanques peó · e3 blanques peó · f3 blanques peó · g3 blanques rei · b1 negres dama | 2 |
| 1 | f7 negres peó · h7 negres rei · c6 negres peó · g6 negres peó · d5 negres peó · f5 blanques peó · g5 blanques dama · h5 negres peó · d4 blanques peó · h4 blanques peó · e3 blanques peó · f3 blanques peó · g3 blanques rei · b1 negres dama | f7 negres peó · h7 negres rei · c6 negres peó · g6 negres peó · d5 negres peó · f5 blanques peó · g5 blanques dama · h5 negres peó · d4 blanques peó · h4 blanques peó · e3 blanques peó · f3 blanques peó · g3 blanques rei · b1 negres dama | f7 negres peó · h7 negres rei · c6 negres peó · g6 negres peó · d5 negres peó · f5 blanques peó · g5 blanques dama · h5 negres peó · d4 blanques peó · h4 blanques peó · e3 blanques peó · f3 blanques peó · g3 blanques rei · b1 negres dama | f7 negres peó · h7 negres rei · c6 negres peó · g6 negres peó · d5 negres peó · f5 blanques peó · g5 blanques dama · h5 negres peó · d4 blanques peó · h4 blanques peó · e3 blanques peó · f3 blanques peó · g3 blanques rei · b1 negres dama | f7 negres peó · h7 negres rei · c6 negres peó · g6 negres peó · d5 negres peó · f5 blanques peó · g5 blanques dama · h5 negres peó · d4 blanques peó · h4 blanques peó · e3 blanques peó · f3 blanques peó · g3 blanques rei · b1 negres dama | f7 negres peó · h7 negres rei · c6 negres peó · g6 negres peó · d5 negres peó · f5 blanques peó · g5 blanques dama · h5 negres peó · d4 blanques peó · h4 blanques peó · e3 blanques peó · f3 blanques peó · g3 blanques rei · b1 negres dama | f7 negres peó · h7 negres rei · c6 negres peó · g6 negres peó · d5 negres peó · f5 blanques peó · g5 blanques dama · h5 negres peó · d4 blanques peó · h4 blanques peó · e3 blanques peó · f3 blanques peó · g3 blanques rei · b1 negres dama | f7 negres peó · h7 negres rei · c6 negres peó · g6 negres peó · d5 negres peó · f5 blanques peó · g5 blanques dama · h5 negres peó · d4 blanques peó · h4 blanques peó · e3 blanques peó · f3 blanques peó · g3 blanques rei · b1 negres dama | 1 |
|   | a | b | c | d | e | f | g | h |   |

Aquest exemple, d'una partida disputada al Torneig de Linares de 2002, és una de les poques vegades en què un Gran Mestre fa la pitjor jugada possible, l'única que permet l'escac i mat en la següent jugada. En aquest final de dames, les blanques tenen cert avantatge després de 69.fxg6+ fxg6 70.Rf4 degut al peó negre feble de c6. Malgrat això, Beliavski, amb blanques, va fer 69.Rf4??, sense veure la resposta 69...Db8#. Segons Johannessen, va caldre una certa estona per tal que ambdós jugadors comprenguessin que era mat.

### Deep Fritz vs. Vladímir Kràmnik
|   | a | b | c | d | e | f | g | h |   |
| 8 | f8 blanques cavall · h8 negres rei · a7 negres dama · g7 negres peó · h6 negres peó · e5 blanques peó · a4 negres peó · b4 negres peó · e4 blanques dama · b2 blanques peó · g2 blanques peó · h2 blanques peó · c1 negres alfil · h1 blanques rei | f8 blanques cavall · h8 negres rei · a7 negres dama · g7 negres peó · h6 negres peó · e5 blanques peó · a4 negres peó · b4 negres peó · e4 blanques dama · b2 blanques peó · g2 blanques peó · h2 blanques peó · c1 negres alfil · h1 blanques rei | f8 blanques cavall · h8 negres rei · a7 negres dama · g7 negres peó · h6 negres peó · e5 blanques peó · a4 negres peó · b4 negres peó · e4 blanques dama · b2 blanques peó · g2 blanques peó · h2 blanques peó · c1 negres alfil · h1 blanques rei | f8 blanques cavall · h8 negres rei · a7 negres dama · g7 negres peó · h6 negres peó · e5 blanques peó · a4 negres peó · b4 negres peó · e4 blanques dama · b2 blanques peó · g2 blanques peó · h2 blanques peó · c1 negres alfil · h1 blanques rei | f8 blanques cavall · h8 negres rei · a7 negres dama · g7 negres peó · h6 negres peó · e5 blanques peó · a4 negres peó · b4 negres peó · e4 blanques dama · b2 blanques peó · g2 blanques peó · h2 blanques peó · c1 negres alfil · h1 blanques rei | f8 blanques cavall · h8 negres rei · a7 negres dama · g7 negres peó · h6 negres peó · e5 blanques peó · a4 negres peó · b4 negres peó · e4 blanques dama · b2 blanques peó · g2 blanques peó · h2 blanques peó · c1 negres alfil · h1 blanques rei | f8 blanques cavall · h8 negres rei · a7 negres dama · g7 negres peó · h6 negres peó · e5 blanques peó · a4 negres peó · b4 negres peó · e4 blanques dama · b2 blanques peó · g2 blanques peó · h2 blanques peó · c1 negres alfil · h1 blanques rei | f8 blanques cavall · h8 negres rei · a7 negres dama · g7 negres peó · h6 negres peó · e5 blanques peó · a4 negres peó · b4 negres peó · e4 blanques dama · b2 blanques peó · g2 blanques peó · h2 blanques peó · c1 negres alfil · h1 blanques rei | 8 |
| 7 | f8 blanques cavall · h8 negres rei · a7 negres dama · g7 negres peó · h6 negres peó · e5 blanques peó · a4 negres peó · b4 negres peó · e4 blanques dama · b2 blanques peó · g2 blanques peó · h2 blanques peó · c1 negres alfil · h1 blanques rei | f8 blanques cavall · h8 negres rei · a7 negres dama · g7 negres peó · h6 negres peó · e5 blanques peó · a4 negres peó · b4 negres peó · e4 blanques dama · b2 blanques peó · g2 blanques peó · h2 blanques peó · c1 negres alfil · h1 blanques rei | f8 blanques cavall · h8 negres rei · a7 negres dama · g7 negres peó · h6 negres peó · e5 blanques peó · a4 negres peó · b4 negres peó · e4 blanques dama · b2 blanques peó · g2 blanques peó · h2 blanques peó · c1 negres alfil · h1 blanques rei | f8 blanques cavall · h8 negres rei · a7 negres dama · g7 negres peó · h6 negres peó · e5 blanques peó · a4 negres peó · b4 negres peó · e4 blanques dama · b2 blanques peó · g2 blanques peó · h2 blanques peó · c1 negres alfil · h1 blanques rei | f8 blanques cavall · h8 negres rei · a7 negres dama · g7 negres peó · h6 negres peó · e5 blanques peó · a4 negres peó · b4 negres peó · e4 blanques dama · b2 blanques peó · g2 blanques peó · h2 blanques peó · c1 negres alfil · h1 blanques rei | f8 blanques cavall · h8 negres rei · a7 negres dama · g7 negres peó · h6 negres peó · e5 blanques peó · a4 negres peó · b4 negres peó · e4 blanques dama · b2 blanques peó · g2 blanques peó · h2 blanques peó · c1 negres alfil · h1 blanques rei | f8 blanques cavall · h8 negres rei · a7 negres dama · g7 negres peó · h6 negres peó · e5 blanques peó · a4 negres peó · b4 negres peó · e4 blanques dama · b2 blanques peó · g2 blanques peó · h2 blanques peó · c1 negres alfil · h1 blanques rei | f8 blanques cavall · h8 negres rei · a7 negres dama · g7 negres peó · h6 negres peó · e5 blanques peó · a4 negres peó · b4 negres peó · e4 blanques dama · b2 blanques peó · g2 blanques peó · h2 blanques peó · c1 negres alfil · h1 blanques rei | 7 |
| 6 | f8 blanques cavall · h8 negres rei · a7 negres dama · g7 negres peó · h6 negres peó · e5 blanques peó · a4 negres peó · b4 negres peó · e4 blanques dama · b2 blanques peó · g2 blanques peó · h2 blanques peó · c1 negres alfil · h1 blanques rei | f8 blanques cavall · h8 negres rei · a7 negres dama · g7 negres peó · h6 negres peó · e5 blanques peó · a4 negres peó · b4 negres peó · e4 blanques dama · b2 blanques peó · g2 blanques peó · h2 blanques peó · c1 negres alfil · h1 blanques rei | f8 blanques cavall · h8 negres rei · a7 negres dama · g7 negres peó · h6 negres peó · e5 blanques peó · a4 negres peó · b4 negres peó · e4 blanques dama · b2 blanques peó · g2 blanques peó · h2 blanques peó · c1 negres alfil · h1 blanques rei | f8 blanques cavall · h8 negres rei · a7 negres dama · g7 negres peó · h6 negres peó · e5 blanques peó · a4 negres peó · b4 negres peó · e4 blanques dama · b2 blanques peó · g2 blanques peó · h2 blanques peó · c1 negres alfil · h1 blanques rei | f8 blanques cavall · h8 negres rei · a7 negres dama · g7 negres peó · h6 negres peó · e5 blanques peó · a4 negres peó · b4 negres peó · e4 blanques dama · b2 blanques peó · g2 blanques peó · h2 blanques peó · c1 negres alfil · h1 blanques rei | f8 blanques cavall · h8 negres rei · a7 negres dama · g7 negres peó · h6 negres peó · e5 blanques peó · a4 negres peó · b4 negres peó · e4 blanques dama · b2 blanques peó · g2 blanques peó · h2 blanques peó · c1 negres alfil · h1 blanques rei | f8 blanques cavall · h8 negres rei · a7 negres dama · g7 negres peó · h6 negres peó · e5 blanques peó · a4 negres peó · b4 negres peó · e4 blanques dama · b2 blanques peó · g2 blanques peó · h2 blanques peó · c1 negres alfil · h1 blanques rei | f8 blanques cavall · h8 negres rei · a7 negres dama · g7 negres peó · h6 negres peó · e5 blanques peó · a4 negres peó · b4 negres peó · e4 blanques dama · b2 blanques peó · g2 blanques peó · h2 blanques peó · c1 negres alfil · h1 blanques rei | 6 |
| 5 | f8 blanques cavall · h8 negres rei · a7 negres dama · g7 negres peó · h6 negres peó · e5 blanques peó · a4 negres peó · b4 negres peó · e4 blanques dama · b2 blanques peó · g2 blanques peó · h2 blanques peó · c1 negres alfil · h1 blanques rei | f8 blanques cavall · h8 negres rei · a7 negres dama · g7 negres peó · h6 negres peó · e5 blanques peó · a4 negres peó · b4 negres peó · e4 blanques dama · b2 blanques peó · g2 blanques peó · h2 blanques peó · c1 negres alfil · h1 blanques rei | f8 blanques cavall · h8 negres rei · a7 negres dama · g7 negres peó · h6 negres peó · e5 blanques peó · a4 negres peó · b4 negres peó · e4 blanques dama · b2 blanques peó · g2 blanques peó · h2 blanques peó · c1 negres alfil · h1 blanques rei | f8 blanques cavall · h8 negres rei · a7 negres dama · g7 negres peó · h6 negres peó · e5 blanques peó · a4 negres peó · b4 negres peó · e4 blanques dama · b2 blanques peó · g2 blanques peó · h2 blanques peó · c1 negres alfil · h1 blanques rei | f8 blanques cavall · h8 negres rei · a7 negres dama · g7 negres peó · h6 negres peó · e5 blanques peó · a4 negres peó · b4 negres peó · e4 blanques dama · b2 blanques peó · g2 blanques peó · h2 blanques peó · c1 negres alfil · h1 blanques rei | f8 blanques cavall · h8 negres rei · a7 negres dama · g7 negres peó · h6 negres peó · e5 blanques peó · a4 negres peó · b4 negres peó · e4 blanques dama · b2 blanques peó · g2 blanques peó · h2 blanques peó · c1 negres alfil · h1 blanques rei | f8 blanques cavall · h8 negres rei · a7 negres dama · g7 negres peó · h6 negres peó · e5 blanques peó · a4 negres peó · b4 negres peó · e4 blanques dama · b2 blanques peó · g2 blanques peó · h2 blanques peó · c1 negres alfil · h1 blanques rei | f8 blanques cavall · h8 negres rei · a7 negres dama · g7 negres peó · h6 negres peó · e5 blanques peó · a4 negres peó · b4 negres peó · e4 blanques dama · b2 blanques peó · g2 blanques peó · h2 blanques peó · c1 negres alfil · h1 blanques rei | 5 |
| 4 | f8 blanques cavall · h8 negres rei · a7 negres dama · g7 negres peó · h6 negres peó · e5 blanques peó · a4 negres peó · b4 negres peó · e4 blanques dama · b2 blanques peó · g2 blanques peó · h2 blanques peó · c1 negres alfil · h1 blanques rei | f8 blanques cavall · h8 negres rei · a7 negres dama · g7 negres peó · h6 negres peó · e5 blanques peó · a4 negres peó · b4 negres peó · e4 blanques dama · b2 blanques peó · g2 blanques peó · h2 blanques peó · c1 negres alfil · h1 blanques rei | f8 blanques cavall · h8 negres rei · a7 negres dama · g7 negres peó · h6 negres peó · e5 blanques peó · a4 negres peó · b4 negres peó · e4 blanques dama · b2 blanques peó · g2 blanques peó · h2 blanques peó · c1 negres alfil · h1 blanques rei | f8 blanques cavall · h8 negres rei · a7 negres dama · g7 negres peó · h6 negres peó · e5 blanques peó · a4 negres peó · b4 negres peó · e4 blanques dama · b2 blanques peó · g2 blanques peó · h2 blanques peó · c1 negres alfil · h1 blanques rei | f8 blanques cavall · h8 negres rei · a7 negres dama · g7 negres peó · h6 negres peó · e5 blanques peó · a4 negres peó · b4 negres peó · e4 blanques dama · b2 blanques peó · g2 blanques peó · h2 blanques peó · c1 negres alfil · h1 blanques rei | f8 blanques cavall · h8 negres rei · a7 negres dama · g7 negres peó · h6 negres peó · e5 blanques peó · a4 negres peó · b4 negres peó · e4 blanques dama · b2 blanques peó · g2 blanques peó · h2 blanques peó · c1 negres alfil · h1 blanques rei | f8 blanques cavall · h8 negres rei · a7 negres dama · g7 negres peó · h6 negres peó · e5 blanques peó · a4 negres peó · b4 negres peó · e4 blanques dama · b2 blanques peó · g2 blanques peó · h2 blanques peó · c1 negres alfil · h1 blanques rei | f8 blanques cavall · h8 negres rei · a7 negres dama · g7 negres peó · h6 negres peó · e5 blanques peó · a4 negres peó · b4 negres peó · e4 blanques dama · b2 blanques peó · g2 blanques peó · h2 blanques peó · c1 negres alfil · h1 blanques rei | 4 |
| 3 | f8 blanques cavall · h8 negres rei · a7 negres dama · g7 negres peó · h6 negres peó · e5 blanques peó · a4 negres peó · b4 negres peó · e4 blanques dama · b2 blanques peó · g2 blanques peó · h2 blanques peó · c1 negres alfil · h1 blanques rei | f8 blanques cavall · h8 negres rei · a7 negres dama · g7 negres peó · h6 negres peó · e5 blanques peó · a4 negres peó · b4 negres peó · e4 blanques dama · b2 blanques peó · g2 blanques peó · h2 blanques peó · c1 negres alfil · h1 blanques rei | f8 blanques cavall · h8 negres rei · a7 negres dama · g7 negres peó · h6 negres peó · e5 blanques peó · a4 negres peó · b4 negres peó · e4 blanques dama · b2 blanques peó · g2 blanques peó · h2 blanques peó · c1 negres alfil · h1 blanques rei | f8 blanques cavall · h8 negres rei · a7 negres dama · g7 negres peó · h6 negres peó · e5 blanques peó · a4 negres peó · b4 negres peó · e4 blanques dama · b2 blanques peó · g2 blanques peó · h2 blanques peó · c1 negres alfil · h1 blanques rei | f8 blanques cavall · h8 negres rei · a7 negres dama · g7 negres peó · h6 negres peó · e5 blanques peó · a4 negres peó · b4 negres peó · e4 blanques dama · b2 blanques peó · g2 blanques peó · h2 blanques peó · c1 negres alfil · h1 blanques rei | f8 blanques cavall · h8 negres rei · a7 negres dama · g7 negres peó · h6 negres peó · e5 blanques peó · a4 negres peó · b4 negres peó · e4 blanques dama · b2 blanques peó · g2 blanques peó · h2 blanques peó · c1 negres alfil · h1 blanques rei | f8 blanques cavall · h8 negres rei · a7 negres dama · g7 negres peó · h6 negres peó · e5 blanques peó · a4 negres peó · b4 negres peó · e4 blanques dama · b2 blanques peó · g2 blanques peó · h2 blanques peó · c1 negres alfil · h1 blanques rei | f8 blanques cavall · h8 negres rei · a7 negres dama · g7 negres peó · h6 negres peó · e5 blanques peó · a4 negres peó · b4 negres peó · e4 blanques dama · b2 blanques peó · g2 blanques peó · h2 blanques peó · c1 negres alfil · h1 blanques rei | 3 |
| 2 | f8 blanques cavall · h8 negres rei · a7 negres dama · g7 negres peó · h6 negres peó · e5 blanques peó · a4 negres peó · b4 negres peó · e4 blanques dama · b2 blanques peó · g2 blanques peó · h2 blanques peó · c1 negres alfil · h1 blanques rei | f8 blanques cavall · h8 negres rei · a7 negres dama · g7 negres peó · h6 negres peó · e5 blanques peó · a4 negres peó · b4 negres peó · e4 blanques dama · b2 blanques peó · g2 blanques peó · h2 blanques peó · c1 negres alfil · h1 blanques rei | f8 blanques cavall · h8 negres rei · a7 negres dama · g7 negres peó · h6 negres peó · e5 blanques peó · a4 negres peó · b4 negres peó · e4 blanques dama · b2 blanques peó · g2 blanques peó · h2 blanques peó · c1 negres alfil · h1 blanques rei | f8 blanques cavall · h8 negres rei · a7 negres dama · g7 negres peó · h6 negres peó · e5 blanques peó · a4 negres peó · b4 negres peó · e4 blanques dama · b2 blanques peó · g2 blanques peó · h2 blanques peó · c1 negres alfil · h1 blanques rei | f8 blanques cavall · h8 negres rei · a7 negres dama · g7 negres peó · h6 negres peó · e5 blanques peó · a4 negres peó · b4 negres peó · e4 blanques dama · b2 blanques peó · g2 blanques peó · h2 blanques peó · c1 negres alfil · h1 blanques rei | f8 blanques cavall · h8 negres rei · a7 negres dama · g7 negres peó · h6 negres peó · e5 blanques peó · a4 negres peó · b4 negres peó · e4 blanques dama · b2 blanques peó · g2 blanques peó · h2 blanques peó · c1 negres alfil · h1 blanques rei | f8 blanques cavall · h8 negres rei · a7 negres dama · g7 negres peó · h6 negres peó · e5 blanques peó · a4 negres peó · b4 negres peó · e4 blanques dama · b2 blanques peó · g2 blanques peó · h2 blanques peó · c1 negres alfil · h1 blanques rei | f8 blanques cavall · h8 negres rei · a7 negres dama · g7 negres peó · h6 negres peó · e5 blanques peó · a4 negres peó · b4 negres peó · e4 blanques dama · b2 blanques peó · g2 blanques peó · h2 blanques peó · c1 negres alfil · h1 blanques rei | 2 |
| 1 | f8 blanques cavall · h8 negres rei · a7 negres dama · g7 negres peó · h6 negres peó · e5 blanques peó · a4 negres peó · b4 negres peó · e4 blanques dama · b2 blanques peó · g2 blanques peó · h2 blanques peó · c1 negres alfil · h1 blanques rei | f8 blanques cavall · h8 negres rei · a7 negres dama · g7 negres peó · h6 negres peó · e5 blanques peó · a4 negres peó · b4 negres peó · e4 blanques dama · b2 blanques peó · g2 blanques peó · h2 blanques peó · c1 negres alfil · h1 blanques rei | f8 blanques cavall · h8 negres rei · a7 negres dama · g7 negres peó · h6 negres peó · e5 blanques peó · a4 negres peó · b4 negres peó · e4 blanques dama · b2 blanques peó · g2 blanques peó · h2 blanques peó · c1 negres alfil · h1 blanques rei | f8 blanques cavall · h8 negres rei · a7 negres dama · g7 negres peó · h6 negres peó · e5 blanques peó · a4 negres peó · b4 negres peó · e4 blanques dama · b2 blanques peó · g2 blanques peó · h2 blanques peó · c1 negres alfil · h1 blanques rei | f8 blanques cavall · h8 negres rei · a7 negres dama · g7 negres peó · h6 negres peó · e5 blanques peó · a4 negres peó · b4 negres peó · e4 blanques dama · b2 blanques peó · g2 blanques peó · h2 blanques peó · c1 negres alfil · h1 blanques rei | f8 blanques cavall · h8 negres rei · a7 negres dama · g7 negres peó · h6 negres peó · e5 blanques peó · a4 negres peó · b4 negres peó · e4 blanques dama · b2 blanques peó · g2 blanques peó · h2 blanques peó · c1 negres alfil · h1 blanques rei | f8 blanques cavall · h8 negres rei · a7 negres dama · g7 negres peó · h6 negres peó · e5 blanques peó · a4 negres peó · b4 negres peó · e4 blanques dama · b2 blanques peó · g2 blanques peó · h2 blanques peó · c1 negres alfil · h1 blanques rei | f8 blanques cavall · h8 negres rei · a7 negres dama · g7 negres peó · h6 negres peó · e5 blanques peó · a4 negres peó · b4 negres peó · e4 blanques dama · b2 blanques peó · g2 blanques peó · h2 blanques peó · c1 negres alfil · h1 blanques rei | 1 |
|   | a | b | c | d | e | f | g | h |   |

El novembre de 2006, el Campió del món d'escacs regnant, Vladímir Kràmnik, disputava el World Chess Challenge: Man vs. Machine, un matx a sis partides contra la computadora d'escacs Deep Fritz a Bonn, Alemanya. Després que la primera partida acabés en taules, Kràmnik, jugant amb negres, havia assolit una posició confortable a la segona partida, i ell mateix així ho considerava, aparentment, ja que va refusar una oferta de taules per triple repetició amb 29...Da7. Els problemes de Kràmnik varen començar quan va decidir de jugar a guanyar i va empènyer el seu peó-a amb 31...a4. Els comentaristes, entre els quals hi havia el GM estatunidenc Yasser Seirawan, es mostraren preocupats sobre les intencions de Kràmnik, i la situació es va tornar més incerta quan la partida va continuar 32.Cxe6 Axe3+ 33.Rh1 Axc1 34.Cxf8, una posició que sembla tendir a les taules. La partida podria haver acabat amb 34...Rg8 35.Cg6 Axb2 36.Dd5+ Rh7 37.Cf8+ Rh8 38.Cg6+.
Però el següent moviment de Kràmnik, 34...De3?? (que va merèixer el símbol "???" originalment, per ChessBase, en una crònica que cobria la greu errada de Kràmnik), va aparèixer per sorpresa, i fou descrit com a possible «greu errada del segle» per Susan Polgar, ja que Kràmnik, increïblement, no va veure un mat en una. Deep Fritz immediatament va acabar la partida amb 35.Dh7#, mat. Seirawan posteriorment va qualificar el moviment de Kràmnik com «una tragèdia».
ChessBase va descriure els fets de la següent manera, "Kramnik va jugar 34...De3 calmadament, es va posar dempeus, va prendre la seva tassa, i estava a punt d'abandonar l'escenari per anar a la seva sala de descans. Com a mínim un comentarista d'àudio tampoc no es va adonar de res, mentre l'operador de Fritz Mathias Feist no deixava de mirar des de la taula a la pantalla i de la pantalla a la taula, incapaç de creure que havia entrat el moviment correcte. Fritz mostrava mat en una, i quan Mathias va fer el moviment al tauler, Kràmnik es va dur les mans al cap, breument es va agafar el front, es va asseure a signar la planella i va anar a la conferència de premsa, a la qual va assistir diligentment." Durant la roda de premsa va indicar que havia planificat la suposadament guanyadora 34...De3 ja quan va fer 29...Da7, i que havia recomprovat la línia després de cada moviment subsegüent. Després del canvi de dames, les negres guanyarien fàcilment amb el seu peó allunyat; després de 35.Dxb4 De2 o 35.Cg6+ Rh7 36.Cf8+ Rg8 les negres també acabarien guanyant.
El periodista d'escacs Alexander Roshal va intentar d'explicar la greu errada dient que l'esquema de mat amb la dama a h7 protegida pel cavall a f8 és extremadament rar, i no estaria inclòs dins el repertori habitual d'un Gran Mestre.

### Étienne Bacrot vs. Ernesto Inarkiev
|   | a | b | c | d | e | f | g | h |   |
| 8 | f8 negres torre · g8 negres cavall · h8 negres torre · b7 negres peó · g7 negres rei · a6 negres peó · c6 negres peó · d6 negres peó · h6 negres peó · f5 negres dama · g5 negres peó · d4 blanques peó · f3 blanques cavall · h3 blanques peó · a2 blanques peó · b2 blanques peó · c2 blanques peó · e2 blanques dama · f2 blanques peó · g2 blanques peó · a1 blanques torre · c1 blanques alfil · g1 blanques rei | f8 negres torre · g8 negres cavall · h8 negres torre · b7 negres peó · g7 negres rei · a6 negres peó · c6 negres peó · d6 negres peó · h6 negres peó · f5 negres dama · g5 negres peó · d4 blanques peó · f3 blanques cavall · h3 blanques peó · a2 blanques peó · b2 blanques peó · c2 blanques peó · e2 blanques dama · f2 blanques peó · g2 blanques peó · a1 blanques torre · c1 blanques alfil · g1 blanques rei | f8 negres torre · g8 negres cavall · h8 negres torre · b7 negres peó · g7 negres rei · a6 negres peó · c6 negres peó · d6 negres peó · h6 negres peó · f5 negres dama · g5 negres peó · d4 blanques peó · f3 blanques cavall · h3 blanques peó · a2 blanques peó · b2 blanques peó · c2 blanques peó · e2 blanques dama · f2 blanques peó · g2 blanques peó · a1 blanques torre · c1 blanques alfil · g1 blanques rei | f8 negres torre · g8 negres cavall · h8 negres torre · b7 negres peó · g7 negres rei · a6 negres peó · c6 negres peó · d6 negres peó · h6 negres peó · f5 negres dama · g5 negres peó · d4 blanques peó · f3 blanques cavall · h3 blanques peó · a2 blanques peó · b2 blanques peó · c2 blanques peó · e2 blanques dama · f2 blanques peó · g2 blanques peó · a1 blanques torre · c1 blanques alfil · g1 blanques rei | f8 negres torre · g8 negres cavall · h8 negres torre · b7 negres peó · g7 negres rei · a6 negres peó · c6 negres peó · d6 negres peó · h6 negres peó · f5 negres dama · g5 negres peó · d4 blanques peó · f3 blanques cavall · h3 blanques peó · a2 blanques peó · b2 blanques peó · c2 blanques peó · e2 blanques dama · f2 blanques peó · g2 blanques peó · a1 blanques torre · c1 blanques alfil · g1 blanques rei | f8 negres torre · g8 negres cavall · h8 negres torre · b7 negres peó · g7 negres rei · a6 negres peó · c6 negres peó · d6 negres peó · h6 negres peó · f5 negres dama · g5 negres peó · d4 blanques peó · f3 blanques cavall · h3 blanques peó · a2 blanques peó · b2 blanques peó · c2 blanques peó · e2 blanques dama · f2 blanques peó · g2 blanques peó · a1 blanques torre · c1 blanques alfil · g1 blanques rei | f8 negres torre · g8 negres cavall · h8 negres torre · b7 negres peó · g7 negres rei · a6 negres peó · c6 negres peó · d6 negres peó · h6 negres peó · f5 negres dama · g5 negres peó · d4 blanques peó · f3 blanques cavall · h3 blanques peó · a2 blanques peó · b2 blanques peó · c2 blanques peó · e2 blanques dama · f2 blanques peó · g2 blanques peó · a1 blanques torre · c1 blanques alfil · g1 blanques rei | f8 negres torre · g8 negres cavall · h8 negres torre · b7 negres peó · g7 negres rei · a6 negres peó · c6 negres peó · d6 negres peó · h6 negres peó · f5 negres dama · g5 negres peó · d4 blanques peó · f3 blanques cavall · h3 blanques peó · a2 blanques peó · b2 blanques peó · c2 blanques peó · e2 blanques dama · f2 blanques peó · g2 blanques peó · a1 blanques torre · c1 blanques alfil · g1 blanques rei | 8 |
| 7 | f8 negres torre · g8 negres cavall · h8 negres torre · b7 negres peó · g7 negres rei · a6 negres peó · c6 negres peó · d6 negres peó · h6 negres peó · f5 negres dama · g5 negres peó · d4 blanques peó · f3 blanques cavall · h3 blanques peó · a2 blanques peó · b2 blanques peó · c2 blanques peó · e2 blanques dama · f2 blanques peó · g2 blanques peó · a1 blanques torre · c1 blanques alfil · g1 blanques rei | f8 negres torre · g8 negres cavall · h8 negres torre · b7 negres peó · g7 negres rei · a6 negres peó · c6 negres peó · d6 negres peó · h6 negres peó · f5 negres dama · g5 negres peó · d4 blanques peó · f3 blanques cavall · h3 blanques peó · a2 blanques peó · b2 blanques peó · c2 blanques peó · e2 blanques dama · f2 blanques peó · g2 blanques peó · a1 blanques torre · c1 blanques alfil · g1 blanques rei | f8 negres torre · g8 negres cavall · h8 negres torre · b7 negres peó · g7 negres rei · a6 negres peó · c6 negres peó · d6 negres peó · h6 negres peó · f5 negres dama · g5 negres peó · d4 blanques peó · f3 blanques cavall · h3 blanques peó · a2 blanques peó · b2 blanques peó · c2 blanques peó · e2 blanques dama · f2 blanques peó · g2 blanques peó · a1 blanques torre · c1 blanques alfil · g1 blanques rei | f8 negres torre · g8 negres cavall · h8 negres torre · b7 negres peó · g7 negres rei · a6 negres peó · c6 negres peó · d6 negres peó · h6 negres peó · f5 negres dama · g5 negres peó · d4 blanques peó · f3 blanques cavall · h3 blanques peó · a2 blanques peó · b2 blanques peó · c2 blanques peó · e2 blanques dama · f2 blanques peó · g2 blanques peó · a1 blanques torre · c1 blanques alfil · g1 blanques rei | f8 negres torre · g8 negres cavall · h8 negres torre · b7 negres peó · g7 negres rei · a6 negres peó · c6 negres peó · d6 negres peó · h6 negres peó · f5 negres dama · g5 negres peó · d4 blanques peó · f3 blanques cavall · h3 blanques peó · a2 blanques peó · b2 blanques peó · c2 blanques peó · e2 blanques dama · f2 blanques peó · g2 blanques peó · a1 blanques torre · c1 blanques alfil · g1 blanques rei | f8 negres torre · g8 negres cavall · h8 negres torre · b7 negres peó · g7 negres rei · a6 negres peó · c6 negres peó · d6 negres peó · h6 negres peó · f5 negres dama · g5 negres peó · d4 blanques peó · f3 blanques cavall · h3 blanques peó · a2 blanques peó · b2 blanques peó · c2 blanques peó · e2 blanques dama · f2 blanques peó · g2 blanques peó · a1 blanques torre · c1 blanques alfil · g1 blanques rei | f8 negres torre · g8 negres cavall · h8 negres torre · b7 negres peó · g7 negres rei · a6 negres peó · c6 negres peó · d6 negres peó · h6 negres peó · f5 negres dama · g5 negres peó · d4 blanques peó · f3 blanques cavall · h3 blanques peó · a2 blanques peó · b2 blanques peó · c2 blanques peó · e2 blanques dama · f2 blanques peó · g2 blanques peó · a1 blanques torre · c1 blanques alfil · g1 blanques rei | f8 negres torre · g8 negres cavall · h8 negres torre · b7 negres peó · g7 negres rei · a6 negres peó · c6 negres peó · d6 negres peó · h6 negres peó · f5 negres dama · g5 negres peó · d4 blanques peó · f3 blanques cavall · h3 blanques peó · a2 blanques peó · b2 blanques peó · c2 blanques peó · e2 blanques dama · f2 blanques peó · g2 blanques peó · a1 blanques torre · c1 blanques alfil · g1 blanques rei | 7 |
| 6 | f8 negres torre · g8 negres cavall · h8 negres torre · b7 negres peó · g7 negres rei · a6 negres peó · c6 negres peó · d6 negres peó · h6 negres peó · f5 negres dama · g5 negres peó · d4 blanques peó · f3 blanques cavall · h3 blanques peó · a2 blanques peó · b2 blanques peó · c2 blanques peó · e2 blanques dama · f2 blanques peó · g2 blanques peó · a1 blanques torre · c1 blanques alfil · g1 blanques rei | f8 negres torre · g8 negres cavall · h8 negres torre · b7 negres peó · g7 negres rei · a6 negres peó · c6 negres peó · d6 negres peó · h6 negres peó · f5 negres dama · g5 negres peó · d4 blanques peó · f3 blanques cavall · h3 blanques peó · a2 blanques peó · b2 blanques peó · c2 blanques peó · e2 blanques dama · f2 blanques peó · g2 blanques peó · a1 blanques torre · c1 blanques alfil · g1 blanques rei | f8 negres torre · g8 negres cavall · h8 negres torre · b7 negres peó · g7 negres rei · a6 negres peó · c6 negres peó · d6 negres peó · h6 negres peó · f5 negres dama · g5 negres peó · d4 blanques peó · f3 blanques cavall · h3 blanques peó · a2 blanques peó · b2 blanques peó · c2 blanques peó · e2 blanques dama · f2 blanques peó · g2 blanques peó · a1 blanques torre · c1 blanques alfil · g1 blanques rei | f8 negres torre · g8 negres cavall · h8 negres torre · b7 negres peó · g7 negres rei · a6 negres peó · c6 negres peó · d6 negres peó · h6 negres peó · f5 negres dama · g5 negres peó · d4 blanques peó · f3 blanques cavall · h3 blanques peó · a2 blanques peó · b2 blanques peó · c2 blanques peó · e2 blanques dama · f2 blanques peó · g2 blanques peó · a1 blanques torre · c1 blanques alfil · g1 blanques rei | f8 negres torre · g8 negres cavall · h8 negres torre · b7 negres peó · g7 negres rei · a6 negres peó · c6 negres peó · d6 negres peó · h6 negres peó · f5 negres dama · g5 negres peó · d4 blanques peó · f3 blanques cavall · h3 blanques peó · a2 blanques peó · b2 blanques peó · c2 blanques peó · e2 blanques dama · f2 blanques peó · g2 blanques peó · a1 blanques torre · c1 blanques alfil · g1 blanques rei | f8 negres torre · g8 negres cavall · h8 negres torre · b7 negres peó · g7 negres rei · a6 negres peó · c6 negres peó · d6 negres peó · h6 negres peó · f5 negres dama · g5 negres peó · d4 blanques peó · f3 blanques cavall · h3 blanques peó · a2 blanques peó · b2 blanques peó · c2 blanques peó · e2 blanques dama · f2 blanques peó · g2 blanques peó · a1 blanques torre · c1 blanques alfil · g1 blanques rei | f8 negres torre · g8 negres cavall · h8 negres torre · b7 negres peó · g7 negres rei · a6 negres peó · c6 negres peó · d6 negres peó · h6 negres peó · f5 negres dama · g5 negres peó · d4 blanques peó · f3 blanques cavall · h3 blanques peó · a2 blanques peó · b2 blanques peó · c2 blanques peó · e2 blanques dama · f2 blanques peó · g2 blanques peó · a1 blanques torre · c1 blanques alfil · g1 blanques rei | f8 negres torre · g8 negres cavall · h8 negres torre · b7 negres peó · g7 negres rei · a6 negres peó · c6 negres peó · d6 negres peó · h6 negres peó · f5 negres dama · g5 negres peó · d4 blanques peó · f3 blanques cavall · h3 blanques peó · a2 blanques peó · b2 blanques peó · c2 blanques peó · e2 blanques dama · f2 blanques peó · g2 blanques peó · a1 blanques torre · c1 blanques alfil · g1 blanques rei | 6 |
| 5 | f8 negres torre · g8 negres cavall · h8 negres torre · b7 negres peó · g7 negres rei · a6 negres peó · c6 negres peó · d6 negres peó · h6 negres peó · f5 negres dama · g5 negres peó · d4 blanques peó · f3 blanques cavall · h3 blanques peó · a2 blanques peó · b2 blanques peó · c2 blanques peó · e2 blanques dama · f2 blanques peó · g2 blanques peó · a1 blanques torre · c1 blanques alfil · g1 blanques rei | f8 negres torre · g8 negres cavall · h8 negres torre · b7 negres peó · g7 negres rei · a6 negres peó · c6 negres peó · d6 negres peó · h6 negres peó · f5 negres dama · g5 negres peó · d4 blanques peó · f3 blanques cavall · h3 blanques peó · a2 blanques peó · b2 blanques peó · c2 blanques peó · e2 blanques dama · f2 blanques peó · g2 blanques peó · a1 blanques torre · c1 blanques alfil · g1 blanques rei | f8 negres torre · g8 negres cavall · h8 negres torre · b7 negres peó · g7 negres rei · a6 negres peó · c6 negres peó · d6 negres peó · h6 negres peó · f5 negres dama · g5 negres peó · d4 blanques peó · f3 blanques cavall · h3 blanques peó · a2 blanques peó · b2 blanques peó · c2 blanques peó · e2 blanques dama · f2 blanques peó · g2 blanques peó · a1 blanques torre · c1 blanques alfil · g1 blanques rei | f8 negres torre · g8 negres cavall · h8 negres torre · b7 negres peó · g7 negres rei · a6 negres peó · c6 negres peó · d6 negres peó · h6 negres peó · f5 negres dama · g5 negres peó · d4 blanques peó · f3 blanques cavall · h3 blanques peó · a2 blanques peó · b2 blanques peó · c2 blanques peó · e2 blanques dama · f2 blanques peó · g2 blanques peó · a1 blanques torre · c1 blanques alfil · g1 blanques rei | f8 negres torre · g8 negres cavall · h8 negres torre · b7 negres peó · g7 negres rei · a6 negres peó · c6 negres peó · d6 negres peó · h6 negres peó · f5 negres dama · g5 negres peó · d4 blanques peó · f3 blanques cavall · h3 blanques peó · a2 blanques peó · b2 blanques peó · c2 blanques peó · e2 blanques dama · f2 blanques peó · g2 blanques peó · a1 blanques torre · c1 blanques alfil · g1 blanques rei | f8 negres torre · g8 negres cavall · h8 negres torre · b7 negres peó · g7 negres rei · a6 negres peó · c6 negres peó · d6 negres peó · h6 negres peó · f5 negres dama · g5 negres peó · d4 blanques peó · f3 blanques cavall · h3 blanques peó · a2 blanques peó · b2 blanques peó · c2 blanques peó · e2 blanques dama · f2 blanques peó · g2 blanques peó · a1 blanques torre · c1 blanques alfil · g1 blanques rei | f8 negres torre · g8 negres cavall · h8 negres torre · b7 negres peó · g7 negres rei · a6 negres peó · c6 negres peó · d6 negres peó · h6 negres peó · f5 negres dama · g5 negres peó · d4 blanques peó · f3 blanques cavall · h3 blanques peó · a2 blanques peó · b2 blanques peó · c2 blanques peó · e2 blanques dama · f2 blanques peó · g2 blanques peó · a1 blanques torre · c1 blanques alfil · g1 blanques rei | f8 negres torre · g8 negres cavall · h8 negres torre · b7 negres peó · g7 negres rei · a6 negres peó · c6 negres peó · d6 negres peó · h6 negres peó · f5 negres dama · g5 negres peó · d4 blanques peó · f3 blanques cavall · h3 blanques peó · a2 blanques peó · b2 blanques peó · c2 blanques peó · e2 blanques dama · f2 blanques peó · g2 blanques peó · a1 blanques torre · c1 blanques alfil · g1 blanques rei | 5 |
| 4 | f8 negres torre · g8 negres cavall · h8 negres torre · b7 negres peó · g7 negres rei · a6 negres peó · c6 negres peó · d6 negres peó · h6 negres peó · f5 negres dama · g5 negres peó · d4 blanques peó · f3 blanques cavall · h3 blanques peó · a2 blanques peó · b2 blanques peó · c2 blanques peó · e2 blanques dama · f2 blanques peó · g2 blanques peó · a1 blanques torre · c1 blanques alfil · g1 blanques rei | f8 negres torre · g8 negres cavall · h8 negres torre · b7 negres peó · g7 negres rei · a6 negres peó · c6 negres peó · d6 negres peó · h6 negres peó · f5 negres dama · g5 negres peó · d4 blanques peó · f3 blanques cavall · h3 blanques peó · a2 blanques peó · b2 blanques peó · c2 blanques peó · e2 blanques dama · f2 blanques peó · g2 blanques peó · a1 blanques torre · c1 blanques alfil · g1 blanques rei | f8 negres torre · g8 negres cavall · h8 negres torre · b7 negres peó · g7 negres rei · a6 negres peó · c6 negres peó · d6 negres peó · h6 negres peó · f5 negres dama · g5 negres peó · d4 blanques peó · f3 blanques cavall · h3 blanques peó · a2 blanques peó · b2 blanques peó · c2 blanques peó · e2 blanques dama · f2 blanques peó · g2 blanques peó · a1 blanques torre · c1 blanques alfil · g1 blanques rei | f8 negres torre · g8 negres cavall · h8 negres torre · b7 negres peó · g7 negres rei · a6 negres peó · c6 negres peó · d6 negres peó · h6 negres peó · f5 negres dama · g5 negres peó · d4 blanques peó · f3 blanques cavall · h3 blanques peó · a2 blanques peó · b2 blanques peó · c2 blanques peó · e2 blanques dama · f2 blanques peó · g2 blanques peó · a1 blanques torre · c1 blanques alfil · g1 blanques rei | f8 negres torre · g8 negres cavall · h8 negres torre · b7 negres peó · g7 negres rei · a6 negres peó · c6 negres peó · d6 negres peó · h6 negres peó · f5 negres dama · g5 negres peó · d4 blanques peó · f3 blanques cavall · h3 blanques peó · a2 blanques peó · b2 blanques peó · c2 blanques peó · e2 blanques dama · f2 blanques peó · g2 blanques peó · a1 blanques torre · c1 blanques alfil · g1 blanques rei | f8 negres torre · g8 negres cavall · h8 negres torre · b7 negres peó · g7 negres rei · a6 negres peó · c6 negres peó · d6 negres peó · h6 negres peó · f5 negres dama · g5 negres peó · d4 blanques peó · f3 blanques cavall · h3 blanques peó · a2 blanques peó · b2 blanques peó · c2 blanques peó · e2 blanques dama · f2 blanques peó · g2 blanques peó · a1 blanques torre · c1 blanques alfil · g1 blanques rei | f8 negres torre · g8 negres cavall · h8 negres torre · b7 negres peó · g7 negres rei · a6 negres peó · c6 negres peó · d6 negres peó · h6 negres peó · f5 negres dama · g5 negres peó · d4 blanques peó · f3 blanques cavall · h3 blanques peó · a2 blanques peó · b2 blanques peó · c2 blanques peó · e2 blanques dama · f2 blanques peó · g2 blanques peó · a1 blanques torre · c1 blanques alfil · g1 blanques rei | f8 negres torre · g8 negres cavall · h8 negres torre · b7 negres peó · g7 negres rei · a6 negres peó · c6 negres peó · d6 negres peó · h6 negres peó · f5 negres dama · g5 negres peó · d4 blanques peó · f3 blanques cavall · h3 blanques peó · a2 blanques peó · b2 blanques peó · c2 blanques peó · e2 blanques dama · f2 blanques peó · g2 blanques peó · a1 blanques torre · c1 blanques alfil · g1 blanques rei | 4 |
| 3 | f8 negres torre · g8 negres cavall · h8 negres torre · b7 negres peó · g7 negres rei · a6 negres peó · c6 negres peó · d6 negres peó · h6 negres peó · f5 negres dama · g5 negres peó · d4 blanques peó · f3 blanques cavall · h3 blanques peó · a2 blanques peó · b2 blanques peó · c2 blanques peó · e2 blanques dama · f2 blanques peó · g2 blanques peó · a1 blanques torre · c1 blanques alfil · g1 blanques rei | f8 negres torre · g8 negres cavall · h8 negres torre · b7 negres peó · g7 negres rei · a6 negres peó · c6 negres peó · d6 negres peó · h6 negres peó · f5 negres dama · g5 negres peó · d4 blanques peó · f3 blanques cavall · h3 blanques peó · a2 blanques peó · b2 blanques peó · c2 blanques peó · e2 blanques dama · f2 blanques peó · g2 blanques peó · a1 blanques torre · c1 blanques alfil · g1 blanques rei | f8 negres torre · g8 negres cavall · h8 negres torre · b7 negres peó · g7 negres rei · a6 negres peó · c6 negres peó · d6 negres peó · h6 negres peó · f5 negres dama · g5 negres peó · d4 blanques peó · f3 blanques cavall · h3 blanques peó · a2 blanques peó · b2 blanques peó · c2 blanques peó · e2 blanques dama · f2 blanques peó · g2 blanques peó · a1 blanques torre · c1 blanques alfil · g1 blanques rei | f8 negres torre · g8 negres cavall · h8 negres torre · b7 negres peó · g7 negres rei · a6 negres peó · c6 negres peó · d6 negres peó · h6 negres peó · f5 negres dama · g5 negres peó · d4 blanques peó · f3 blanques cavall · h3 blanques peó · a2 blanques peó · b2 blanques peó · c2 blanques peó · e2 blanques dama · f2 blanques peó · g2 blanques peó · a1 blanques torre · c1 blanques alfil · g1 blanques rei | f8 negres torre · g8 negres cavall · h8 negres torre · b7 negres peó · g7 negres rei · a6 negres peó · c6 negres peó · d6 negres peó · h6 negres peó · f5 negres dama · g5 negres peó · d4 blanques peó · f3 blanques cavall · h3 blanques peó · a2 blanques peó · b2 blanques peó · c2 blanques peó · e2 blanques dama · f2 blanques peó · g2 blanques peó · a1 blanques torre · c1 blanques alfil · g1 blanques rei | f8 negres torre · g8 negres cavall · h8 negres torre · b7 negres peó · g7 negres rei · a6 negres peó · c6 negres peó · d6 negres peó · h6 negres peó · f5 negres dama · g5 negres peó · d4 blanques peó · f3 blanques cavall · h3 blanques peó · a2 blanques peó · b2 blanques peó · c2 blanques peó · e2 blanques dama · f2 blanques peó · g2 blanques peó · a1 blanques torre · c1 blanques alfil · g1 blanques rei | f8 negres torre · g8 negres cavall · h8 negres torre · b7 negres peó · g7 negres rei · a6 negres peó · c6 negres peó · d6 negres peó · h6 negres peó · f5 negres dama · g5 negres peó · d4 blanques peó · f3 blanques cavall · h3 blanques peó · a2 blanques peó · b2 blanques peó · c2 blanques peó · e2 blanques dama · f2 blanques peó · g2 blanques peó · a1 blanques torre · c1 blanques alfil · g1 blanques rei | f8 negres torre · g8 negres cavall · h8 negres torre · b7 negres peó · g7 negres rei · a6 negres peó · c6 negres peó · d6 negres peó · h6 negres peó · f5 negres dama · g5 negres peó · d4 blanques peó · f3 blanques cavall · h3 blanques peó · a2 blanques peó · b2 blanques peó · c2 blanques peó · e2 blanques dama · f2 blanques peó · g2 blanques peó · a1 blanques torre · c1 blanques alfil · g1 blanques rei | 3 |
| 2 | f8 negres torre · g8 negres cavall · h8 negres torre · b7 negres peó · g7 negres rei · a6 negres peó · c6 negres peó · d6 negres peó · h6 negres peó · f5 negres dama · g5 negres peó · d4 blanques peó · f3 blanques cavall · h3 blanques peó · a2 blanques peó · b2 blanques peó · c2 blanques peó · e2 blanques dama · f2 blanques peó · g2 blanques peó · a1 blanques torre · c1 blanques alfil · g1 blanques rei | f8 negres torre · g8 negres cavall · h8 negres torre · b7 negres peó · g7 negres rei · a6 negres peó · c6 negres peó · d6 negres peó · h6 negres peó · f5 negres dama · g5 negres peó · d4 blanques peó · f3 blanques cavall · h3 blanques peó · a2 blanques peó · b2 blanques peó · c2 blanques peó · e2 blanques dama · f2 blanques peó · g2 blanques peó · a1 blanques torre · c1 blanques alfil · g1 blanques rei | f8 negres torre · g8 negres cavall · h8 negres torre · b7 negres peó · g7 negres rei · a6 negres peó · c6 negres peó · d6 negres peó · h6 negres peó · f5 negres dama · g5 negres peó · d4 blanques peó · f3 blanques cavall · h3 blanques peó · a2 blanques peó · b2 blanques peó · c2 blanques peó · e2 blanques dama · f2 blanques peó · g2 blanques peó · a1 blanques torre · c1 blanques alfil · g1 blanques rei | f8 negres torre · g8 negres cavall · h8 negres torre · b7 negres peó · g7 negres rei · a6 negres peó · c6 negres peó · d6 negres peó · h6 negres peó · f5 negres dama · g5 negres peó · d4 blanques peó · f3 blanques cavall · h3 blanques peó · a2 blanques peó · b2 blanques peó · c2 blanques peó · e2 blanques dama · f2 blanques peó · g2 blanques peó · a1 blanques torre · c1 blanques alfil · g1 blanques rei | f8 negres torre · g8 negres cavall · h8 negres torre · b7 negres peó · g7 negres rei · a6 negres peó · c6 negres peó · d6 negres peó · h6 negres peó · f5 negres dama · g5 negres peó · d4 blanques peó · f3 blanques cavall · h3 blanques peó · a2 blanques peó · b2 blanques peó · c2 blanques peó · e2 blanques dama · f2 blanques peó · g2 blanques peó · a1 blanques torre · c1 blanques alfil · g1 blanques rei | f8 negres torre · g8 negres cavall · h8 negres torre · b7 negres peó · g7 negres rei · a6 negres peó · c6 negres peó · d6 negres peó · h6 negres peó · f5 negres dama · g5 negres peó · d4 blanques peó · f3 blanques cavall · h3 blanques peó · a2 blanques peó · b2 blanques peó · c2 blanques peó · e2 blanques dama · f2 blanques peó · g2 blanques peó · a1 blanques torre · c1 blanques alfil · g1 blanques rei | f8 negres torre · g8 negres cavall · h8 negres torre · b7 negres peó · g7 negres rei · a6 negres peó · c6 negres peó · d6 negres peó · h6 negres peó · f5 negres dama · g5 negres peó · d4 blanques peó · f3 blanques cavall · h3 blanques peó · a2 blanques peó · b2 blanques peó · c2 blanques peó · e2 blanques dama · f2 blanques peó · g2 blanques peó · a1 blanques torre · c1 blanques alfil · g1 blanques rei | f8 negres torre · g8 negres cavall · h8 negres torre · b7 negres peó · g7 negres rei · a6 negres peó · c6 negres peó · d6 negres peó · h6 negres peó · f5 negres dama · g5 negres peó · d4 blanques peó · f3 blanques cavall · h3 blanques peó · a2 blanques peó · b2 blanques peó · c2 blanques peó · e2 blanques dama · f2 blanques peó · g2 blanques peó · a1 blanques torre · c1 blanques alfil · g1 blanques rei | 2 |
| 1 | f8 negres torre · g8 negres cavall · h8 negres torre · b7 negres peó · g7 negres rei · a6 negres peó · c6 negres peó · d6 negres peó · h6 negres peó · f5 negres dama · g5 negres peó · d4 blanques peó · f3 blanques cavall · h3 blanques peó · a2 blanques peó · b2 blanques peó · c2 blanques peó · e2 blanques dama · f2 blanques peó · g2 blanques peó · a1 blanques torre · c1 blanques alfil · g1 blanques rei | f8 negres torre · g8 negres cavall · h8 negres torre · b7 negres peó · g7 negres rei · a6 negres peó · c6 negres peó · d6 negres peó · h6 negres peó · f5 negres dama · g5 negres peó · d4 blanques peó · f3 blanques cavall · h3 blanques peó · a2 blanques peó · b2 blanques peó · c2 blanques peó · e2 blanques dama · f2 blanques peó · g2 blanques peó · a1 blanques torre · c1 blanques alfil · g1 blanques rei | f8 negres torre · g8 negres cavall · h8 negres torre · b7 negres peó · g7 negres rei · a6 negres peó · c6 negres peó · d6 negres peó · h6 negres peó · f5 negres dama · g5 negres peó · d4 blanques peó · f3 blanques cavall · h3 blanques peó · a2 blanques peó · b2 blanques peó · c2 blanques peó · e2 blanques dama · f2 blanques peó · g2 blanques peó · a1 blanques torre · c1 blanques alfil · g1 blanques rei | f8 negres torre · g8 negres cavall · h8 negres torre · b7 negres peó · g7 negres rei · a6 negres peó · c6 negres peó · d6 negres peó · h6 negres peó · f5 negres dama · g5 negres peó · d4 blanques peó · f3 blanques cavall · h3 blanques peó · a2 blanques peó · b2 blanques peó · c2 blanques peó · e2 blanques dama · f2 blanques peó · g2 blanques peó · a1 blanques torre · c1 blanques alfil · g1 blanques rei | f8 negres torre · g8 negres cavall · h8 negres torre · b7 negres peó · g7 negres rei · a6 negres peó · c6 negres peó · d6 negres peó · h6 negres peó · f5 negres dama · g5 negres peó · d4 blanques peó · f3 blanques cavall · h3 blanques peó · a2 blanques peó · b2 blanques peó · c2 blanques peó · e2 blanques dama · f2 blanques peó · g2 blanques peó · a1 blanques torre · c1 blanques alfil · g1 blanques rei | f8 negres torre · g8 negres cavall · h8 negres torre · b7 negres peó · g7 negres rei · a6 negres peó · c6 negres peó · d6 negres peó · h6 negres peó · f5 negres dama · g5 negres peó · d4 blanques peó · f3 blanques cavall · h3 blanques peó · a2 blanques peó · b2 blanques peó · c2 blanques peó · e2 blanques dama · f2 blanques peó · g2 blanques peó · a1 blanques torre · c1 blanques alfil · g1 blanques rei | f8 negres torre · g8 negres cavall · h8 negres torre · b7 negres peó · g7 negres rei · a6 negres peó · c6 negres peó · d6 negres peó · h6 negres peó · f5 negres dama · g5 negres peó · d4 blanques peó · f3 blanques cavall · h3 blanques peó · a2 blanques peó · b2 blanques peó · c2 blanques peó · e2 blanques dama · f2 blanques peó · g2 blanques peó · a1 blanques torre · c1 blanques alfil · g1 blanques rei | f8 negres torre · g8 negres cavall · h8 negres torre · b7 negres peó · g7 negres rei · a6 negres peó · c6 negres peó · d6 negres peó · h6 negres peó · f5 negres dama · g5 negres peó · d4 blanques peó · f3 blanques cavall · h3 blanques peó · a2 blanques peó · b2 blanques peó · c2 blanques peó · e2 blanques dama · f2 blanques peó · g2 blanques peó · a1 blanques torre · c1 blanques alfil · g1 blanques rei | 1 |
|   | a | b | c | d | e | f | g | h |   |

Aquesta partida es va jugar el maig de 2008 al Grand Prix de Bakú, del FIDE Grand Prix 2008–2010. A la ronda 11, Étienne Bacrot duia blanques contra Ernesto Inarkiev. Al moviment 23, va fer escac al rei negre amb 23. De7+??. Ambdós jugadors varen escriure tranquil·lament el moviment a la planella. Bacrot llavors es va adonar que la seva dama estava atacada pel cavall negre, i va abandonar.

### Magnus Carlsen vs. Levon Aronian
|   | a | b | c | d | e | f | g | h |   |
| 8 | f8 negres torre · g8 negres rei · c7 negres peó · g7 negres peó · b6 negres peó · c6 negres peó · e6 negres cavall · e5 negres peó · h5 negres peó · b4 negres alfil · c4 blanques peó · e4 blanques cavall · d3 blanques peó · e3 blanques alfil · f3 negres torre · g3 blanques peó · h3 negres dama · c2 blanques peó · f2 blanques peó · h2 blanques peó · a1 blanques torre · d1 blanques dama · f1 blanques torre · h1 blanques rei | f8 negres torre · g8 negres rei · c7 negres peó · g7 negres peó · b6 negres peó · c6 negres peó · e6 negres cavall · e5 negres peó · h5 negres peó · b4 negres alfil · c4 blanques peó · e4 blanques cavall · d3 blanques peó · e3 blanques alfil · f3 negres torre · g3 blanques peó · h3 negres dama · c2 blanques peó · f2 blanques peó · h2 blanques peó · a1 blanques torre · d1 blanques dama · f1 blanques torre · h1 blanques rei | f8 negres torre · g8 negres rei · c7 negres peó · g7 negres peó · b6 negres peó · c6 negres peó · e6 negres cavall · e5 negres peó · h5 negres peó · b4 negres alfil · c4 blanques peó · e4 blanques cavall · d3 blanques peó · e3 blanques alfil · f3 negres torre · g3 blanques peó · h3 negres dama · c2 blanques peó · f2 blanques peó · h2 blanques peó · a1 blanques torre · d1 blanques dama · f1 blanques torre · h1 blanques rei | f8 negres torre · g8 negres rei · c7 negres peó · g7 negres peó · b6 negres peó · c6 negres peó · e6 negres cavall · e5 negres peó · h5 negres peó · b4 negres alfil · c4 blanques peó · e4 blanques cavall · d3 blanques peó · e3 blanques alfil · f3 negres torre · g3 blanques peó · h3 negres dama · c2 blanques peó · f2 blanques peó · h2 blanques peó · a1 blanques torre · d1 blanques dama · f1 blanques torre · h1 blanques rei | f8 negres torre · g8 negres rei · c7 negres peó · g7 negres peó · b6 negres peó · c6 negres peó · e6 negres cavall · e5 negres peó · h5 negres peó · b4 negres alfil · c4 blanques peó · e4 blanques cavall · d3 blanques peó · e3 blanques alfil · f3 negres torre · g3 blanques peó · h3 negres dama · c2 blanques peó · f2 blanques peó · h2 blanques peó · a1 blanques torre · d1 blanques dama · f1 blanques torre · h1 blanques rei | f8 negres torre · g8 negres rei · c7 negres peó · g7 negres peó · b6 negres peó · c6 negres peó · e6 negres cavall · e5 negres peó · h5 negres peó · b4 negres alfil · c4 blanques peó · e4 blanques cavall · d3 blanques peó · e3 blanques alfil · f3 negres torre · g3 blanques peó · h3 negres dama · c2 blanques peó · f2 blanques peó · h2 blanques peó · a1 blanques torre · d1 blanques dama · f1 blanques torre · h1 blanques rei | f8 negres torre · g8 negres rei · c7 negres peó · g7 negres peó · b6 negres peó · c6 negres peó · e6 negres cavall · e5 negres peó · h5 negres peó · b4 negres alfil · c4 blanques peó · e4 blanques cavall · d3 blanques peó · e3 blanques alfil · f3 negres torre · g3 blanques peó · h3 negres dama · c2 blanques peó · f2 blanques peó · h2 blanques peó · a1 blanques torre · d1 blanques dama · f1 blanques torre · h1 blanques rei | f8 negres torre · g8 negres rei · c7 negres peó · g7 negres peó · b6 negres peó · c6 negres peó · e6 negres cavall · e5 negres peó · h5 negres peó · b4 negres alfil · c4 blanques peó · e4 blanques cavall · d3 blanques peó · e3 blanques alfil · f3 negres torre · g3 blanques peó · h3 negres dama · c2 blanques peó · f2 blanques peó · h2 blanques peó · a1 blanques torre · d1 blanques dama · f1 blanques torre · h1 blanques rei | 8 |
| 7 | f8 negres torre · g8 negres rei · c7 negres peó · g7 negres peó · b6 negres peó · c6 negres peó · e6 negres cavall · e5 negres peó · h5 negres peó · b4 negres alfil · c4 blanques peó · e4 blanques cavall · d3 blanques peó · e3 blanques alfil · f3 negres torre · g3 blanques peó · h3 negres dama · c2 blanques peó · f2 blanques peó · h2 blanques peó · a1 blanques torre · d1 blanques dama · f1 blanques torre · h1 blanques rei | f8 negres torre · g8 negres rei · c7 negres peó · g7 negres peó · b6 negres peó · c6 negres peó · e6 negres cavall · e5 negres peó · h5 negres peó · b4 negres alfil · c4 blanques peó · e4 blanques cavall · d3 blanques peó · e3 blanques alfil · f3 negres torre · g3 blanques peó · h3 negres dama · c2 blanques peó · f2 blanques peó · h2 blanques peó · a1 blanques torre · d1 blanques dama · f1 blanques torre · h1 blanques rei | f8 negres torre · g8 negres rei · c7 negres peó · g7 negres peó · b6 negres peó · c6 negres peó · e6 negres cavall · e5 negres peó · h5 negres peó · b4 negres alfil · c4 blanques peó · e4 blanques cavall · d3 blanques peó · e3 blanques alfil · f3 negres torre · g3 blanques peó · h3 negres dama · c2 blanques peó · f2 blanques peó · h2 blanques peó · a1 blanques torre · d1 blanques dama · f1 blanques torre · h1 blanques rei | f8 negres torre · g8 negres rei · c7 negres peó · g7 negres peó · b6 negres peó · c6 negres peó · e6 negres cavall · e5 negres peó · h5 negres peó · b4 negres alfil · c4 blanques peó · e4 blanques cavall · d3 blanques peó · e3 blanques alfil · f3 negres torre · g3 blanques peó · h3 negres dama · c2 blanques peó · f2 blanques peó · h2 blanques peó · a1 blanques torre · d1 blanques dama · f1 blanques torre · h1 blanques rei | f8 negres torre · g8 negres rei · c7 negres peó · g7 negres peó · b6 negres peó · c6 negres peó · e6 negres cavall · e5 negres peó · h5 negres peó · b4 negres alfil · c4 blanques peó · e4 blanques cavall · d3 blanques peó · e3 blanques alfil · f3 negres torre · g3 blanques peó · h3 negres dama · c2 blanques peó · f2 blanques peó · h2 blanques peó · a1 blanques torre · d1 blanques dama · f1 blanques torre · h1 blanques rei | f8 negres torre · g8 negres rei · c7 negres peó · g7 negres peó · b6 negres peó · c6 negres peó · e6 negres cavall · e5 negres peó · h5 negres peó · b4 negres alfil · c4 blanques peó · e4 blanques cavall · d3 blanques peó · e3 blanques alfil · f3 negres torre · g3 blanques peó · h3 negres dama · c2 blanques peó · f2 blanques peó · h2 blanques peó · a1 blanques torre · d1 blanques dama · f1 blanques torre · h1 blanques rei | f8 negres torre · g8 negres rei · c7 negres peó · g7 negres peó · b6 negres peó · c6 negres peó · e6 negres cavall · e5 negres peó · h5 negres peó · b4 negres alfil · c4 blanques peó · e4 blanques cavall · d3 blanques peó · e3 blanques alfil · f3 negres torre · g3 blanques peó · h3 negres dama · c2 blanques peó · f2 blanques peó · h2 blanques peó · a1 blanques torre · d1 blanques dama · f1 blanques torre · h1 blanques rei | f8 negres torre · g8 negres rei · c7 negres peó · g7 negres peó · b6 negres peó · c6 negres peó · e6 negres cavall · e5 negres peó · h5 negres peó · b4 negres alfil · c4 blanques peó · e4 blanques cavall · d3 blanques peó · e3 blanques alfil · f3 negres torre · g3 blanques peó · h3 negres dama · c2 blanques peó · f2 blanques peó · h2 blanques peó · a1 blanques torre · d1 blanques dama · f1 blanques torre · h1 blanques rei | 7 |
| 6 | f8 negres torre · g8 negres rei · c7 negres peó · g7 negres peó · b6 negres peó · c6 negres peó · e6 negres cavall · e5 negres peó · h5 negres peó · b4 negres alfil · c4 blanques peó · e4 blanques cavall · d3 blanques peó · e3 blanques alfil · f3 negres torre · g3 blanques peó · h3 negres dama · c2 blanques peó · f2 blanques peó · h2 blanques peó · a1 blanques torre · d1 blanques dama · f1 blanques torre · h1 blanques rei | f8 negres torre · g8 negres rei · c7 negres peó · g7 negres peó · b6 negres peó · c6 negres peó · e6 negres cavall · e5 negres peó · h5 negres peó · b4 negres alfil · c4 blanques peó · e4 blanques cavall · d3 blanques peó · e3 blanques alfil · f3 negres torre · g3 blanques peó · h3 negres dama · c2 blanques peó · f2 blanques peó · h2 blanques peó · a1 blanques torre · d1 blanques dama · f1 blanques torre · h1 blanques rei | f8 negres torre · g8 negres rei · c7 negres peó · g7 negres peó · b6 negres peó · c6 negres peó · e6 negres cavall · e5 negres peó · h5 negres peó · b4 negres alfil · c4 blanques peó · e4 blanques cavall · d3 blanques peó · e3 blanques alfil · f3 negres torre · g3 blanques peó · h3 negres dama · c2 blanques peó · f2 blanques peó · h2 blanques peó · a1 blanques torre · d1 blanques dama · f1 blanques torre · h1 blanques rei | f8 negres torre · g8 negres rei · c7 negres peó · g7 negres peó · b6 negres peó · c6 negres peó · e6 negres cavall · e5 negres peó · h5 negres peó · b4 negres alfil · c4 blanques peó · e4 blanques cavall · d3 blanques peó · e3 blanques alfil · f3 negres torre · g3 blanques peó · h3 negres dama · c2 blanques peó · f2 blanques peó · h2 blanques peó · a1 blanques torre · d1 blanques dama · f1 blanques torre · h1 blanques rei | f8 negres torre · g8 negres rei · c7 negres peó · g7 negres peó · b6 negres peó · c6 negres peó · e6 negres cavall · e5 negres peó · h5 negres peó · b4 negres alfil · c4 blanques peó · e4 blanques cavall · d3 blanques peó · e3 blanques alfil · f3 negres torre · g3 blanques peó · h3 negres dama · c2 blanques peó · f2 blanques peó · h2 blanques peó · a1 blanques torre · d1 blanques dama · f1 blanques torre · h1 blanques rei | f8 negres torre · g8 negres rei · c7 negres peó · g7 negres peó · b6 negres peó · c6 negres peó · e6 negres cavall · e5 negres peó · h5 negres peó · b4 negres alfil · c4 blanques peó · e4 blanques cavall · d3 blanques peó · e3 blanques alfil · f3 negres torre · g3 blanques peó · h3 negres dama · c2 blanques peó · f2 blanques peó · h2 blanques peó · a1 blanques torre · d1 blanques dama · f1 blanques torre · h1 blanques rei | f8 negres torre · g8 negres rei · c7 negres peó · g7 negres peó · b6 negres peó · c6 negres peó · e6 negres cavall · e5 negres peó · h5 negres peó · b4 negres alfil · c4 blanques peó · e4 blanques cavall · d3 blanques peó · e3 blanques alfil · f3 negres torre · g3 blanques peó · h3 negres dama · c2 blanques peó · f2 blanques peó · h2 blanques peó · a1 blanques torre · d1 blanques dama · f1 blanques torre · h1 blanques rei | f8 negres torre · g8 negres rei · c7 negres peó · g7 negres peó · b6 negres peó · c6 negres peó · e6 negres cavall · e5 negres peó · h5 negres peó · b4 negres alfil · c4 blanques peó · e4 blanques cavall · d3 blanques peó · e3 blanques alfil · f3 negres torre · g3 blanques peó · h3 negres dama · c2 blanques peó · f2 blanques peó · h2 blanques peó · a1 blanques torre · d1 blanques dama · f1 blanques torre · h1 blanques rei | 6 |
| 5 | f8 negres torre · g8 negres rei · c7 negres peó · g7 negres peó · b6 negres peó · c6 negres peó · e6 negres cavall · e5 negres peó · h5 negres peó · b4 negres alfil · c4 blanques peó · e4 blanques cavall · d3 blanques peó · e3 blanques alfil · f3 negres torre · g3 blanques peó · h3 negres dama · c2 blanques peó · f2 blanques peó · h2 blanques peó · a1 blanques torre · d1 blanques dama · f1 blanques torre · h1 blanques rei | f8 negres torre · g8 negres rei · c7 negres peó · g7 negres peó · b6 negres peó · c6 negres peó · e6 negres cavall · e5 negres peó · h5 negres peó · b4 negres alfil · c4 blanques peó · e4 blanques cavall · d3 blanques peó · e3 blanques alfil · f3 negres torre · g3 blanques peó · h3 negres dama · c2 blanques peó · f2 blanques peó · h2 blanques peó · a1 blanques torre · d1 blanques dama · f1 blanques torre · h1 blanques rei | f8 negres torre · g8 negres rei · c7 negres peó · g7 negres peó · b6 negres peó · c6 negres peó · e6 negres cavall · e5 negres peó · h5 negres peó · b4 negres alfil · c4 blanques peó · e4 blanques cavall · d3 blanques peó · e3 blanques alfil · f3 negres torre · g3 blanques peó · h3 negres dama · c2 blanques peó · f2 blanques peó · h2 blanques peó · a1 blanques torre · d1 blanques dama · f1 blanques torre · h1 blanques rei | f8 negres torre · g8 negres rei · c7 negres peó · g7 negres peó · b6 negres peó · c6 negres peó · e6 negres cavall · e5 negres peó · h5 negres peó · b4 negres alfil · c4 blanques peó · e4 blanques cavall · d3 blanques peó · e3 blanques alfil · f3 negres torre · g3 blanques peó · h3 negres dama · c2 blanques peó · f2 blanques peó · h2 blanques peó · a1 blanques torre · d1 blanques dama · f1 blanques torre · h1 blanques rei | f8 negres torre · g8 negres rei · c7 negres peó · g7 negres peó · b6 negres peó · c6 negres peó · e6 negres cavall · e5 negres peó · h5 negres peó · b4 negres alfil · c4 blanques peó · e4 blanques cavall · d3 blanques peó · e3 blanques alfil · f3 negres torre · g3 blanques peó · h3 negres dama · c2 blanques peó · f2 blanques peó · h2 blanques peó · a1 blanques torre · d1 blanques dama · f1 blanques torre · h1 blanques rei | f8 negres torre · g8 negres rei · c7 negres peó · g7 negres peó · b6 negres peó · c6 negres peó · e6 negres cavall · e5 negres peó · h5 negres peó · b4 negres alfil · c4 blanques peó · e4 blanques cavall · d3 blanques peó · e3 blanques alfil · f3 negres torre · g3 blanques peó · h3 negres dama · c2 blanques peó · f2 blanques peó · h2 blanques peó · a1 blanques torre · d1 blanques dama · f1 blanques torre · h1 blanques rei | f8 negres torre · g8 negres rei · c7 negres peó · g7 negres peó · b6 negres peó · c6 negres peó · e6 negres cavall · e5 negres peó · h5 negres peó · b4 negres alfil · c4 blanques peó · e4 blanques cavall · d3 blanques peó · e3 blanques alfil · f3 negres torre · g3 blanques peó · h3 negres dama · c2 blanques peó · f2 blanques peó · h2 blanques peó · a1 blanques torre · d1 blanques dama · f1 blanques torre · h1 blanques rei | f8 negres torre · g8 negres rei · c7 negres peó · g7 negres peó · b6 negres peó · c6 negres peó · e6 negres cavall · e5 negres peó · h5 negres peó · b4 negres alfil · c4 blanques peó · e4 blanques cavall · d3 blanques peó · e3 blanques alfil · f3 negres torre · g3 blanques peó · h3 negres dama · c2 blanques peó · f2 blanques peó · h2 blanques peó · a1 blanques torre · d1 blanques dama · f1 blanques torre · h1 blanques rei | 5 |
| 4 | f8 negres torre · g8 negres rei · c7 negres peó · g7 negres peó · b6 negres peó · c6 negres peó · e6 negres cavall · e5 negres peó · h5 negres peó · b4 negres alfil · c4 blanques peó · e4 blanques cavall · d3 blanques peó · e3 blanques alfil · f3 negres torre · g3 blanques peó · h3 negres dama · c2 blanques peó · f2 blanques peó · h2 blanques peó · a1 blanques torre · d1 blanques dama · f1 blanques torre · h1 blanques rei | f8 negres torre · g8 negres rei · c7 negres peó · g7 negres peó · b6 negres peó · c6 negres peó · e6 negres cavall · e5 negres peó · h5 negres peó · b4 negres alfil · c4 blanques peó · e4 blanques cavall · d3 blanques peó · e3 blanques alfil · f3 negres torre · g3 blanques peó · h3 negres dama · c2 blanques peó · f2 blanques peó · h2 blanques peó · a1 blanques torre · d1 blanques dama · f1 blanques torre · h1 blanques rei | f8 negres torre · g8 negres rei · c7 negres peó · g7 negres peó · b6 negres peó · c6 negres peó · e6 negres cavall · e5 negres peó · h5 negres peó · b4 negres alfil · c4 blanques peó · e4 blanques cavall · d3 blanques peó · e3 blanques alfil · f3 negres torre · g3 blanques peó · h3 negres dama · c2 blanques peó · f2 blanques peó · h2 blanques peó · a1 blanques torre · d1 blanques dama · f1 blanques torre · h1 blanques rei | f8 negres torre · g8 negres rei · c7 negres peó · g7 negres peó · b6 negres peó · c6 negres peó · e6 negres cavall · e5 negres peó · h5 negres peó · b4 negres alfil · c4 blanques peó · e4 blanques cavall · d3 blanques peó · e3 blanques alfil · f3 negres torre · g3 blanques peó · h3 negres dama · c2 blanques peó · f2 blanques peó · h2 blanques peó · a1 blanques torre · d1 blanques dama · f1 blanques torre · h1 blanques rei | f8 negres torre · g8 negres rei · c7 negres peó · g7 negres peó · b6 negres peó · c6 negres peó · e6 negres cavall · e5 negres peó · h5 negres peó · b4 negres alfil · c4 blanques peó · e4 blanques cavall · d3 blanques peó · e3 blanques alfil · f3 negres torre · g3 blanques peó · h3 negres dama · c2 blanques peó · f2 blanques peó · h2 blanques peó · a1 blanques torre · d1 blanques dama · f1 blanques torre · h1 blanques rei | f8 negres torre · g8 negres rei · c7 negres peó · g7 negres peó · b6 negres peó · c6 negres peó · e6 negres cavall · e5 negres peó · h5 negres peó · b4 negres alfil · c4 blanques peó · e4 blanques cavall · d3 blanques peó · e3 blanques alfil · f3 negres torre · g3 blanques peó · h3 negres dama · c2 blanques peó · f2 blanques peó · h2 blanques peó · a1 blanques torre · d1 blanques dama · f1 blanques torre · h1 blanques rei | f8 negres torre · g8 negres rei · c7 negres peó · g7 negres peó · b6 negres peó · c6 negres peó · e6 negres cavall · e5 negres peó · h5 negres peó · b4 negres alfil · c4 blanques peó · e4 blanques cavall · d3 blanques peó · e3 blanques alfil · f3 negres torre · g3 blanques peó · h3 negres dama · c2 blanques peó · f2 blanques peó · h2 blanques peó · a1 blanques torre · d1 blanques dama · f1 blanques torre · h1 blanques rei | f8 negres torre · g8 negres rei · c7 negres peó · g7 negres peó · b6 negres peó · c6 negres peó · e6 negres cavall · e5 negres peó · h5 negres peó · b4 negres alfil · c4 blanques peó · e4 blanques cavall · d3 blanques peó · e3 blanques alfil · f3 negres torre · g3 blanques peó · h3 negres dama · c2 blanques peó · f2 blanques peó · h2 blanques peó · a1 blanques torre · d1 blanques dama · f1 blanques torre · h1 blanques rei | 4 |
| 3 | f8 negres torre · g8 negres rei · c7 negres peó · g7 negres peó · b6 negres peó · c6 negres peó · e6 negres cavall · e5 negres peó · h5 negres peó · b4 negres alfil · c4 blanques peó · e4 blanques cavall · d3 blanques peó · e3 blanques alfil · f3 negres torre · g3 blanques peó · h3 negres dama · c2 blanques peó · f2 blanques peó · h2 blanques peó · a1 blanques torre · d1 blanques dama · f1 blanques torre · h1 blanques rei | f8 negres torre · g8 negres rei · c7 negres peó · g7 negres peó · b6 negres peó · c6 negres peó · e6 negres cavall · e5 negres peó · h5 negres peó · b4 negres alfil · c4 blanques peó · e4 blanques cavall · d3 blanques peó · e3 blanques alfil · f3 negres torre · g3 blanques peó · h3 negres dama · c2 blanques peó · f2 blanques peó · h2 blanques peó · a1 blanques torre · d1 blanques dama · f1 blanques torre · h1 blanques rei | f8 negres torre · g8 negres rei · c7 negres peó · g7 negres peó · b6 negres peó · c6 negres peó · e6 negres cavall · e5 negres peó · h5 negres peó · b4 negres alfil · c4 blanques peó · e4 blanques cavall · d3 blanques peó · e3 blanques alfil · f3 negres torre · g3 blanques peó · h3 negres dama · c2 blanques peó · f2 blanques peó · h2 blanques peó · a1 blanques torre · d1 blanques dama · f1 blanques torre · h1 blanques rei | f8 negres torre · g8 negres rei · c7 negres peó · g7 negres peó · b6 negres peó · c6 negres peó · e6 negres cavall · e5 negres peó · h5 negres peó · b4 negres alfil · c4 blanques peó · e4 blanques cavall · d3 blanques peó · e3 blanques alfil · f3 negres torre · g3 blanques peó · h3 negres dama · c2 blanques peó · f2 blanques peó · h2 blanques peó · a1 blanques torre · d1 blanques dama · f1 blanques torre · h1 blanques rei | f8 negres torre · g8 negres rei · c7 negres peó · g7 negres peó · b6 negres peó · c6 negres peó · e6 negres cavall · e5 negres peó · h5 negres peó · b4 negres alfil · c4 blanques peó · e4 blanques cavall · d3 blanques peó · e3 blanques alfil · f3 negres torre · g3 blanques peó · h3 negres dama · c2 blanques peó · f2 blanques peó · h2 blanques peó · a1 blanques torre · d1 blanques dama · f1 blanques torre · h1 blanques rei | f8 negres torre · g8 negres rei · c7 negres peó · g7 negres peó · b6 negres peó · c6 negres peó · e6 negres cavall · e5 negres peó · h5 negres peó · b4 negres alfil · c4 blanques peó · e4 blanques cavall · d3 blanques peó · e3 blanques alfil · f3 negres torre · g3 blanques peó · h3 negres dama · c2 blanques peó · f2 blanques peó · h2 blanques peó · a1 blanques torre · d1 blanques dama · f1 blanques torre · h1 blanques rei | f8 negres torre · g8 negres rei · c7 negres peó · g7 negres peó · b6 negres peó · c6 negres peó · e6 negres cavall · e5 negres peó · h5 negres peó · b4 negres alfil · c4 blanques peó · e4 blanques cavall · d3 blanques peó · e3 blanques alfil · f3 negres torre · g3 blanques peó · h3 negres dama · c2 blanques peó · f2 blanques peó · h2 blanques peó · a1 blanques torre · d1 blanques dama · f1 blanques torre · h1 blanques rei | f8 negres torre · g8 negres rei · c7 negres peó · g7 negres peó · b6 negres peó · c6 negres peó · e6 negres cavall · e5 negres peó · h5 negres peó · b4 negres alfil · c4 blanques peó · e4 blanques cavall · d3 blanques peó · e3 blanques alfil · f3 negres torre · g3 blanques peó · h3 negres dama · c2 blanques peó · f2 blanques peó · h2 blanques peó · a1 blanques torre · d1 blanques dama · f1 blanques torre · h1 blanques rei | 3 |
| 2 | f8 negres torre · g8 negres rei · c7 negres peó · g7 negres peó · b6 negres peó · c6 negres peó · e6 negres cavall · e5 negres peó · h5 negres peó · b4 negres alfil · c4 blanques peó · e4 blanques cavall · d3 blanques peó · e3 blanques alfil · f3 negres torre · g3 blanques peó · h3 negres dama · c2 blanques peó · f2 blanques peó · h2 blanques peó · a1 blanques torre · d1 blanques dama · f1 blanques torre · h1 blanques rei | f8 negres torre · g8 negres rei · c7 negres peó · g7 negres peó · b6 negres peó · c6 negres peó · e6 negres cavall · e5 negres peó · h5 negres peó · b4 negres alfil · c4 blanques peó · e4 blanques cavall · d3 blanques peó · e3 blanques alfil · f3 negres torre · g3 blanques peó · h3 negres dama · c2 blanques peó · f2 blanques peó · h2 blanques peó · a1 blanques torre · d1 blanques dama · f1 blanques torre · h1 blanques rei | f8 negres torre · g8 negres rei · c7 negres peó · g7 negres peó · b6 negres peó · c6 negres peó · e6 negres cavall · e5 negres peó · h5 negres peó · b4 negres alfil · c4 blanques peó · e4 blanques cavall · d3 blanques peó · e3 blanques alfil · f3 negres torre · g3 blanques peó · h3 negres dama · c2 blanques peó · f2 blanques peó · h2 blanques peó · a1 blanques torre · d1 blanques dama · f1 blanques torre · h1 blanques rei | f8 negres torre · g8 negres rei · c7 negres peó · g7 negres peó · b6 negres peó · c6 negres peó · e6 negres cavall · e5 negres peó · h5 negres peó · b4 negres alfil · c4 blanques peó · e4 blanques cavall · d3 blanques peó · e3 blanques alfil · f3 negres torre · g3 blanques peó · h3 negres dama · c2 blanques peó · f2 blanques peó · h2 blanques peó · a1 blanques torre · d1 blanques dama · f1 blanques torre · h1 blanques rei | f8 negres torre · g8 negres rei · c7 negres peó · g7 negres peó · b6 negres peó · c6 negres peó · e6 negres cavall · e5 negres peó · h5 negres peó · b4 negres alfil · c4 blanques peó · e4 blanques cavall · d3 blanques peó · e3 blanques alfil · f3 negres torre · g3 blanques peó · h3 negres dama · c2 blanques peó · f2 blanques peó · h2 blanques peó · a1 blanques torre · d1 blanques dama · f1 blanques torre · h1 blanques rei | f8 negres torre · g8 negres rei · c7 negres peó · g7 negres peó · b6 negres peó · c6 negres peó · e6 negres cavall · e5 negres peó · h5 negres peó · b4 negres alfil · c4 blanques peó · e4 blanques cavall · d3 blanques peó · e3 blanques alfil · f3 negres torre · g3 blanques peó · h3 negres dama · c2 blanques peó · f2 blanques peó · h2 blanques peó · a1 blanques torre · d1 blanques dama · f1 blanques torre · h1 blanques rei | f8 negres torre · g8 negres rei · c7 negres peó · g7 negres peó · b6 negres peó · c6 negres peó · e6 negres cavall · e5 negres peó · h5 negres peó · b4 negres alfil · c4 blanques peó · e4 blanques cavall · d3 blanques peó · e3 blanques alfil · f3 negres torre · g3 blanques peó · h3 negres dama · c2 blanques peó · f2 blanques peó · h2 blanques peó · a1 blanques torre · d1 blanques dama · f1 blanques torre · h1 blanques rei | f8 negres torre · g8 negres rei · c7 negres peó · g7 negres peó · b6 negres peó · c6 negres peó · e6 negres cavall · e5 negres peó · h5 negres peó · b4 negres alfil · c4 blanques peó · e4 blanques cavall · d3 blanques peó · e3 blanques alfil · f3 negres torre · g3 blanques peó · h3 negres dama · c2 blanques peó · f2 blanques peó · h2 blanques peó · a1 blanques torre · d1 blanques dama · f1 blanques torre · h1 blanques rei | 2 |
| 1 | f8 negres torre · g8 negres rei · c7 negres peó · g7 negres peó · b6 negres peó · c6 negres peó · e6 negres cavall · e5 negres peó · h5 negres peó · b4 negres alfil · c4 blanques peó · e4 blanques cavall · d3 blanques peó · e3 blanques alfil · f3 negres torre · g3 blanques peó · h3 negres dama · c2 blanques peó · f2 blanques peó · h2 blanques peó · a1 blanques torre · d1 blanques dama · f1 blanques torre · h1 blanques rei | f8 negres torre · g8 negres rei · c7 negres peó · g7 negres peó · b6 negres peó · c6 negres peó · e6 negres cavall · e5 negres peó · h5 negres peó · b4 negres alfil · c4 blanques peó · e4 blanques cavall · d3 blanques peó · e3 blanques alfil · f3 negres torre · g3 blanques peó · h3 negres dama · c2 blanques peó · f2 blanques peó · h2 blanques peó · a1 blanques torre · d1 blanques dama · f1 blanques torre · h1 blanques rei | f8 negres torre · g8 negres rei · c7 negres peó · g7 negres peó · b6 negres peó · c6 negres peó · e6 negres cavall · e5 negres peó · h5 negres peó · b4 negres alfil · c4 blanques peó · e4 blanques cavall · d3 blanques peó · e3 blanques alfil · f3 negres torre · g3 blanques peó · h3 negres dama · c2 blanques peó · f2 blanques peó · h2 blanques peó · a1 blanques torre · d1 blanques dama · f1 blanques torre · h1 blanques rei | f8 negres torre · g8 negres rei · c7 negres peó · g7 negres peó · b6 negres peó · c6 negres peó · e6 negres cavall · e5 negres peó · h5 negres peó · b4 negres alfil · c4 blanques peó · e4 blanques cavall · d3 blanques peó · e3 blanques alfil · f3 negres torre · g3 blanques peó · h3 negres dama · c2 blanques peó · f2 blanques peó · h2 blanques peó · a1 blanques torre · d1 blanques dama · f1 blanques torre · h1 blanques rei | f8 negres torre · g8 negres rei · c7 negres peó · g7 negres peó · b6 negres peó · c6 negres peó · e6 negres cavall · e5 negres peó · h5 negres peó · b4 negres alfil · c4 blanques peó · e4 blanques cavall · d3 blanques peó · e3 blanques alfil · f3 negres torre · g3 blanques peó · h3 negres dama · c2 blanques peó · f2 blanques peó · h2 blanques peó · a1 blanques torre · d1 blanques dama · f1 blanques torre · h1 blanques rei | f8 negres torre · g8 negres rei · c7 negres peó · g7 negres peó · b6 negres peó · c6 negres peó · e6 negres cavall · e5 negres peó · h5 negres peó · b4 negres alfil · c4 blanques peó · e4 blanques cavall · d3 blanques peó · e3 blanques alfil · f3 negres torre · g3 blanques peó · h3 negres dama · c2 blanques peó · f2 blanques peó · h2 blanques peó · a1 blanques torre · d1 blanques dama · f1 blanques torre · h1 blanques rei | f8 negres torre · g8 negres rei · c7 negres peó · g7 negres peó · b6 negres peó · c6 negres peó · e6 negres cavall · e5 negres peó · h5 negres peó · b4 negres alfil · c4 blanques peó · e4 blanques cavall · d3 blanques peó · e3 blanques alfil · f3 negres torre · g3 blanques peó · h3 negres dama · c2 blanques peó · f2 blanques peó · h2 blanques peó · a1 blanques torre · d1 blanques dama · f1 blanques torre · h1 blanques rei | f8 negres torre · g8 negres rei · c7 negres peó · g7 negres peó · b6 negres peó · c6 negres peó · e6 negres cavall · e5 negres peó · h5 negres peó · b4 negres alfil · c4 blanques peó · e4 blanques cavall · d3 blanques peó · e3 blanques alfil · f3 negres torre · g3 blanques peó · h3 negres dama · c2 blanques peó · f2 blanques peó · h2 blanques peó · a1 blanques torre · d1 blanques dama · f1 blanques torre · h1 blanques rei | 1 |
|   | a | b | c | d | e | f | g | h |   |

La partida entre els dos primers jugadors del món a la final del Grand Slam Master de 2012 a Sao Paulo i Bilbao (aquesta partida és de Sao Paulo) va contenir una doble greu errada. Carlsen, amb blanques, va cometre la greu errada tàctica 27.Af4??, i va veure gairebé immediatament que perdria amb 27...T8xf4!, que guanya una peça, ja que prendre la torre permet que les negres facin un mat forçat: 28.gxf4 Cxf4 29.Tg1 Dxh2+ 30.Rxh2 Th3#.
Carlsen va esperar que Aronian fes el seu moviment, i aquest va jugar la sòlida 27...Ac3??, permetent que les blanques entressin novament a la partida. Aronian havia vist 27...T8xf4, però jugant ràpidament per evitar el zeitnot, va pensar que les blanques podrien fer 28.gxf4 Cxf4 29.Ta8+, ja que tant 29...Rf7 com 29...Rh7 perden per la forquilla de cavall 30.Cg5+, i no va veure que la retirada 29...Af8! acaba amb el breu contraatac blanc i deixa les blanques sense defensa contra el mat.
La partida acabà eventualment en taules per escac continu al moviment 48.

## Notació completa de les partides d'exemple
- Mikhail Chigorin v. Wilhelm Steinitz, Havana 1892
- Tigran Petrossian v. David Bronstein, Amsterdam 1956
- Alexander Beliavsky v. Leif Erlend Johannessen, Linares 2002
- Murray Chandler v. Susan Polgar, Biel 1987
- Deep Fritz v. Vladimir Kramnik, Bonn 2006
- Viktor Korchnoi v. Anatoly Karpov, 1978
- Deep Fritz v. Vladimir Kramnik, 2006
- Miguel Najdorf v. Bobby Fischer, 1966
- Étienne Bacrot v. Ernesto Inarkiev, 2008
- Magnus Carlsen v. Levon Aronian, 2012